# Suecia
Suecia (en sueco: Sverigeⓘ), oficialmente el Reino de Suecia (Konungariket Sverigeⓘ), es un país escandinavo de Europa del Norte, constituido en estado social y democrático, con la monarquía parlamentaria como sistema de gobierno. Es uno de los veintisiete Estados soberanos que forman la Unión Europea. Limita al norte con Noruega y Finlandia, al este con Finlandia y el golfo de Botnia, al sur con el mar Báltico y al oeste con el mar del Norte y Noruega. Tiene fronteras terrestres con Noruega y Finlandia, y está conectado a Dinamarca por el puente de Øresund. Su capital es Estocolmo, que es también su ciudad más poblada.
Con una extensión de 450 295 km², es el quinto país más extenso de Europa. En 2016, contaba con una población total de poco más de diez millones de personas, de las cuales el 98 % cuenta con acceso a Internet, lo que lo convierte en el país con la mayor penetración del servicio en el mundo. Tiene una densidad de población de solo 22 h/km², similar a otros países de su entorno. Cerca del 84 % de la población vive en zonas urbanas. La conservación de la naturaleza, la protección del medio ambiente y la eficacia energética son, por lo general, una prioridad en la formulación de políticas y cuentan con acogida por gran parte del pueblo. Mantiene el modelo nórdico de bienestar que brinda asistencia sanitaria universal y educación terciaria gratuita a sus ciudadanos, tiene el undécimo ingreso per cápita más alto del mundo y ocupa un lugar destacado en numerosas mediciones de desarrollo humano, incluida la calidad de vida, seguridad, salud, educación, igualdad, y prosperidad.
La mejora de los transportes y las comunicaciones ha permitido la explotación a gran escala de bienes naturales, sobre todo la madera y el mineral de hierro. En la década de 1980, la escolarización universal y la industrialización permitieron al país desarrollar una exitosa industria manufacturera. Tiene una rica oferta de energía hidráulica, pero carece de petróleo y de yacimientos de carbón importantes. En el siglo XX se ubicó constantemente entre los países con mejor Índice de Desarrollo Humano (IDH), actualmente ocupando la séptima posición.
Suecia ha estado habitada desde tiempos prehistóricos. Los habitantes surgieron como los gautas y los sueones, que juntos constituyeron los pueblos marineros conocidos como los nórdicos. Los orígenes de Suecia se remontan al siglo X, aunque no existe un verdadero consenso histórico sobre la fecha de su unificación. En 1397, Suecia se unió a Noruega y Dinamarca para formar la Unión Escandinava de Kalmar, que Suecia abandonó en 1523. Cuando Suecia se vio involucrada en la guerra de los Treinta Años del lado protestante, comenzó una expansión de sus territorios, formándose el Imperio Sueco, que permaneció una de las grandes potencias de Europa hasta principios del siglo XVIII. Durante esta época, Suecia controlaba gran parte del mar Báltico. La mayoría de los territorios conquistados fuera de la península escandinava se perdieron durante los siglos XVII y XIX. La mitad oriental de Suecia, la actual Finlandia, se perdió ante la Rusia imperial en 1809. La última guerra en la que Suecia estuvo directamente involucrada fue en 1814, cuando Suecia, por medios militares, obligó a Noruega a una unión personal, unión que duró hasta 1905.
Desde marzo de 2024 es miembro de la OTAN.

## Etimología

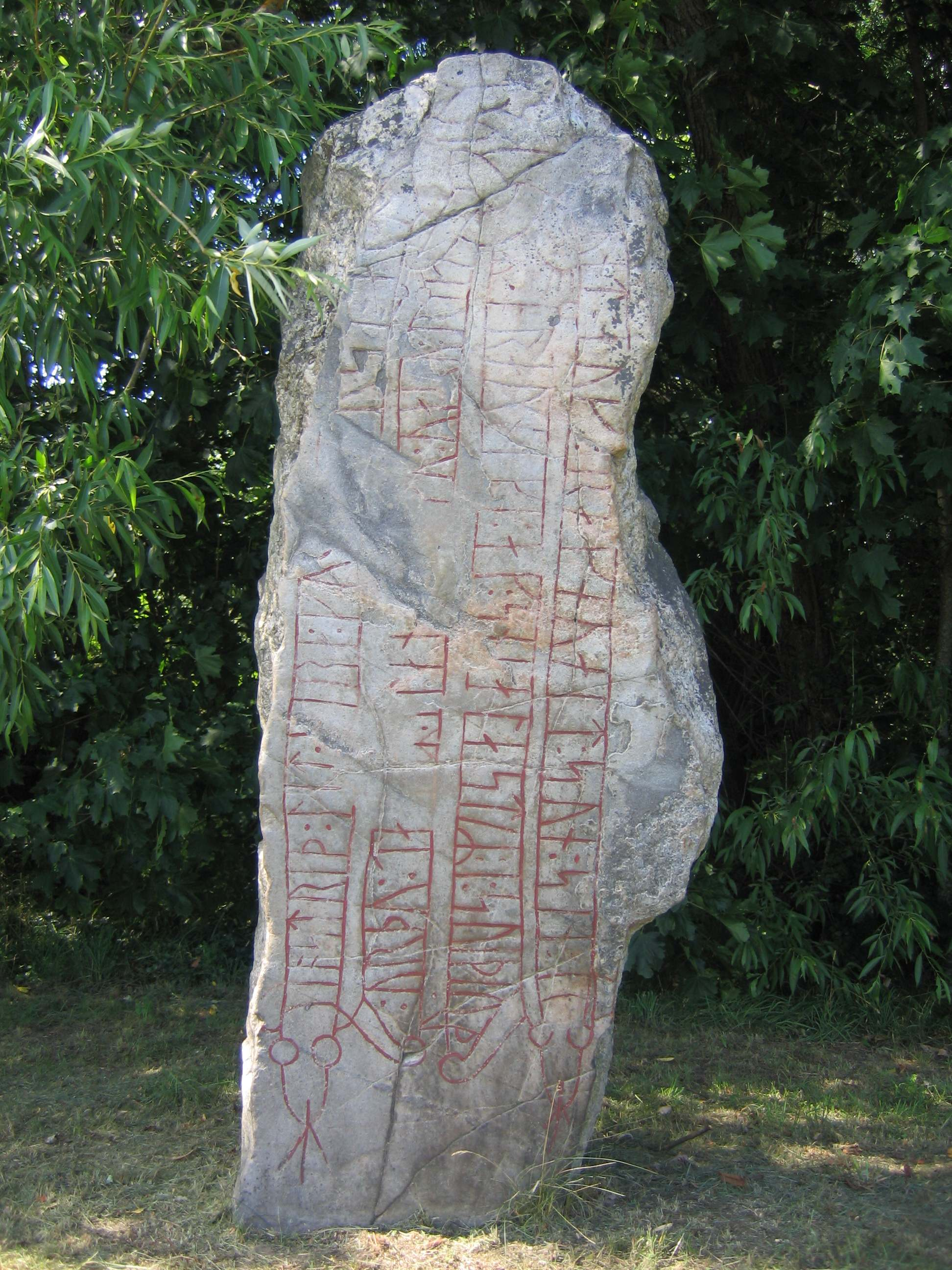
Esta runa de Aspa, Södermanland, es la mención nativa más antigua que se tiene de Suecia, suiþiuþu, y data del.

El nombre «Suecia» deriva del latín Suetidi, el cual proviene del vocablo del inglés antiguo Sweoðeod, que significa «pueblo de los suiones» (en escandinavo antiguo Svíþjóð). Esta palabra deriva de sweon/sweonas (en escandinavo antiguo sviar, en latín suiones). La etimología de Suiones, y por ende de Suecia, deriva probablemente del proto-germánico Swihoniz, que significa «propiedad de uno», refiriéndose a la propiedad de una tribu germánica. El nombre en sueco, Sverige, significa literalmente «Reino de los suiones» (sve ‘suiones’; rike ‘reino’), el cual se utilizaba para designar la zona sur del país habitada por la tribu germánica del mismo nombre.
Variaciones del inglés Sweden se utilizan en la mayoría de los idiomas, excepto en danés y en noruego, donde el nombre es el mismo que en sueco, Sverige. En los idiomas finlandés (Ruotsi) y estonio (Rootsi), el nombre proviene de la misma raíz que la palabra «Rusia», refiriéndose a la etnia rus, originaria de las zonas costeras de Uppland y Roslagen.

## Historia

### Prehistoria

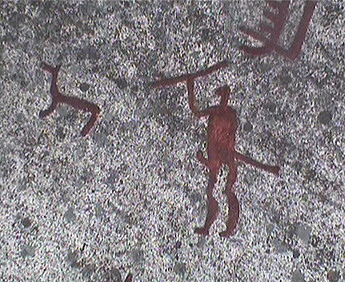
Petroglifos en Tanum, Bohuslän. Los petroglifos son comunes en Escandinavia y solamente en Suecia se han encontrado miles de ellos.

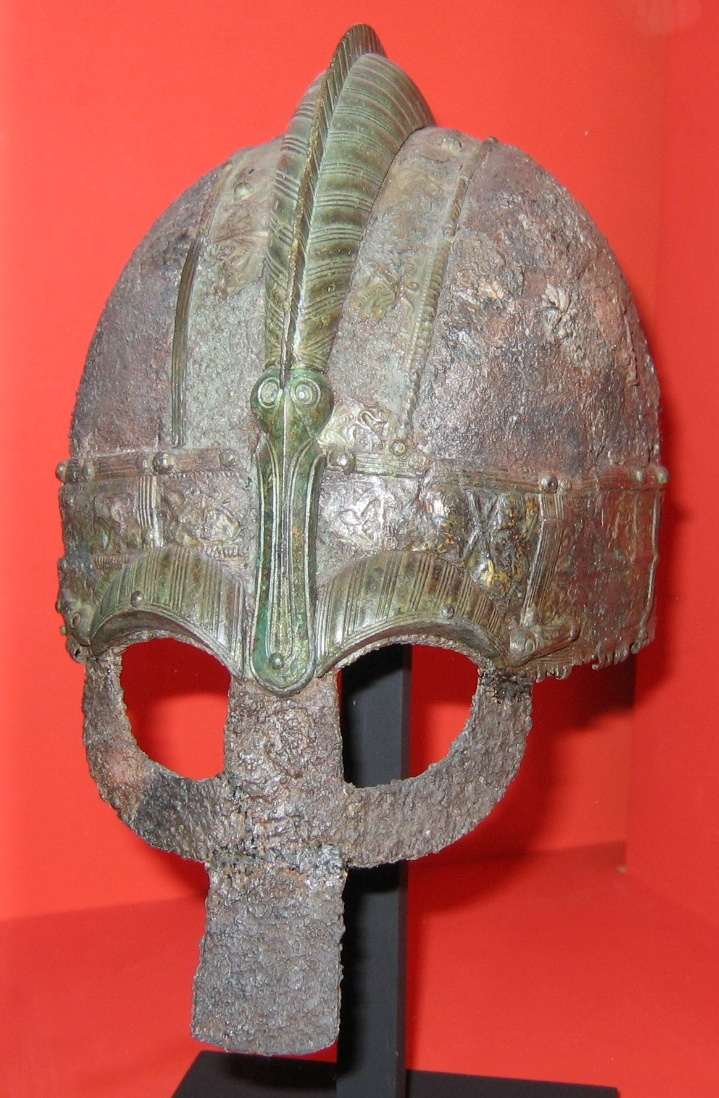
Un casco de la Era de Vendel, en el Museo Sueco de Antigüedades Nacionales

Su prehistoria comienza en el periodo llamado Oscilación de Allerød, alrededor del año 12000 a. C. durante el Paleolítico superior, con la llegada de grupos nómadas de cazadores-recolectores en la zona sur del país, caracterizados por el uso de puntas de flecha hechas de piedra.
La agricultura y la ganadería, junto con la construcción de monumentos megalíticos, llegaron del continente con la cultura de los vasos de embudo alrededor del año 4000 a. C.. El sur de Suecia formó parte del área donde se desarrolló la Edad de bronce nórdica. Este periodo comenzó cerca del año 1800 a. C. con el inicio de la importación del bronce desde Europa central. La minería no fue practicada durante este periodo y como el territorio no posee grandes yacimientos, todos los metales eran importados. La Edad de Bronce Nórdica fue completamente pre-urbana: la gente se volvió sedentaria y vivía en pequeñas aldeas y granjas, en casas comunales hechas de madera.
En ausencia de la dominación del Imperio romano, se considera que la Edad del Hierro sueca finalizó en el momento de la introducción en sus tierras de la arquitectura de piedra y de órdenes monásticas alrededor del año 1100. Como los registros escritos de esta época son de poca credibilidad, este periodo es considerado protohistórico, es decir, que aquellos registros aparecieron después del periodo en cuestión, y que fueron escritos en distintas áreas, o que los registros locales y contemporáneos son extremadamente cortos.

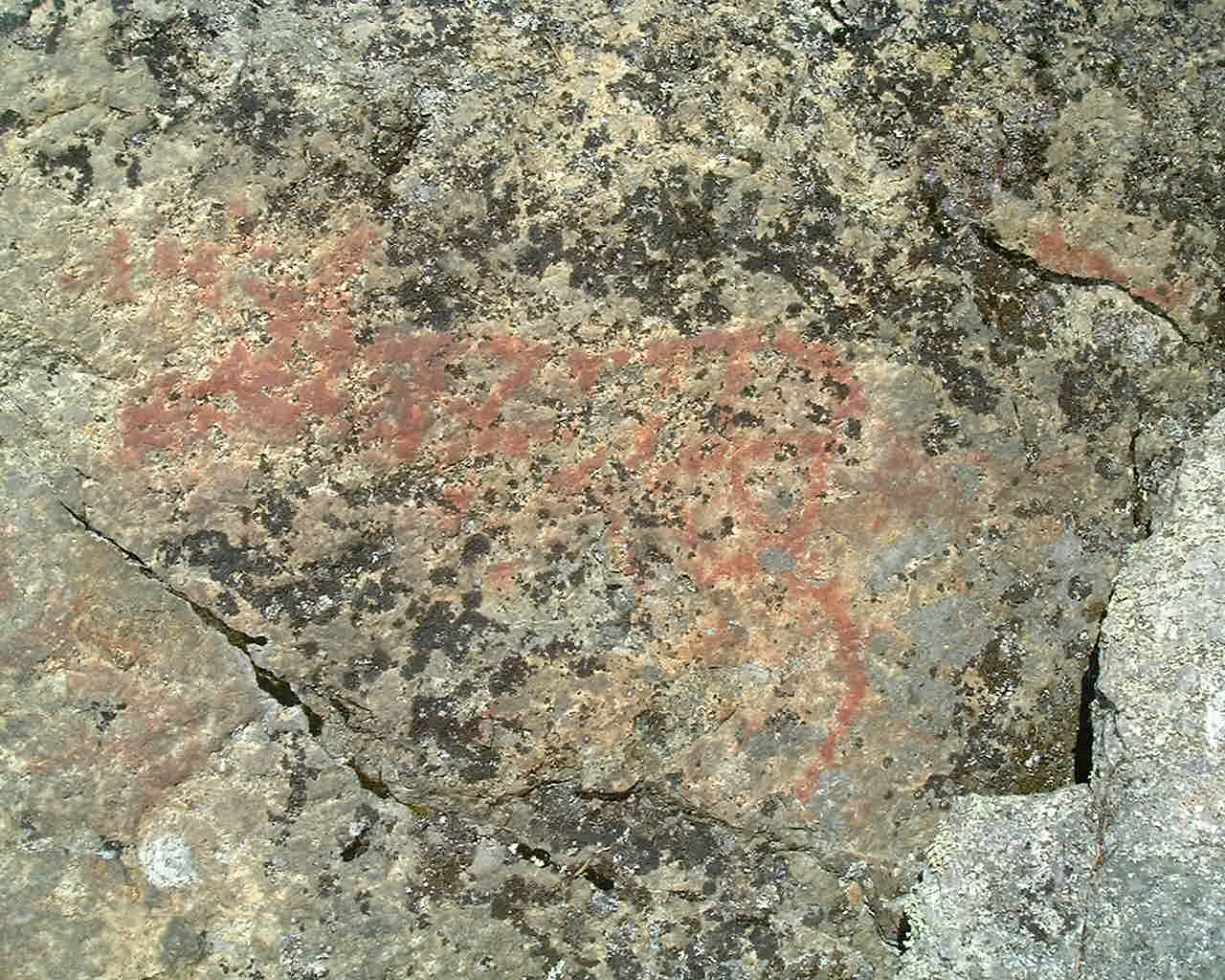
Un alce pintado en la roca hallado en Jämtland.

Un intento de los romanos por extender su imperio más allá de los ríos Rin y Elba fue abortado en el año 9 d. C., cuando los germanos derrotaron a las legiones romanas bajo el mando de Varo, al emboscarlas en la batalla del bosque de Teutoburgo. Alrededor de esta época hubo un gran cambio en materia de cultura en Escandinavia, resultado de un mayor contacto con los romanos.
Durante esta época el clima empeoró, forzando a los granjeros a resguardar a sus animales dentro de cobertizos durante los largos inviernos. Esto llevó a una acumulación anual de estiércol, que pudo ser usado por primera vez de forma sistemática para el enriquecimiento del suelo. De esta forma, la agricultura y la ganadería progresaron y se convirtieron en el motor económico de las primeras ciudades. A principios del siglo II, gran parte del suelo cultivado del sur de sus tierras fue dividido en lotes con bardas pequeñas hechas de piedra. De un lado del muro se encontraban los sembradíos permanentes y prados para el forraje de invierno, mientras que del otro estaba el bosque y la tierra para pastar el ganado. Esta división de la tierra fue usada hasta el siglo XIX.
En la protohistoria entró con el libro Germania de Cornelio Tácito en el año 98. Aunque la poca información que reporta sobre esta distante área ha sido estimada como incierta, ya que hace mención a varias tribus, como los suiones y los lapones de siglos posteriores. En cuanto a su escritura, el alfabeto rúnico fue inventado por la élite del sur de Escandinavia en el siglo II, pero todo lo que ha llegado al presente son breves inscripciones en artefactos, principalmente nombres masculinos, poniendo en evidencia que los pueblos del sur de Escandinavia hablaban proto-nórdico en aquella época, un idioma del que se derivó el sueco y otras lenguas nórdicas.

### Época vikinga y Edad Media

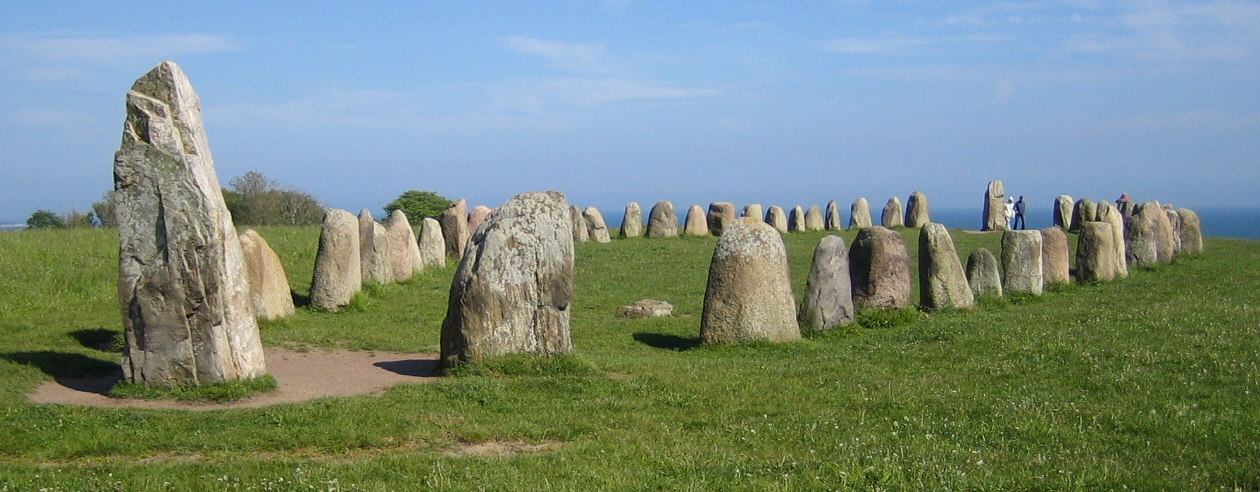
Piedras de Ale en Escania, al sur de Suecia. Este monumento fue construido durante el periodo Vendel, alrededor del.

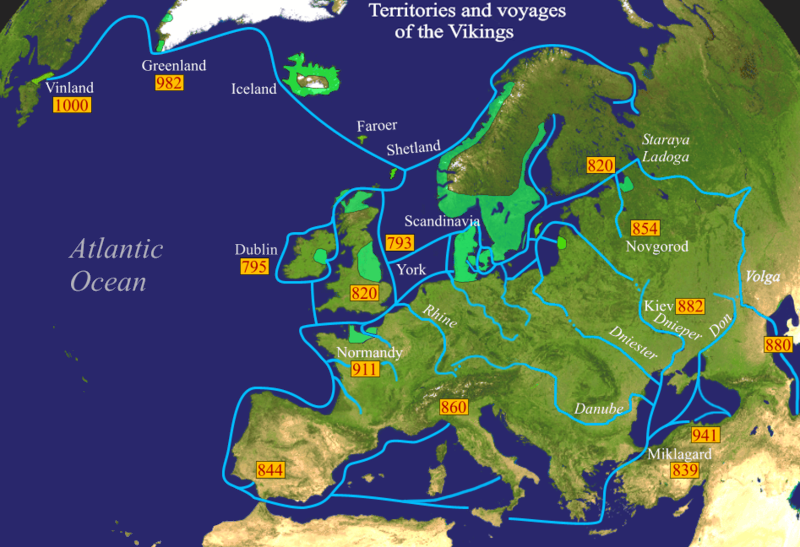
Expediciones vikingas.

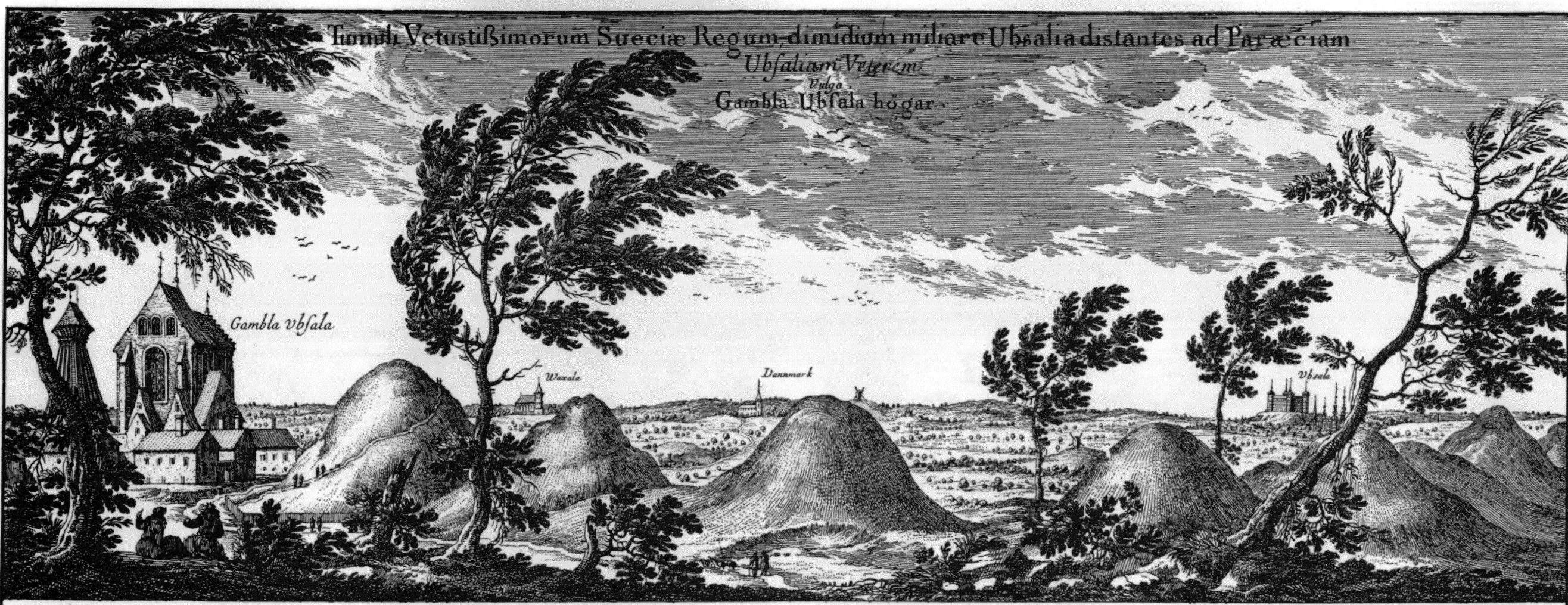
Gamla Uppsala (Viejo Uppsala), un lugar de importancia religiosa y política en los primeros días de Suecia.

La época vikinga sueca abarca desde el siglo VIII hasta el XI. Durante este periodo, se cree que los suiones se expandieron hacia el sureste y se mezclaron con los gautas que habitaban el sur de la actual Suecia. Los vikingos suecos y los vikingos guter realizaban viajes principalmente hacia el este y hacia el sur, yendo a Finlandia, los países bálticos, Rus de Kiev, el Mediterráneo y a ciudades tan lejanas como Bagdad. Sus rutas atravesaban los ríos de la Rus de Kiev hasta llegar a la capital del Imperio bizantino, Constantinopla (actualmente Estambul, Turquía), de donde partían hacia distintas direcciones (véase, por ejemplo, la Ruta comercial de los varegos a los griegos). El emperador bizantino Teófilo comprobó la destreza que poseían para la guerra y los invitó a servirle como su guardia personal, la cual tomó el nombre de Guardia varega. También se cree que un grupo de vikingos suecos, llamados «rus», fueron los padres fundadores de la Rus de Kiev y, por ende, de Rusia. Las expediciones de estos fueron plasmadas en muchas piedras rúnicas existentes en el país, tales como las piedras rúnicas griegas y varegas. Hubo también una participación vikinga considerable en expediciones al oeste, las cuales fueron registradas en las piedras rúnicas inglesas. La última gran expedición vikinga fue el fallido viaje que dirigió Ingvar el Viajero a Serkland, la región del sureste del mar Caspio. Sus expedicionarios son conmemorados en las piedras rúnicas de Ingvar, ninguna de las cuales menciona a algún superviviente. Se desconoce lo que le sucedió a la expedición, pero se cree que fueron víctimas de alguna epidemia.
No se sabe cuándo ni cómo se creó el reino de Suecia, pero la lista de monarcas suecos solo nombra a aquellos que reinaron en Sueonia y Gotia al mismo tiempo, siendo el primero de ellos Erico el Victorioso. Previamente, Suecia y Gothia habían sido naciones separadas. Aunque no se sabe desde cuándo existían aquellos reinos, Beowulf los describe en las semilegendarias guerras entre suecos y gautas del siglo VI.

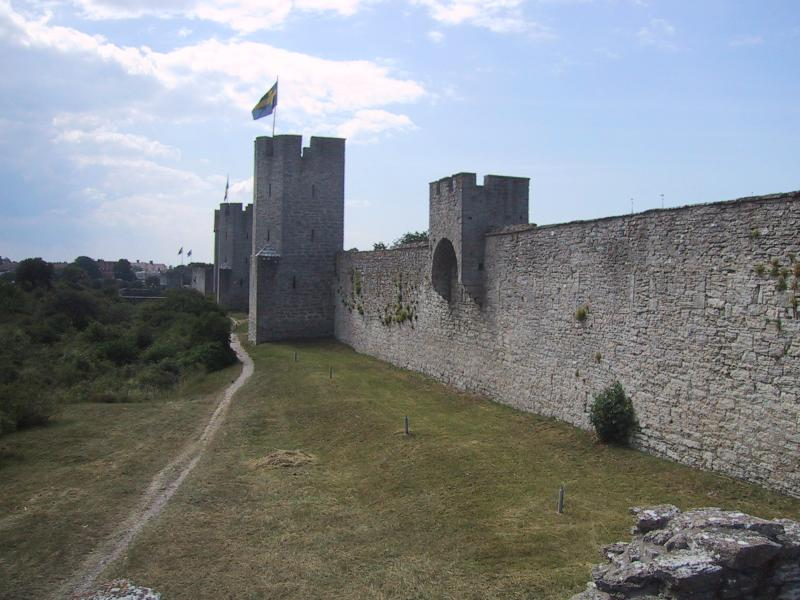
Visby, una ciudad medieval en la isla de Gotlandia.

Durante los primeros años de la era vikinga en Escandinavia, Ystad en Escania y Paviken en Gotlandia fueron grandes centros del comercio de aquella época. Existen ruinas de lo que se piensa era un gran mercado en Ystad, que data de los años 600 a 700 d. C. En Paviken, un importante centro comercial de la región Báltica durante los siglos IX y X, se han encontrado restos de un gran muelle con talleres de construcción de barcos e industrias artesanales. Entre los años 800 y 1000, el comercio llevó a la abundancia de plata en Gotlandia, y de acuerdo con varios especialistas, los habitantes de la isla tenían mayor cantidad de este metal que todo el resto de la población de Escandinavia junta.
En el año 829, san Óscar introdujo el cristianismo, pero hasta el siglo XII la nueva religión no comenzó a reemplazar las creencias tradicionales. Durante el siglo XI, el cristianismo se convirtió en la religión predominante, y para el año 1050 ya se contaba entre las naciones cristianas. El período que va de 1100 a 1400 se caracterizó por las luchas internas por el poder y la competencia entre los reinos nórdicos. Los reyes suecos también empezaron a expandir su territorio hacia Finlandia, creando conflictos con los rus, quienes se habían desprendido de toda conexión con Suecia.
En el siglo XIV, fue asolada por una epidemia de peste negra (peste bubónica). Durante este periodo las ciudades suecas también comenzaron a obtener mayor autonomía y fueron fuertemente influidas por los mercaderes alemanes de la Liga Hanseática, activos especialmente en Visby. En 1319, Suecia y Noruega fueron unidas por el rey Magnus Eriksson y en 1397 la reina Margarita I de Dinamarca efectuó una unión personal de Suecia, Noruega y Dinamarca, naciendo así la Unión de Kalmar. Sin embargo, los sucesores de Margarita, cuyo poder estaba centrado en Dinamarca, no lograron controlar a la nobleza sueca. Por largos periodos, el poder efectivo lo poseían regentes (notablemente aquellos de la familia Sture) elegidos por el parlamento sueco. Para remediar la situación, el rey Christian II de Dinamarca ordenó la ejecución de los nobles de Estocolmo. La matanza fue conocida como el «Baño de sangre de Estocolmo» e incitó a la nobleza sueca a formar una nueva resistencia, por lo que el 6 de junio de 1523, nombraron a Gustavo I de Suecia como su rey. Este hecho se considera a menudo como la fundación del Estado moderno de Suecia y el 6 de junio es ahora la Fiesta Nacional del país. Poco después, Gustavo I rechazó el catolicismo e introdujo la Reforma Protestante en el país. Por estos acontecimientos a Gustavo I se le conoce como el «Padre de la Nación».

### Imperio sueco

Formación del Imperio sueco, 1560-1660.

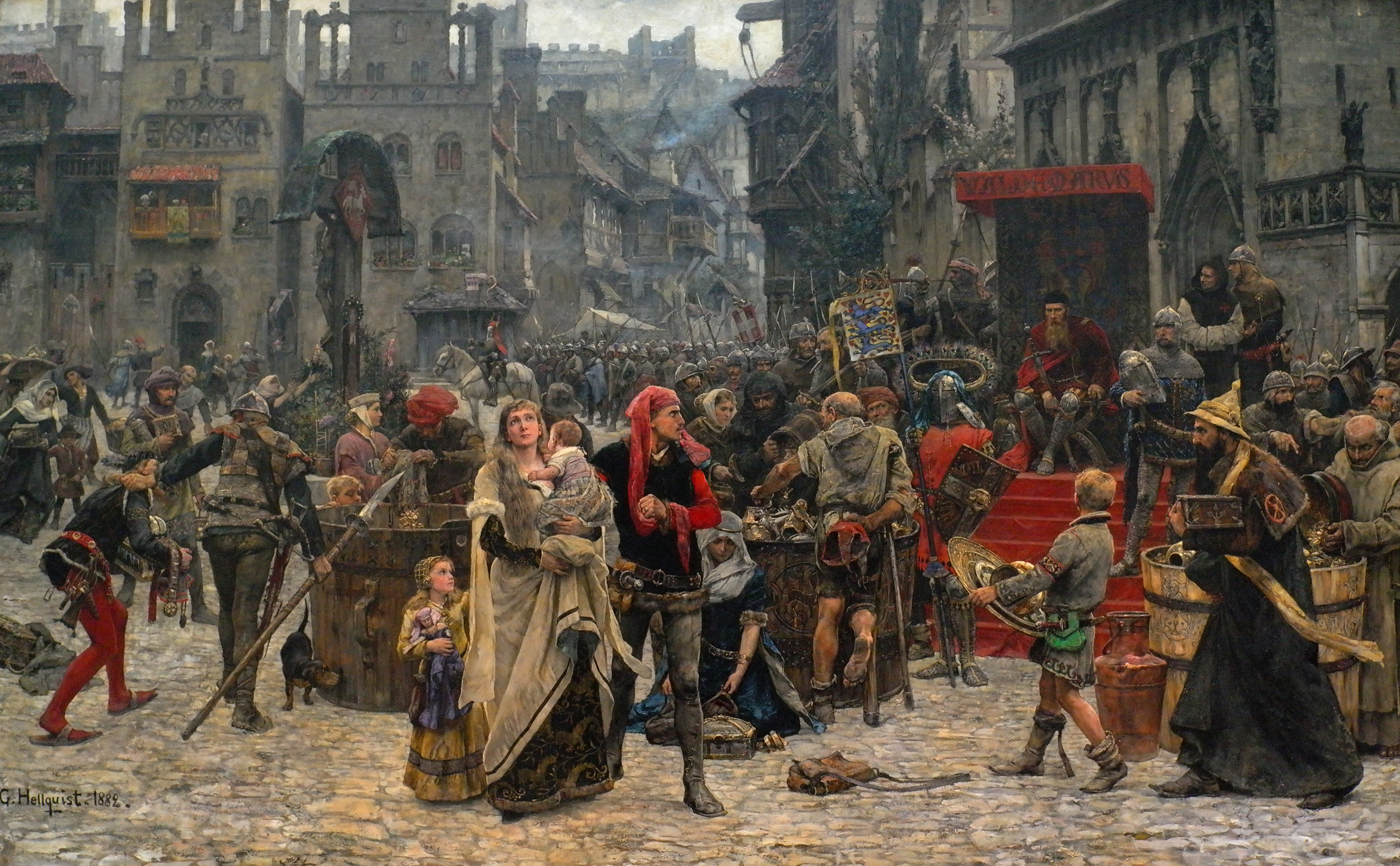
Una interpretación nacionalista romántica de Valdemar IV de Dinamarca de tomar el control de la isla de Gotlandia. La batalla final fuera de los muros de Visby en 1361 terminó con una masacre de 1800 defensores de la ciudad.

Durante el siglo XVII emergió como una potencia europea. Antes del surgimiento del Imperio sueco, era un país muy pobre, escasamente poblado, y con poca participación en asuntos internacionales. Fue repentinamente convertido en una de las naciones líderes en Europa por Axel Oxenstierna y el rey Gustavo II Adolfo de Suecia, gracias a la conquista de territorios de Rusia y Polonia-Lituania, pero también gracias a su participación en la guerra de los Treinta Años, la cual la convirtió en el líder continental del protestantismo hasta el colapso del imperio en 1721.
La guerra de Gustavo II Adolfo en contra del Sacro Imperio Romano-Germánico tuvo un alto costo para este último, donde un tercio de la población murió y casi la mitad de los Estados que lo componían fueron ocupados por los suecos. El plan de Gustavo II Adolfo era aventajarse del conflicto armado para expandir los límites de su reino. Sin embargo, Gustavo II Adolfo murió después en la batalla de Lützen de 1632, dejando el trono a la menor Cristina de Suecia. Después de la batalla de Nördlingen Suecia se retiró porque se cansó de las penurias de la guerra y perdió su poderío en la zona sur de la actual Alemania, y las provincias conquistadas se separaron del dominio sueco una a una, dejándola con solo un par de territorios en el norte: Pomerania Sueca, Bremen-Verden y Wismar.
A mediados del siglo XVII, era el tercer país más extenso en Europa, solo superado por Rusia y España. En 1658, alcanzó su máxima extensión bajo el reinado de Carlos X Gustavo de Suecia (1622-1660), poco después de la firma del Tratado de Roskilde. A mediados del siglo XVI, el rey Gustavo I convirtió al país al protestantismo y realizó una serie de reformas económicas. Durante el siglo XVII, el país se vio envuelto en varias guerras, como la que sostuvo contra Polonia-Lituania, en la que ambos compitieron por los territorios de los Países Bálticos hasta la batalla de Kircholm ocurrida en 1605, la cual es considerada una de las peores derrotas del ejército sueco.

Batalla de Lützen, de Carl Wahlbom. La pintura muestra la muerte del rey Gustavo II Adolfo de Suecia.

Este periodo también fue testigo de «El Diluvio», la invasión sueca de la Unión de Polonia-Lituania. Después de más de medio siglo de una guerra casi constante, la economía sueca se deterioró seriamente. Reconstruir la economía y recuperar el poder militar se convirtió en una labor que se extendió durante toda la vida del sucesor de Carlos X, Carlos XI de Suecia (1655-1697). El legado para su hijo, Carlos XII, fue uno de los mejores arsenales en el mundo, un ejército numeroso y una gran flota.
En 1700, después de la batalla de Narva (una de las primeras batallas de la gran guerra del Norte), el Ejército Ruso, peor equipado y entrenado y desmoralizado por la retirada de Pedro I de Rusia antes de la batalla, fue severamente diezmado, dándole a Suecia la oportunidad de invadir Rusia. Sin embargo, Carlos XII no persiguió al Ejército ruso, sino que se dirigió a Polonia-Lituania y en 1702, derrotó al rey polaco Augusto II y a sus aliados sajones en la batalla de Kliszów. Después de la exitosa invasión a Polonia, Carlos XII tenía preparado el terreno para invadir Rusia atacando su capital, Moscú, desde Ucrania. Además de su ejército contaba con la ayuda de cerca de dos mil cosacos ucranianos. Pero en esta ocasión el ejército zarista estaba mejor preparado y motivado, y después de acosar a los invasores con los jinetes cosacos y rebajar sus suministros con técnicas de tierra quemada, en 1709 Pedro I derrotó decisivamente a los suecos en la batalla de Poltava. Los suecos fueron perseguidos, rindiéndose tres días después en Perevolochna. Esta derrota significó el comienzo del derrumbe del Imperio sueco.

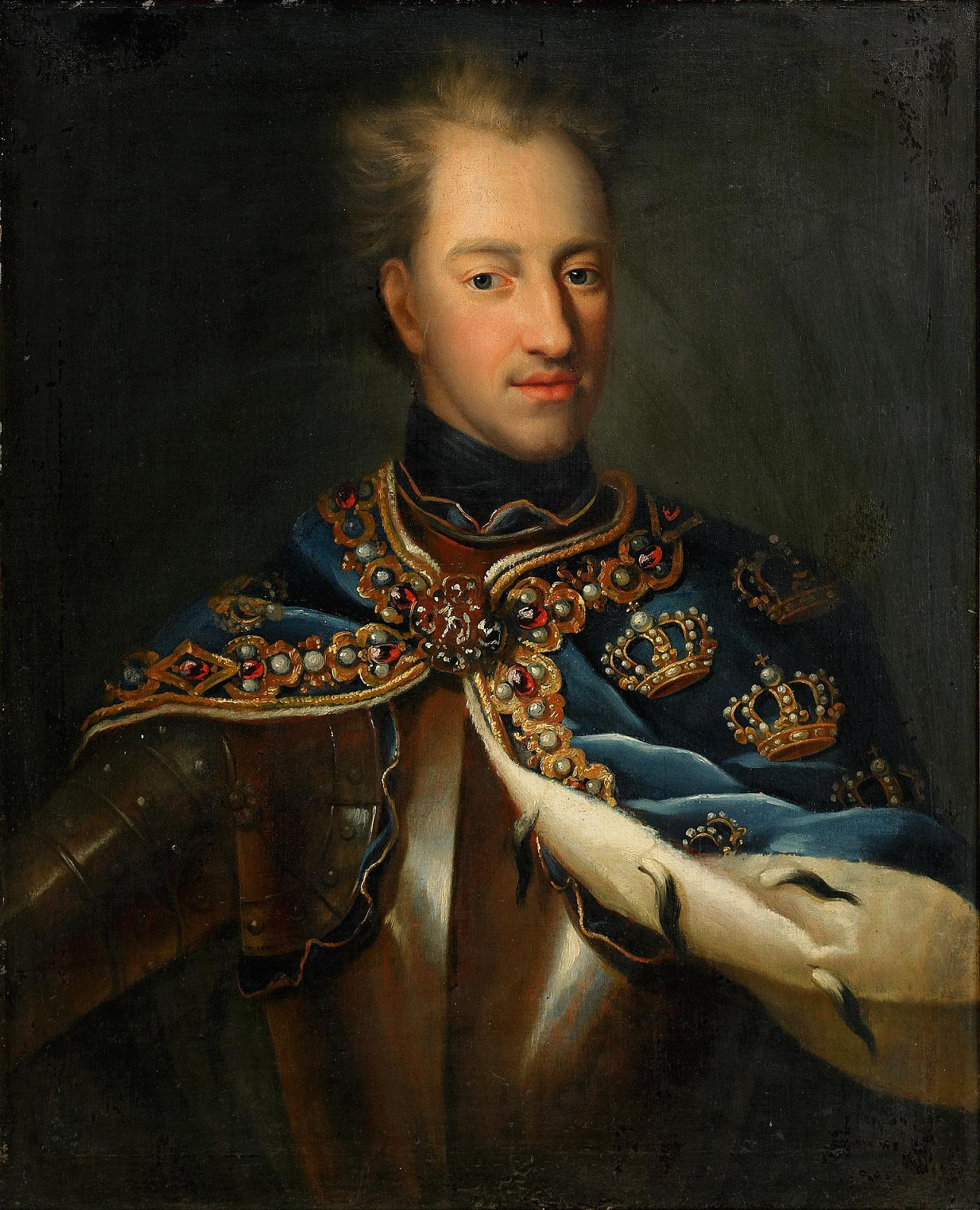
Carlos XII de Suecia.

En 1716, Carlos XII intentó invadir Noruega, sin embargo, su avance fue frenado por los noruegos en 1718, con el asedio de la fortaleza Fredriksten. Los suecos no fueron derrotados militarmente en Fredriksten, pero la organización y estructura de la campaña noruega llevaron a la muerte del rey y a la retirada del ejército. Forzada a ceder grandes extensiones de tierra en el Tratado de Nystad de 1721, también perdió su lugar como imperio y como el Estado dominante del mar Báltico. Con la pérdida de la influencia sueca, Rusia emergió como un imperio y se convirtió en una de las naciones dominantes en Europa. En el siglo XVIII, ya carecía de los suficientes recursos para mantener sus territorios fuera de Escandinavia, debido a lo cual perdió la mayoría de éstos, culminando con la pérdida del este de Suecia por Rusia, territorios que se convertirían en el Ducado de Finlandia semiautónomo en la Rusia imperial.
Después de que Dinamarca-Noruega fuera derrotada en las guerras napoleónicas, el 14 de enero de 1814 Noruega fue cedida a Suecia a cambio de las provincias del norte de Alemania, en el Tratado de Kiel. Los intentos de Noruega por mantenerse como una nación soberana fueron repelidos por el rey Carlos XIII de Suecia. El rey lanzó una campaña militar contra Noruega el 27 de julio de 1814, terminando con la Convención de Moss, la cual forzó a Noruega a una unión personal bajo el poder sueco, que duró hasta 1905. La campaña de 1814 fue la última guerra en la que su ejército participó como beligerante.

### Historia moderna y contemporánea

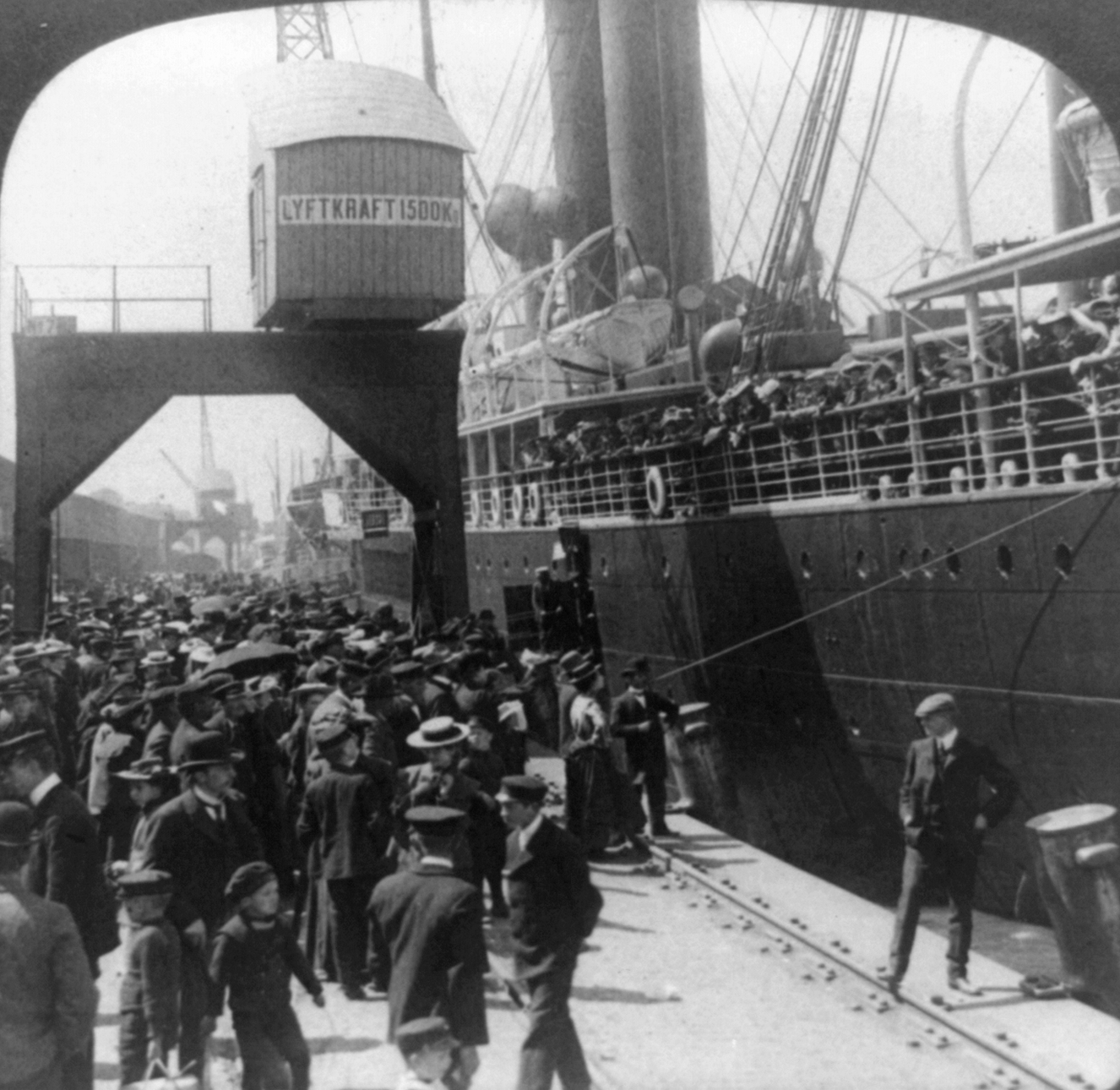
Emigrantes suecos partiendo hacia Estados Unidos en el puerto de Gotemburgo.

En los siglos XVIII y XIX tuvo lugar un importante crecimiento demográfico, que el escritor Esaias Tegnér en 1833 atribuyó a «la paz, la vacuna (contra la viruela), y las patatas.» Entre 1750 y 1850 la población sueca se duplicó. De acuerdo con algunos especialistas, la emigración en masa hacia Estados Unidos se convirtió en la única forma de evitar el hambre y la rebelión; más del 1 % de la población emigraba anualmente durante la década de 1880. Por entonces, seguía en la pobreza, con una economía básicamente agrícola, pese a que Dinamarca y otros países de Europa Occidental ya habían comenzado a industrializarse. Entre 1850 y 1910 más de un millón de suecos migraron hacia los Estados Unidos y a principios del siglo XX, había más población de origen sueco en Chicago que en Gotemburgo (la segunda ciudad más grande de Suecia). La mayoría de los emigrantes suecos se establecieron en el Medio Oeste estadounidense, alcanzando una gran incidencia en la población de Minnesota. Como destinos secundarios, otros grupos de emigrantes se dirigieron a Delaware y Canadá.
Si bien su proceso de industrialización se desarrolló lentamente, la agricultura experimentó cambios importantes debidos a las innovaciones tecnológicas y al crecimiento de la población. Estas innovaciones incluían programas del gobierno de cercamiento, sobreexplotación de las tierras agrícolas y la introducción de nuevas semillas de cultivo como la de la patata. Debido al hecho de que los campesinos suecos habían sido explotados como en ningún otro lugar en Europa, la cultura granjera sueca adquirió un papel protagónico en los procesos políticos, característica que se ha mantenido en el tiempo, con el Partido Agrario (actualmente llamado Partido del Centro). Entre 1870 y 1914, comenzó el proceso de desarrollo de su economía industrial que perdura hasta hoy.
Durante la segunda mitad del siglo XIX, se produjeron movimientos sociales y sindicales importantes, así como de grupos abstinentes y religiosos independientes, que comenzaron a presionar por un Estado democrático. En 1889 se fundó el Partido Socialdemócrata Sueco. Estos movimientos llevaron al país hacia una moderna democracia parlamentaria, alcanzada en la época de la Primera Guerra Mundial. Como la Revolución Industrial avanzaba durante el siglo XX, la población rural comenzó a migrar hacia las ciudades para trabajar en las fábricas y así poder ser finalmente incluidos en los sindicatos. En 1917 se produjo una revolución socialista que fracasó, la cual fue seguida en 1921 por el establecimiento de una monarquía parlamentaria de tipo democrático.

### Guerras mundiales

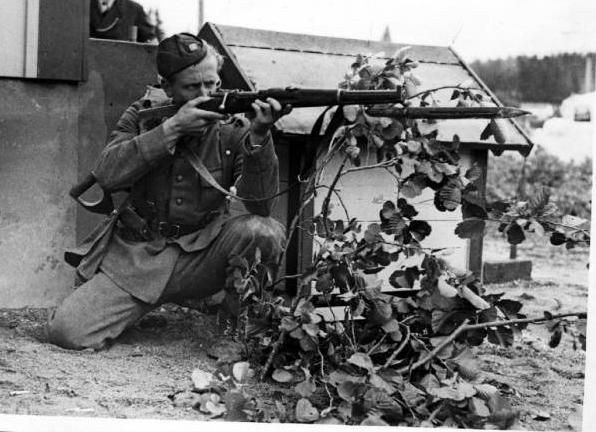
Soldado sueco durante la Segunda Guerra Mundial.

Durante el transcurso de ambas guerras mundiales se mantuvo oficialmente neutral, aunque su neutralidad en la Segunda Guerra Mundial ha sido en muchas ocasiones motivo de debate; estuvo bajo la influencia alemana la mayor parte de la guerra y quedó aislada del resto del mundo por medio de bloqueos. Inicialmente, el gobierno sueco consideró que no estaba en posición de oponerse a Alemania, y posteriormente colaboró con el régimen de Adolf Hitler. Los voluntarios suecos en las unidades nazis SS estuvieron entre los primeros elementos en invadir la Unión Soviética durante la Operación Barbarroja.[cita requerida] Asimismo, también proporcionó acero y maquinaria a Alemania durante la guerra. Hacia el final del conflicto, cuando la derrota alemana parecía inminente, Suecia comenzó a cumplir un papel importante en los esfuerzos humanitarios y en el albergue de refugiados, entre ellos los numerosos judíos de la Europa ocupada por los nazis que fueron salvados. Esto se debió en parte a que participó en misiones de rescate en campos de concentración, y porque el país era el principal centro de refugiados de Escandinavia y de los países Bálticos. Sin embargo, críticas internas y externas aseguran que pudo haber hecho más para resistir las amenazas de los nazis, incluso corriendo el riesgo de una ocupación.

### Historia reciente

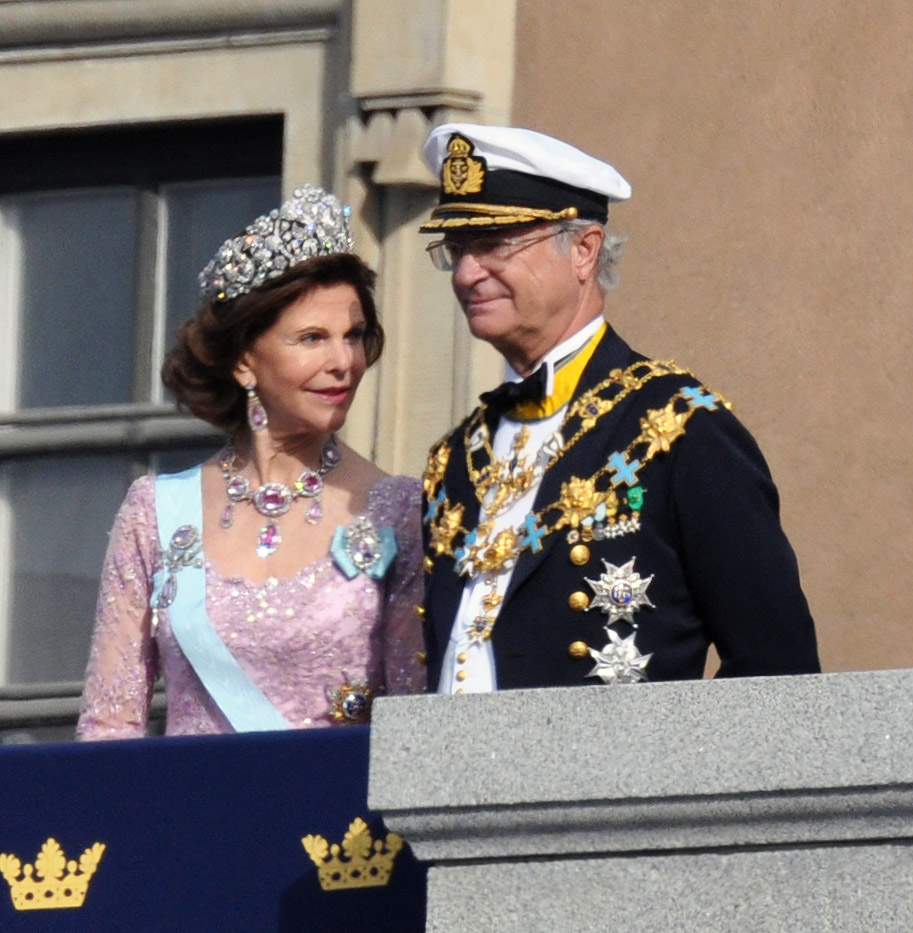
Los monarcas Carlos XVI Gustavo y Silvia de Suecia.

Durante la Guerra Fría adoptó públicamente una posición de neutralidad, pero de manera no oficial algunos líderes suecos mantuvieron conexiones estrechas con Estados Unidos. Después de la Segunda Guerra Mundial, se aventajó de su infraestructura industrial intacta, estabilidad social y de sus recursos naturales para expandir su industria y apoyar la reconstrucción de Europa. Asimismo, formó parte del Plan Marshall y participó en la Organización para la Cooperación y el Desarrollo Económico (OCDE). Durante la mayor parte de la posguerra, el país fue gobernado por el Partido Socialdemócrata Sueco (en sueco: Socialdemokraterna). Este partido estableció un modelo corporativista que favorecía a las grandes empresas capitalistas, pero también a los sindicatos, organizados en la Confederación de Sindicatos Suecos (LTC), afiliada al mismo partido. El Estado sueco adquirió un rol decisivo y la cantidad de empleados públicos aumentó notablemente entre 1960 y 1980. Finalmente, el país se abrió al comercio internacional y se orientó al sector manufacturero internacional, obteniendo buenas tasas de crecimiento hasta la década de 1970.
Como otros países del mundo, entró en un periodo de declive económico luego de los embargos de petróleo de 1973-1974 y 1978-1979. En la década de 1980, los pilares de la industria sueca fueron reestructurados en gran medida. Se canceló la construcción naval, se integró la tala de bosques al proceso de producción moderna de papel, se centralizó y especializó la industria del acero y la ingeniería mecánica se orientó hacia la robótica.
Entre 1970 y 1990 casi todos los impuestos fueron elevados más del 10 %. El impuesto de límite de ingresos para los trabajadores alcanzó más del 80 %, y el gasto público superó la mitad del PIB nacional, a la vez que su política económica era cuestionada por los economistas clásicos.
A principios de la década de 1990, como el resto de países occidentales, el país cayó en una crisis fiscal. La respuesta del gobierno conservador fue reducir los gastos e instituir una serie de reformas para impulsar la competitividad, entre las que se encontraban reducir el estado de bienestar sueco y privatizar bienes y servicios públicos. Las reformas le permitieron entrar en la Unión Europea, a la cual Suecia pertenece desde el 1 de enero de 1995, aunque sin adoptar el euro, pues decidió mantener la Corona sueca como su moneda nacional.
Actualmente es uno de los países con más alto Índice de Desarrollo Humano, encontrándose entre las veinte economías más grandes del mundo. También suele participar en operaciones militares internacionales, incluyendo la guerra de Afganistán, donde las tropas suecas están bajo el mando de la OTAN; y en la Unión Europea apoyando operaciones de las «fuerzas de paz» en lugares como Kosovo, Bosnia-Herzegovina y Chipre. Además, el armamento utilizado por el ejército estadounidense en Irak es producido por varias empresas suecas.

## Gobierno y política

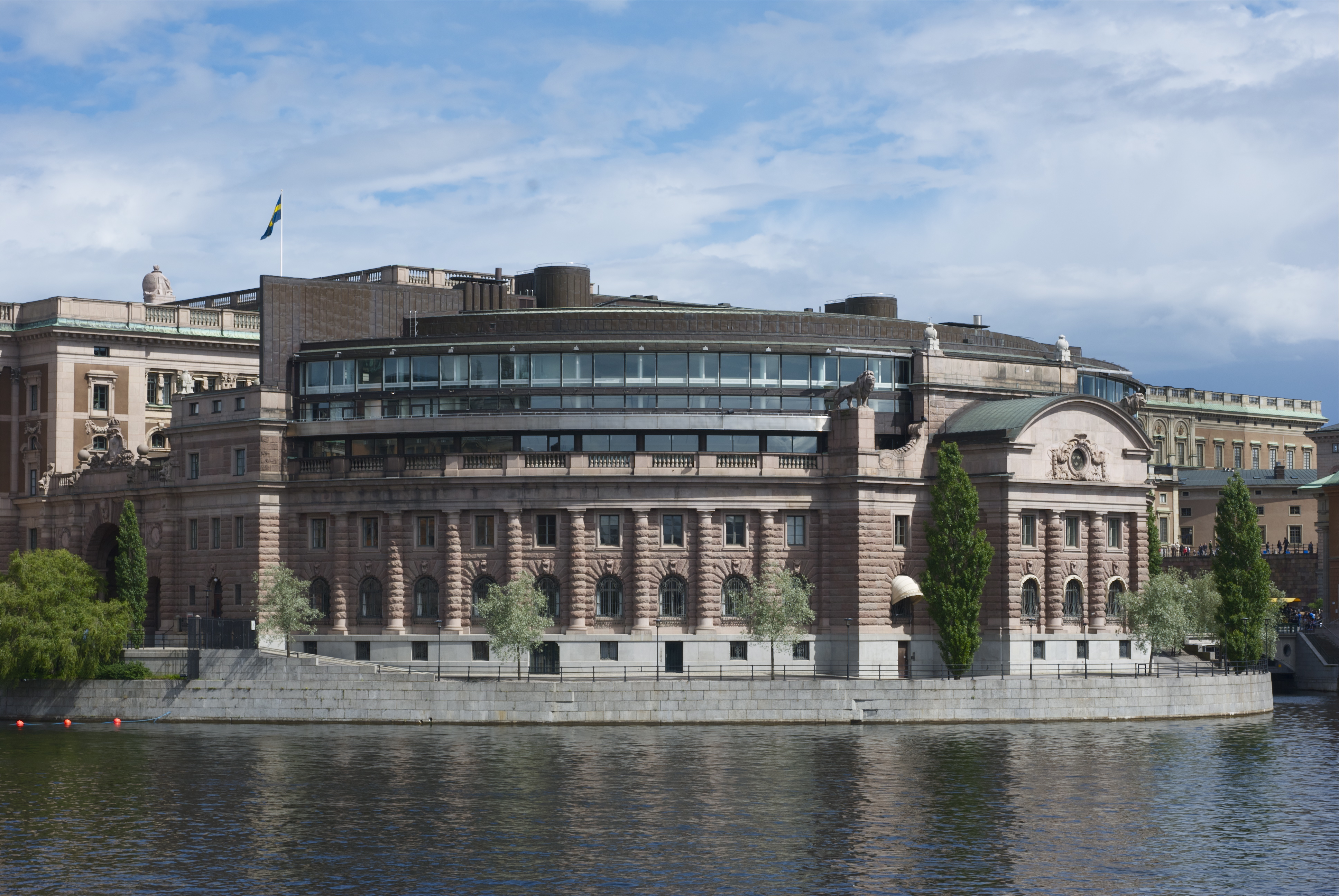
El edificio Riksdag, Estocolmo.

Suecia es una monarquía constitucional, en la cual el rey Carlos XVI Gustavo es el jefe de Estado, pero su poder real está limitado solo a funciones ceremoniales y oficiales. Aunque The Economist Group asegura que la democracia es algo difícil de medir, el «Índice de democracia de 2006» la colocó en primer lugar de su lista de 167 países.
Su gobierno está dividido en tres poderes: legislativo, ejecutivo y judicial. El poder legislativo es el Riksdag (el parlamento sueco), que según la constitución sueca, es la autoridad suprema del gobierno. Está conformado por 349 miembros, los cuales eligen al primer ministro, quien dirige los ministerios. Las elecciones parlamentarias se llevan a cabo cada cuatro años, en el tercer domingo de septiembre.
Los proyectos de ley deben ser presentados por los miembros del gabinete o del parlamento. Los últimos son elegidos sobre la base de escrutinio proporcional plurinominal para un periodo de cuatro años. La constitución puede ser modificada por el Riksdag, para lo cual se requiere que la decisión sea aprobada por una mayoría absoluta entre periodos de elecciones generales. Además de los estatutos gubernamentales, tiene otras tres leyes constitucionales fundamentales: el Acta de Sucesión Real, el Acta de Libertad de Prensa y la Ley Fundamental para la Libertad de Expresión.
El poder ejecutivo es ejercido por el primer ministro, el gabinete y el rey. El poder judicial cuenta con un organismo de regulación llamado Lagrådet (Consejo de Leyes), que tiene la facultad de examinar la constitucionalidad de las leyes y las decisiones del gobierno, aunque sus resoluciones no son obligatorias; sin embargo, debido a las restricciones de esta forma de control constitucional y a una débil jurisdicción, su labor tiene pocas consecuencias en la política nacional.

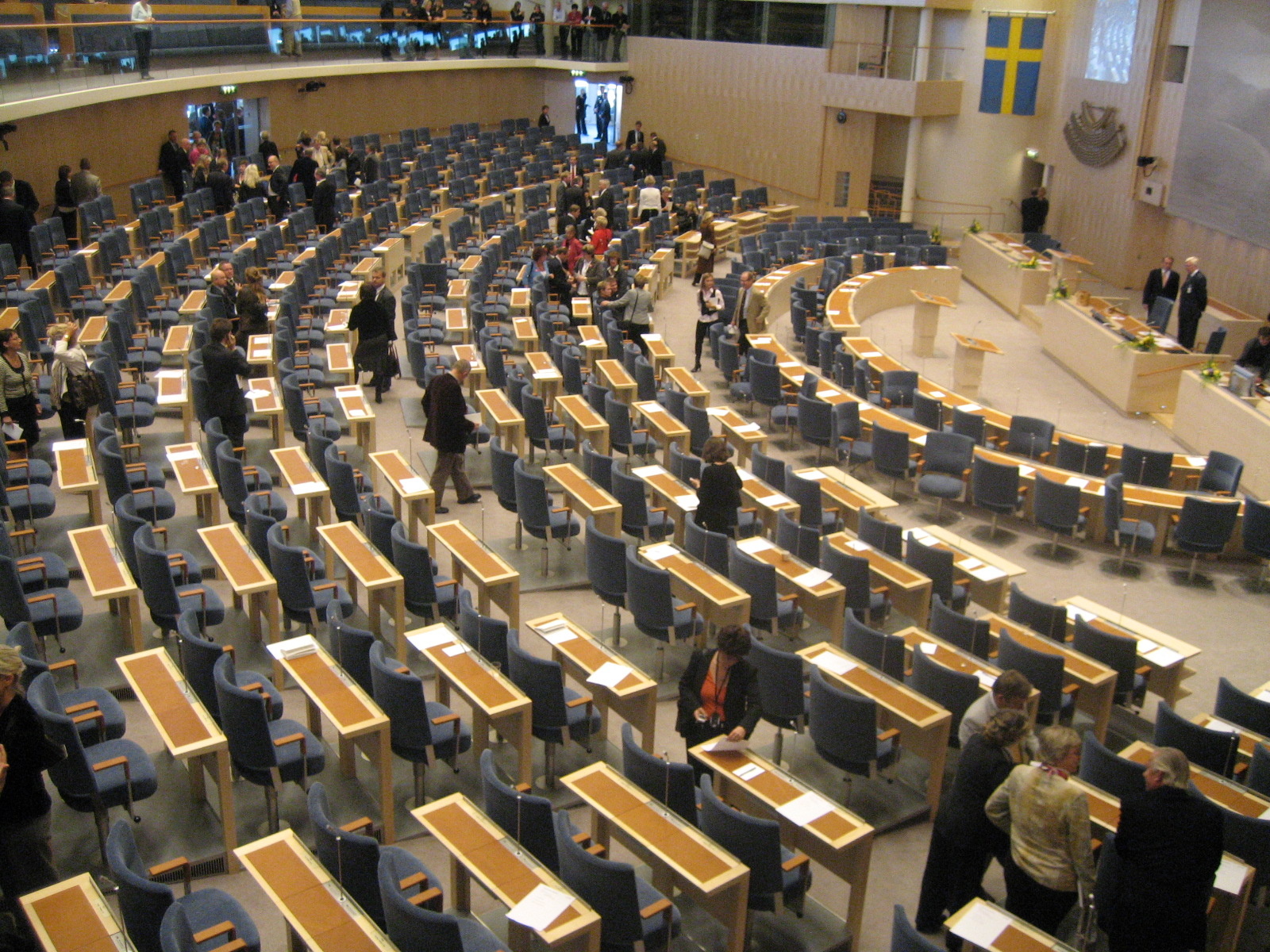
La sala de asambleas del Riksdag después de su renovación del 2006.

El Partido Socialdemócrata Sueco ha jugado un papel de líder político desde 1917, después de que los reformistas confirmaran su dominio y los de la izquierda dejaran el partido. Después de 1932, los gabinetes han sido dominados por el partido Socialdemócrata. En tan solo cinco elecciones generales, otro partido de centro-derecha consiguió suficientes asientos en el parlamento para convertirse en la fuerza líder en el gobierno. Sin embargo, el avance económico lento desde comienzos de la década de 1970, y especialmente la crisis de 1990, la forzaron a reformar su sistema político para hacerlo similar al de otros países europeos. En las elecciones generales de 2010, el Bloque Roji-Verde (Socialdemócratas con el Partido Verde) ganó la mayoría de asientos en el Riksdag, dejando a la Alianza con solo ciento setenta asientos.
Las elecciones en octubre de 2014 tuvieron los siguientes resultados:
- Partido Socialdemócrata (SAP): 113 escaños.
- Partido Moderado (M): 84 escaños.
- Demócratas de Suecia (SD): 49 escaños.
- Partido Verde (MP): 25 escaños.
- Partido del Centro (C): 22 escaños.
- Partido de la Izquierda (V): 21 escaños.
- Partido Popular Liberal (FP): 19 escaños.
- Demócratas Cristianos (KD): 16 escaños.

El total de los partidos de gobierno (SAP+V+MP) son 159 escaños. El total de los partidos de oposición (M+C+FP+KD) son 141 escaños. Los parlamentarios fueron elegidos para el período 2014-2018.
En las elecciones al Parlamento Europeo, las partes que no hayan superado el umbral Riksdag han conseguido obtener representación en ese lugar: Lista de Junio (2004-2009), el Partido Pirata (2009-2014), y la Iniciativa Feminista (2014-corriente).
En Suecia el número de votantes siempre ha sido alto en comparación con muchos países, aunque ha ido en descenso en décadas recientes, y actualmente es de alrededor del 80 % (80.11 % en 2002 y 81.99 % en 2006). Los políticos suecos disfrutaban de un alto grado de confianza de los ciudadanos en la década de 1960, pero con el paso de los años fue disminuyendo hasta alcanzar un nivel de confianza más bajo que en los demás países de la región. En cuanto a movimientos políticos, Suecia tiene una larga historia de los llamados Folkrörelser («movimientos populares»), siendo los más notables los sindicatos, el movimiento independiente cristiano, el movimiento de abstinencia, el movimiento feminista, etc.

### Aplicación de la ley

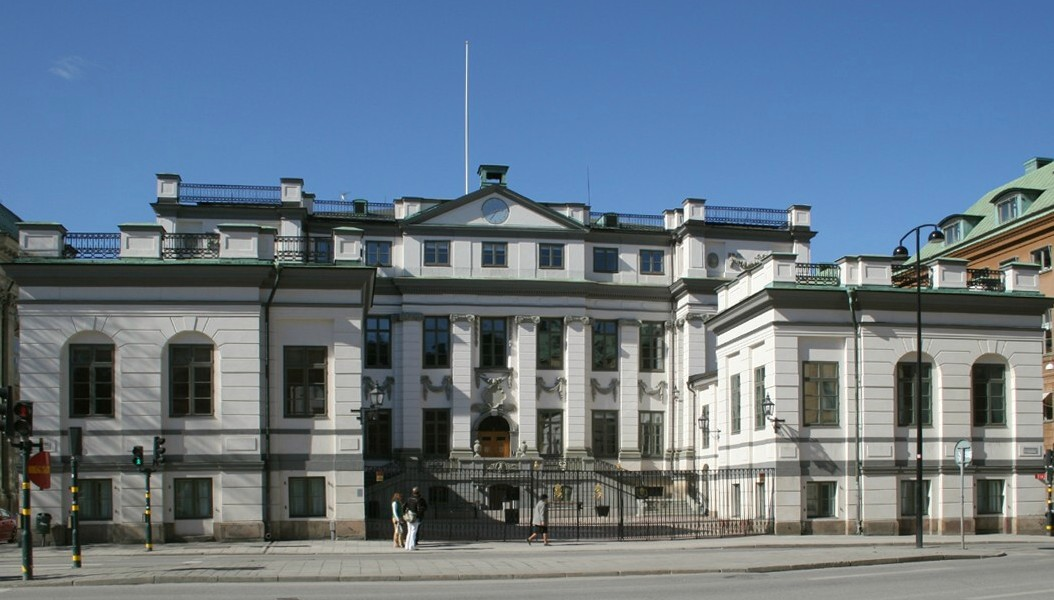
Palacio Bonde en Estocolmo, sede del Tribunal Supremo sueco.

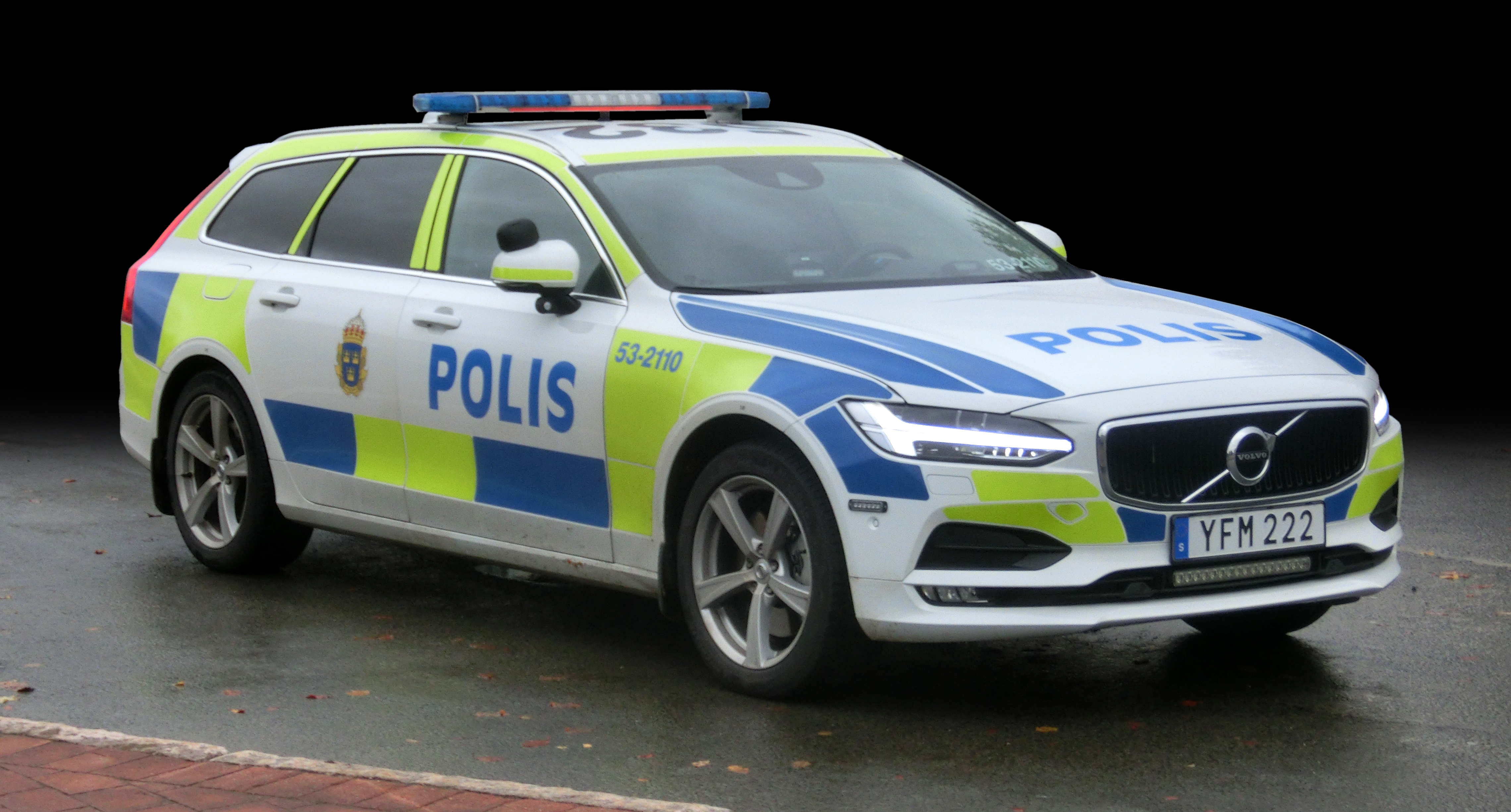
Un coche patrulla de la policía sueca (Volvo V90).

El poder judicial está representado por el Tribunal Supremo de Suecia y los tribunales inferiores. La Corte Suprema es la tercera y última instancia en todos los casos civiles y criminales; está conformada por dieciséis Consejeros de Justicia o justitieråd los cuales son designados por el poder ejecutivo. Esta corte es una institución independiente del primer ministro y del parlamento, por lo que el gobierno no puede interferir en sus decisiones.
Los tribunales están divididos en dos sistemas paralelos y separados: Los tribunales generales (allmänna domstolar) para casos criminales y civiles, y tribunales administrativos generales (allmänna förvaltningsdomstolar) para los casos relacionados con disputas entre personas privadas y las autoridades. En ambos sistemas existen tribunales de distrito (los primeros en abrir un caso), tribunales de apelación (la segunda instancia), siendo el tribunal supremo la tercera y última instancia. Existen además algunos tribunales especiales para determinadas áreas (laboral, marcas y patentes).
La aplicación de la ley es llevada a cabo por varias instituciones gubernamentales: la Policía Nacional de Suecia (encargado de la organización de la policía), la Fuerza Operante Nacional (unidad SWAT de Suecia), el Departamento Nacional de Investigación Criminal y el Servicio de Seguridad Sueco (responsables de actividades antiterroristas y de contraespionaje) son algunas ejemplos.
De acuerdo con un estudio de victimización hecho a 1201 suecos en 2005, Suecia tiene un alto índice de delincuencia comparado con otros países de la Unión Europea. Los delitos más frecuentes son los asaltos, crímenes sexuales, crímenes de odio y fraudes. Sin embargo, presenta bajos niveles de robos a viviendas y de automóviles, problemas de adicciones y corrupción.

### Relaciones exteriores

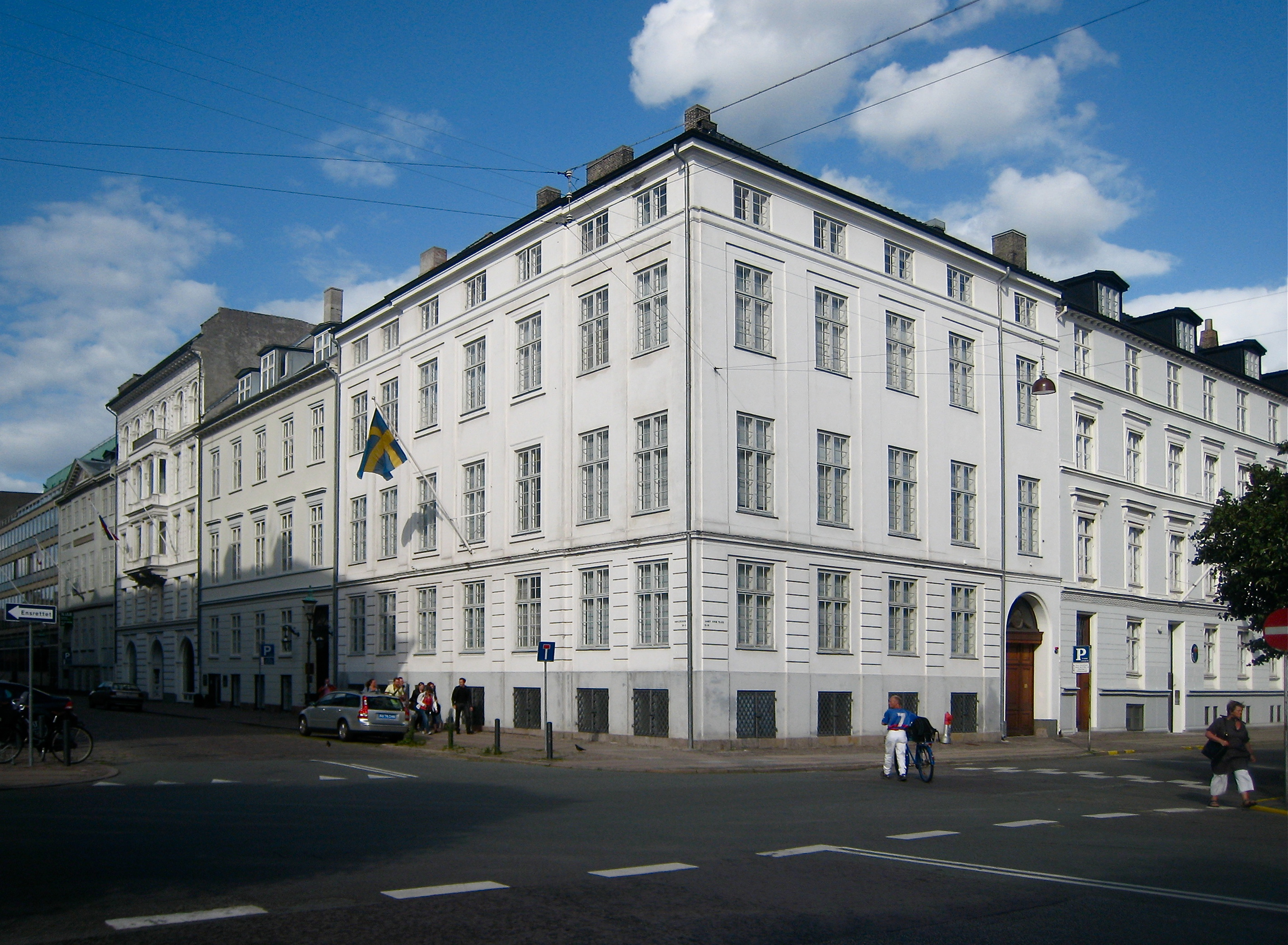
Embajada de Suecia en Copenhague.

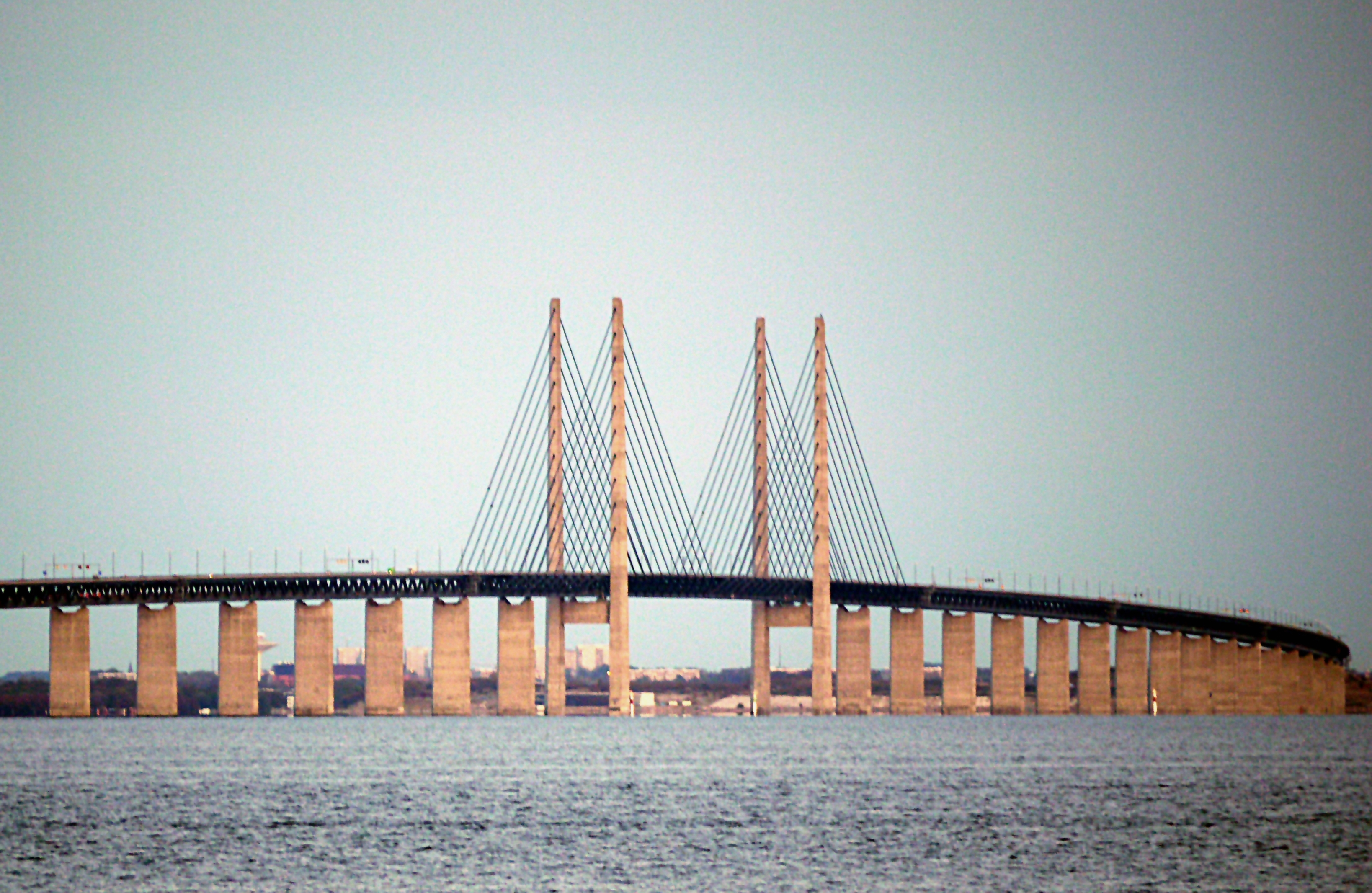
El puente de Öresund une a las ciudades de Malmö (Suecia) y Copenhague (Dinamarca).

A través del siglo XX, su política exterior estuvo basada en el principio de no alianzas en tiempos de paz y neutralidad en tiempos de guerra. Esta doctrina de neutralidad data desde el siglo XIX, ya que el país no ha participado en ningún conflicto armado desde el fin de la guerra contra Noruega de 1814. Durante la Segunda Guerra Mundial, no se unió a las Fuerzas del Eje ni a los Aliados. Sin embargo, esto ha sido debatido muchas veces, debido a que Suecia permitió al régimen nazi alemán el uso de su sistema de caminos para transportar bienes y soldados, y obtener materias primas, especialmente el hierro obtenido de las minas ubicadas en el norte de Suecia, que eran vitales para la maquinaria alemana.
Durante la Guerra Fría, el país combinó su política de no alianzas con un perfil bajo en conflictos internacionales, aunque sí mantuvo una política de seguridad basada en una fuerte defensa nacional para detener posibles ataques. Al mismo tiempo, el país mantenía conexiones informales relativamente estrechas con el bloque capitalista, especialmente en materia de intercambio de información. En 1952, un DC-3 sueco fue derribado sobre el mar Báltico por un MiG-15 soviético. Investigaciones posteriores revelaron que el avión estaba obteniendo información para la OTAN. Otra aeronave, una PBY Catalina de búsqueda y rescate, fue derribada días después del primer incidente, también por los soviéticos.
A comienzos de la década de 1960, intentó jugar un rol más importante e independiente en materia de relaciones internacionales. Esto le llevó a participar en actividades internacionales para mantener la paz, especialmente a través de la ONU, y en apoyo a los países del Tercer Mundo. El primer ministro Olof Palme cuestionó severamente la acción de Estados Unidos en la guerra de Vietnam y visitó durante la década de 1970, la Nicaragua sandinista y Cuba. En 1981, un submarino clase Whiskey soviético se adentró en aguas cercanas a la base naval sueca de Karlskrona en el sureste del país. Nunca se aclaró porqué el submarino terminó en aquel lugar, si por un error de navegación o si era una misión de espionaje contra el ejército sueco. El incidente llevó a una crisis diplomática entre la Unión Soviética y Suecia. Después del asesinato de Palme en 1986, el protagonismo internacional de Suecia se redujo considerablemente, aunque permaneciendo relativamente activo en misiones de paz y ayuda humanitaria.
En 1995, el país se convirtió en miembro de la Unión Europea, y como consecuencia de la situación de seguridad en el Nuevo Mundo, su política exterior y su doctrina de neutralidad han sido en parte modificadas, llegando a desempeñar un papel más activo en la cooperación para la seguridad de Europa. Es uno de los países de la UE que no ha ingresado en el euro por iniciativa propia. Asimismo, es desde 2014 el primer país de la UE en reconocer a Palestina como un Estado soberano más.
El 18 de mayo de 2022, conjuntamente con Finlandia, se pidió el ingreso en la OTAN.

### Fuerzas armadas
Las Fuerzas Armadas de Suecia (Försvarsmakten) son una agencia del gobierno dirigida por el ministro de Defensa y es el responsable de su operación durante los periodos de paz. La tarea principal de las Fuerzas Armadas es la de entrenar y desplegar fuerzas para el apoyo de la paz en el extranjero, así como la habilidad de reenfocarse en la defensa del territorio sueco en caso de guerra. Las fuerzas armadas están divididas en el Ejército, la Fuerza Aérea y la Armada. El comandante supremo de las Fuerzas Armadas Suecas (Överbefälhavaren, ÖB) es el oficial de más alto rango en el país.

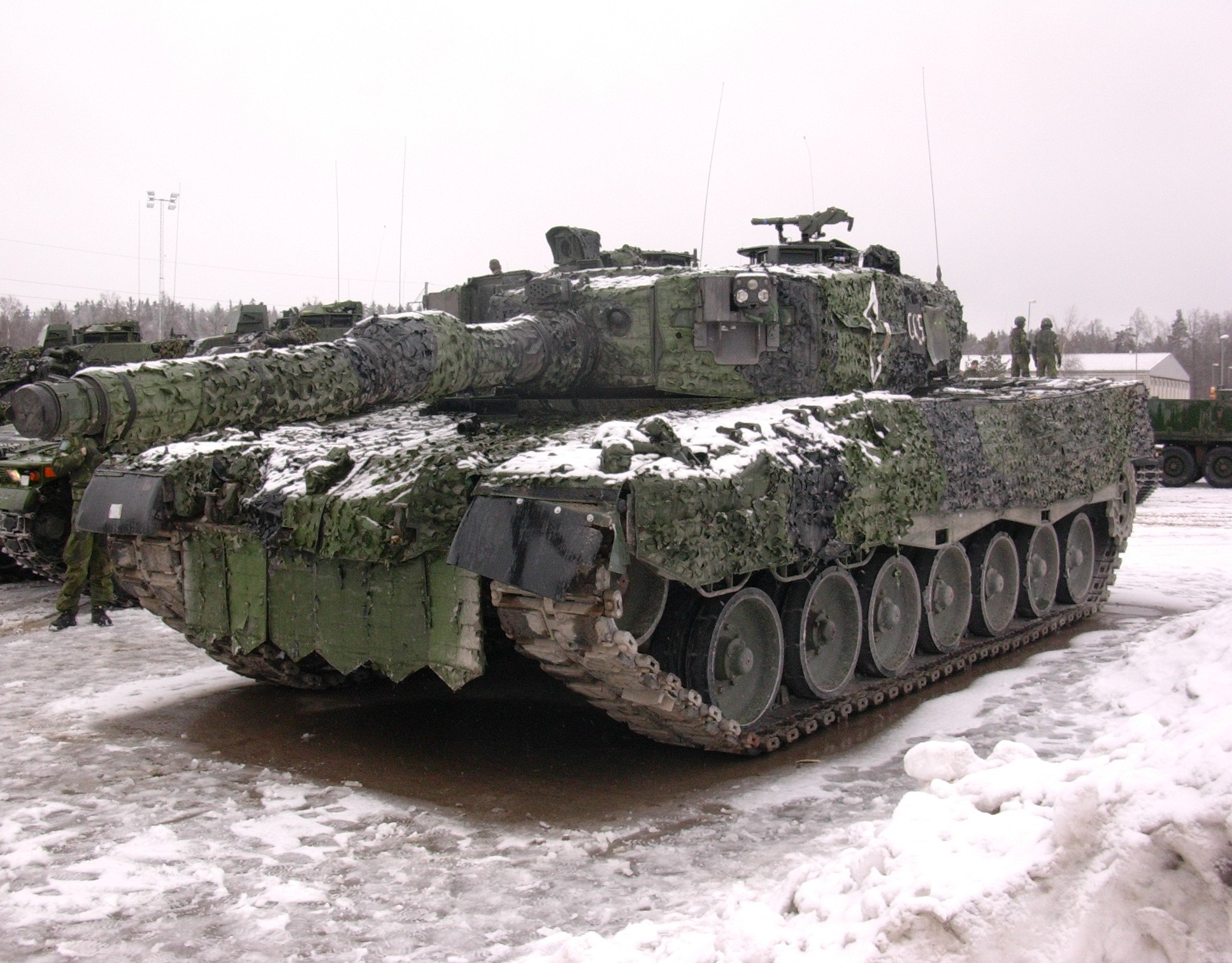
Un carro de combate Leopard 2 del ejército sueco.

Hasta el fin de la Guerra Fría, casi todos los hombres que alcanzaban la edad para el servicio militar eran reclutados. Aunque hasta hace unos años el servicio militar en Suecia era obligatorio, se esperaba terminar con esa medida próximamente. Y efectivamente, a mediados de 2010, se abolió el servicio militar obligatorio, resultando en la creación de un ejército integrado totalmente por voluntarios. En años recientes, el número de hombres reclutados ha disminuido drásticamente, mientras el número de mujeres voluntarias se ha incrementado ligeramente. El reclutamiento se ha dirigido generalmente a encontrar los reclutas más motivados, en vez de los que solo entran para cumplir su servicio. Por ley, todos los soldados sirviendo en el extranjero deben ser voluntarios. En 1975 el total de reclutas era de 45 000. En 2009, había descendido a veinticinco mil.
Las unidades suecas formaron parte de las fuerzas de paz en operaciones en Chipre, la República Democrática del Congo, Bosnia y Herzegovina, Kosovo, Liberia, Líbano, Afganistán y Chad. Actualmente, una de las tareas más importantes para las Fuerzas Armadas de Suecia es la de crear un grupo de combate de la Unión Europea que sea liderado por Suecia, en el cual Noruega, Finlandia, Irlanda y Estonia también contribuirán.

### Derechos humanos
En materia de derechos humanos, respecto a la pertenencia a los siete organismos de la Carta Internacional de Derechos Humanos, que incluyen al Comité de Derechos Humanos (HRC), Suecia ha firmado o ratificado:
| Suecia | Tratados internacionales | Tratados internacionales | Tratados internacionales | Tratados internacionales | Tratados internacionales | Tratados internacionales | Tratados internacionales | Tratados internacionales | Tratados internacionales | Tratados internacionales | Tratados internacionales | Tratados internacionales | Tratados internacionales | Tratados internacionales | Tratados internacionales | Tratados internacionales | Tratados internacionales | Tratados internacionales |
| --- | ------------------------ | ------------------------ | ------------------------ | ------------------------ | ------------------------ | ------------------------ | ------------------------ | ------------------------ | ------------------------ | ------------------------ | ------------------------ | ------------------------ | ------------------------ | ------------------------ | ------------------------ | ------------------------ | ------------------------ | ------------------------ |
| Suecia | CESCR                    | CESCR                    | CCPR                     | CCPR                     | CCPR                     | CERD                     | CED                      | CEDAW                    | CEDAW                    | CAT                      | CAT                      | CRC                      | CRC                      | CRC                      | CRC                      | MWC                      | CRPD                     | CRPD                     |
| Suecia | CESCR                    | CESCR-OP                 | CCPR                     | CCPR-OP1                 | CCPR-OP2-DP              | CERD                     | CED                      | CEDAW                    | CEDAW-OP                 | CAT                      | CAT-OP                   | CRC                      | CRC-OP-AC                | CRC-OP-SC                | CRC-OP-CP                | MWC                      | CRPD                     | CRPD-OP                  |
| Pertenencia | Firmado y ratificado.    | Firmado y ratificado.    | Firmado y ratificado.    | Firmado y ratificado.    | Firmado y ratificado.    | Firmado y ratificado.    | Firmado y ratificado.    | Firmado y ratificado.    | Firmado y ratificado.    | Firmado y ratificado.    | Firmado y ratificado.    | Firmado y ratificado.    | Firmado y ratificado.    | Firmado y ratificado.    | Sin información.         | Firmado y ratificado.    | Firmado y ratificado.    | Firmado y ratificado.    |
| Firmado y ratificado, firmado, pero no ratificado, ni firmado ni ratificado, sin información, ha accedido a firmar y ratificar el órgano en cuestión, pero también reconoce la competencia de recibir y procesar comunicaciones individuales por parte de los órganos competentes. |                          |                          |                          |                          |                          |                          |                          |                          |                          |                          |                          |                          |                          |                          |                          |                          |                          |                          |

## Organización territorial
Suecia es un estado unitario, actualmente dividido en veintiuna provincias administrativas (län). Cada provincia cuenta con su junta de administración o länsstyrelse, la cual es elegida por el gobierno nacional (la primera junta de administración fue creada por el primer ministro sueco Axel Oxenstierna en 1634). En cada provincia existe un consejo o landsting, el cual es elegido directamente por el pueblo.
Cada provincia se divide en varios municipios o kommuner, con un total de 290 municipios. Su gobierno municipal es similar a una alcaldía. Una asamblea legislativa municipal, llamada kommunfullmäktige, de entre treinta y uno y ciento un miembros (siempre un número impar) es elegida por elecciones populares que se realizan cada cuatro años en conjunto con las elecciones parlamentarias. A su vez, los municipios se encuentran divididos en un total de 2512 parroquias o socken. En el pasado, esta subdivisión coincidía territorialmente con la parroquia —församling— usada por la Iglesia de Suecia. Actualmente, las parroquias son utilizadas con fines estadísticos.
Existen también otras divisiones que ya no tienen uso oficial, pero que aún se toman en cuenta para ciertos trabajos. La principal de ellas son las veinticinco provincias históricas de Suecia o comarcas (landskap) las cuales todavía poseen relevancia cultural. Estas provincias se agrupan en tres grandes regiones según las características geográficas e históricas que tengan en común: Norlandia para el norte, Sueonia para el centro y Gotia para el sur.
| Región    | Siglas | Provincias (Län )             | Provincias (Län ) | Municipios (Kommuner) | Provincias históricas (Landskap) |
| --------- | ------ | ----------------------------- | ----------------- | --------------------- | -------------------------------- |
| Norlandia | BD     | Provincia de Norbotnia        | län               | kommuner              | lanskap                          |
| Norlandia | AC     | Provincia de Vestrobotnia     | län               | kommuner              | lanskap                          |
| Norlandia | Z      | Provincia de Jemtia           | län               | kommuner              | lanskap                          |
| Norlandia | Y      | Provincia de Vestronorlandia  | län               | kommuner              | lanskap                          |
| Norlandia | X      | Provincia de Gävleborg        | län               | kommuner              | lanskap                          |
| Sueonia   | W      | Provincia de Dalecarlia       | län               | kommuner              | lanskap                          |
| Sueonia   | S      | Provincia de Vermelandia      | län               | kommuner              | lanskap                          |
| Sueonia   | T      | Provincia de Örebro           | län               | kommuner              | lanskap                          |
| Sueonia   | U      | Provincia de Vestmania        | län               | kommuner              | lanskap                          |
| Sueonia   | C      | Provincia de Upsala           | län               | kommuner              | lanskap                          |
| Sueonia   | AB     | Provincia de Estocolmo        | län               | kommuner              | lanskap                          |
| Sueonia   | D      | Provincia de Sudermania       | län               | kommuner              | lanskap                          |
| Gotia     | O      | Provincia de Gotia Occidental | län               | kommuner              | lanskap                          |
| Gotia     | E      | Provincia de Ostrogotia       | län               | kommuner              | lanskap                          |
| Gotia     | F      | Provincia de Jönköping        | län               | kommuner              | lanskap                          |
| Gotia     | H      | Provincia de Kalmar           | län               | kommuner              | lanskap                          |
| Gotia     | N      | Provincia de Halland          | län               | kommuner              | lanskap                          |
| Gotia     | G      | Provincia de Kronoberg        | län               | kommuner              | lanskap                          |
| Gotia     | K      | Provincia de Blekinge         | län               | kommuner              | lanskap                          |
| Gotia     | M      | Provincia de Escania          | län               | kommuner              | lanskap                          |
| Gotia     | I      | Provincia de Gotlandia        | län               | kommuner              | lanskap                          |

## Geografía

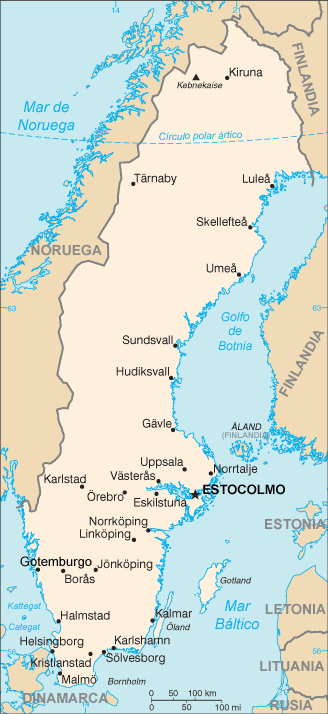
Mapa de Suecia.

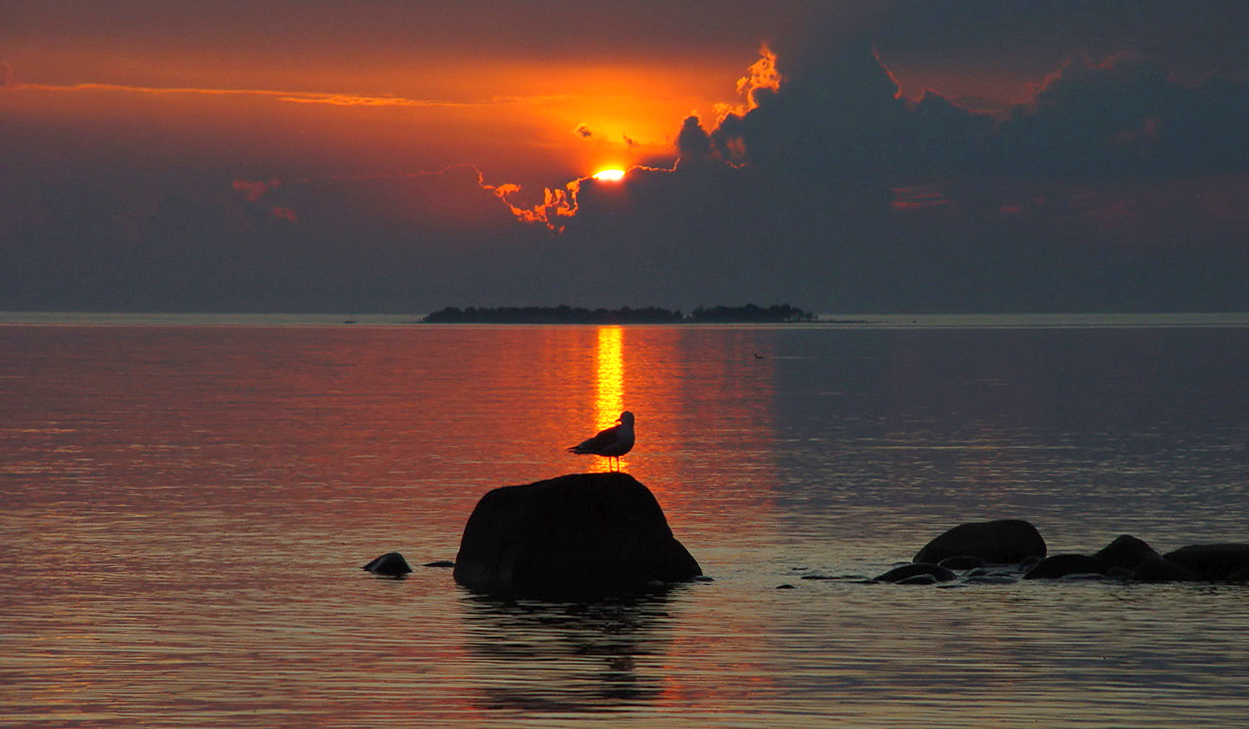
Puesta de sol en el lago Vättern.

Situado en el norte de Europa, Suecia limita al este con el mar Báltico y el golfo de Botnia, dándole al país una larga línea costera, que forma la parte este de la península Escandinava. Al oeste se encuentran los Alpes escandinavos (Skaderna), los cuales forman una frontera natural con Noruega. Al noreste limita con Finlandia, al suroeste con los estrechos de Skagerrak, Kattegat y Öresund, que lo separan de Dinamarca, Alemania, Polonia, Rusia, Lituania, Letonia y Estonia. Además, está conectado con Dinamarca por el puente de Öresund.
Con una superficie de 450 295 km², Suecia es el 57° país más grande del mundo. Es el quinto más grande del continente y el más grande de Europa del Norte. Su tamaño es un poco más grande que el estado de California y similar al de Uzbekistán, con una población de más de diez millones de habitantes.
Geográfica e históricamente, Suecia puede dividirse en tres grandes regiones: el norte (Norlandia), el centro (Sueonia) y el sur (Gotia). La escasamente poblada Norlandia comprende más de la mitad de la superficie del país. Además, cerca del 15 % del territorio se ubica dentro del círculo polar ártico. El sur es predominantemente agrícola, mientras en el norte la actividad forestal es la industria más importante. Las regiones más densamente pobladas son Öresund en el sur y el valle del lago Mälaren cerca de Estocolmo.

### Relieve
La altitud mínima de Suecia se encuentra en la bahía del lago Hammarsjön, cerca de Kristianstad con 2.41 metros bajo el nivel del mar. La altitud máxima del país está en el monte Kebnekaise con 2111 m s. n. m. El territorio sueco también comprende unas 221 800 islas, de las cuales 1085 cuentan con una población permanente. Gotlandia, Olandia, Orust, Hisingen y Värmdö son las islas más grandes del país.
En su mayoría, el territorio sueco es plano, con excepción de la zona oeste donde surgen los Alpes escandinavos. Esta planicie y el clima propio del país, da lugar a la formación de muchos lagos, entre los que destacan por su tamaño Vänern, Vättern, Mälaren y Hjälmaren. El lago Vänern es el lago más grande del país y el tercero más grande del continente europeo, después de los lagos Ladoga y Onega en Rusia.
La mayoría de los ríos de Suecia presentan una característica similar en prácticamente todo el país, naciendo en la zona montañosa junto a la frontera noruega y teniendo una trayectoria hacia el sudeste, desembocando en el Golfo de Botnia o el Mar Báltico, aunque otros desaguan en los numerosos lagos existentes en el territorio. El río más largo que discurre por el país es el Klara (660km de longitud), que nace en Noruega y desemboca en el lago Vänerm, a la altura de la ciudad de Karlstad. Otros ríos de importancia en el país son el Torne (570 km) o el Río Dal (541km). La mayoría de los ríos del país discurren únicamente por territorio sueco.

### Clima

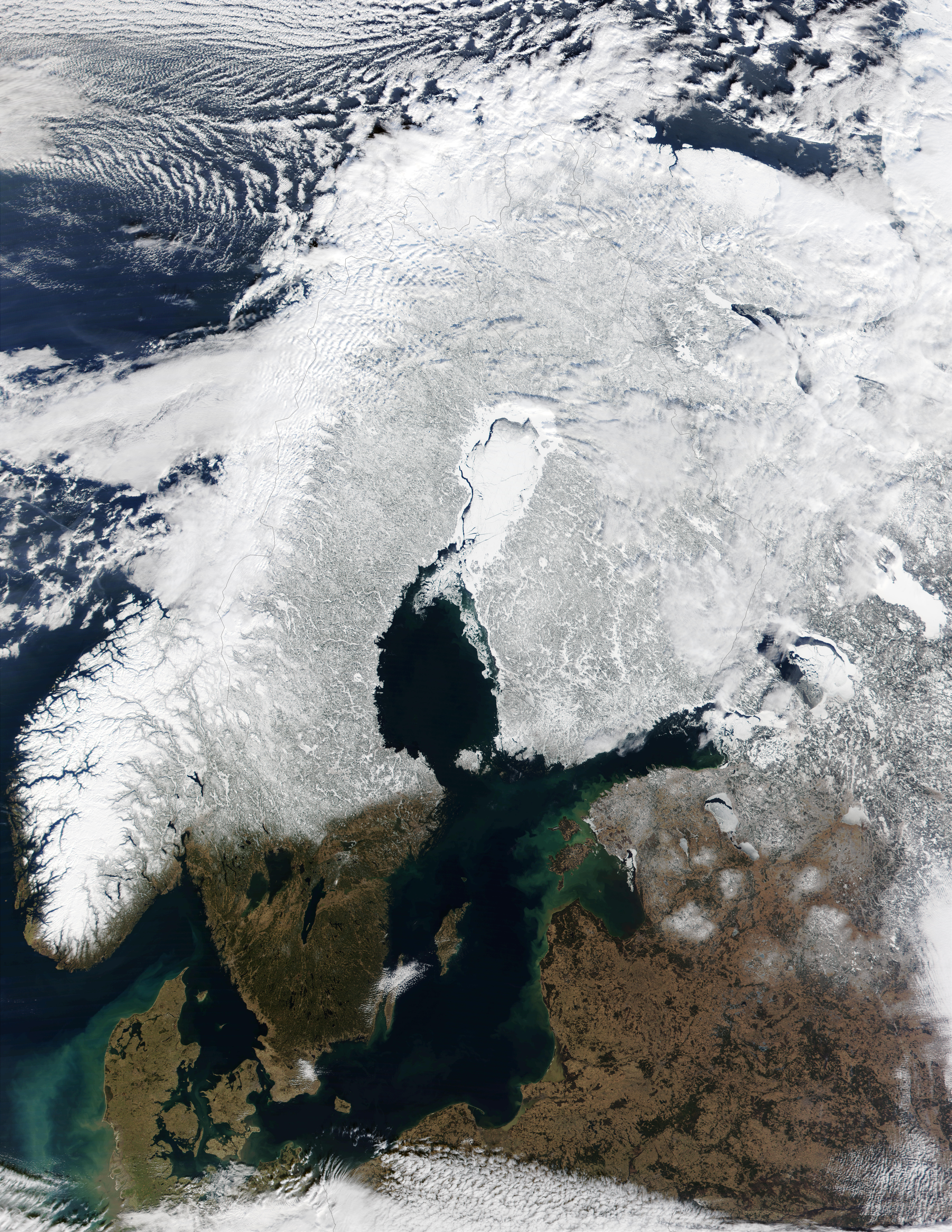
Imagen satelital de la península escandinava.

La mayor parte de Suecia posee un clima templado, pese a su latitud, con cuatro estaciones diferentes y temperaturas templadas todo el año. Las tres regiones históricas del país reciben climas un poco diferentes: Gotlandia cuenta con un clima oceánico, Sueonia con un clima húmedo continental y Norlandia con un clima boreal. Sin embargo, el país es más cálido y seco que otros lugares de latitudes similares y de otras latitudes incluso más al sur, debido en gran parte a la corriente del golfo. Por ejemplo, el centro y sur del país tienen inviernos más cálidos que muchas partes de Rusia, Canadá y Estados Unidos. También debido a su localización, la duración del día varía enormemente. Al norte del círculo polar ártico, el sol nunca se pone en algunos días de verano, y en algunos días de invierno nunca amanece. El día en Estocolmo dura más de dieciocho horas a finales de junio, pero solo alrededor de seis horas a finales de diciembre. Gran parte del territorio sueco recibe entre mil seiscientas y dos mil horas de luz solar anualmente.

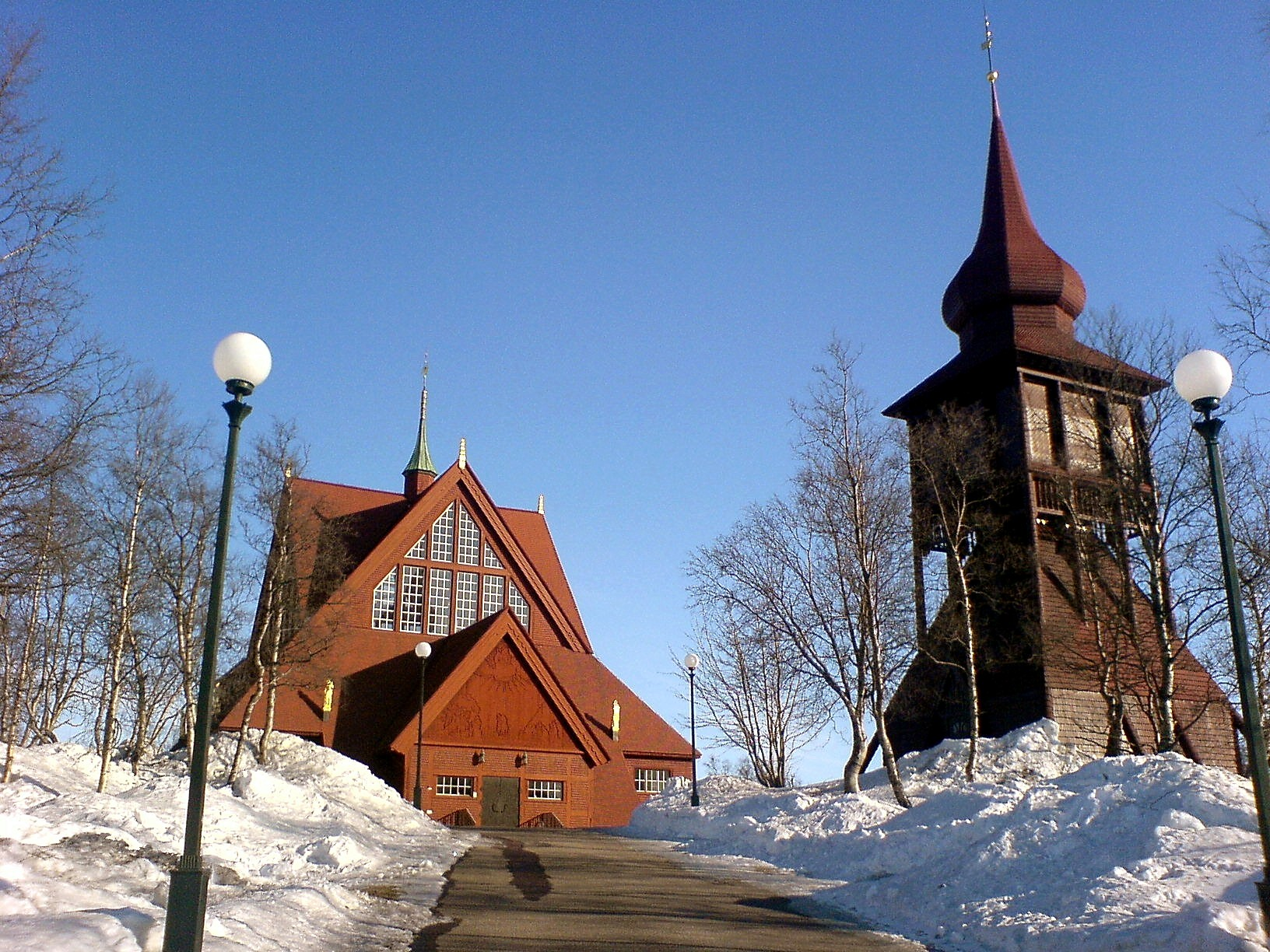
Iglesia de Kiruna, una de las ciudades más septentrionales de Suecia.

La temperatura varía del norte al sur. Las regiones de Sueonia y Gotia tienen veranos templados e inviernos fríos, con temperaturas máximas entre 20 a 25 °C y mínimas de entre 6 y 15 °C durante el verano; y una temperatura promedio de –14 a 2 °C en el invierno. Por su parte, Norlandia tiene veranos más cortos y frescos, e inviernos más largos y fríos, con temperaturas usualmente bajo el punto de congelación desde octubre hasta junio. Ocasionalmente se presentan olas de calor con temperaturas por encima de los 25 °C que se presentan durante varios días en el verano, a veces hasta en la parte norte del país. Su temperatura más alta registrada fue de 38 °C en Målilla, en 1947, mientras la temperatura más baja ha sido de –52.6 °C en Vuoggatjålme en 1966.
En promedio, la mayor parte de Suecia recibe entre 500 y 800 mm de precipitación cada año, haciendo al país considerablemente más seco que el promedio mundial. El suroeste es la región del país con más precipitaciones, entre 1000 y 1200 mm, y en algunas zonas montañosas del norte se estima que se reciben más de 2000 mm de precipitaciones. Las nevadas ocurren de diciembre a marzo en Gotia, de noviembre a abril en Sueonia y de octubre a mayo en Norlandia.

### Flora y fauna

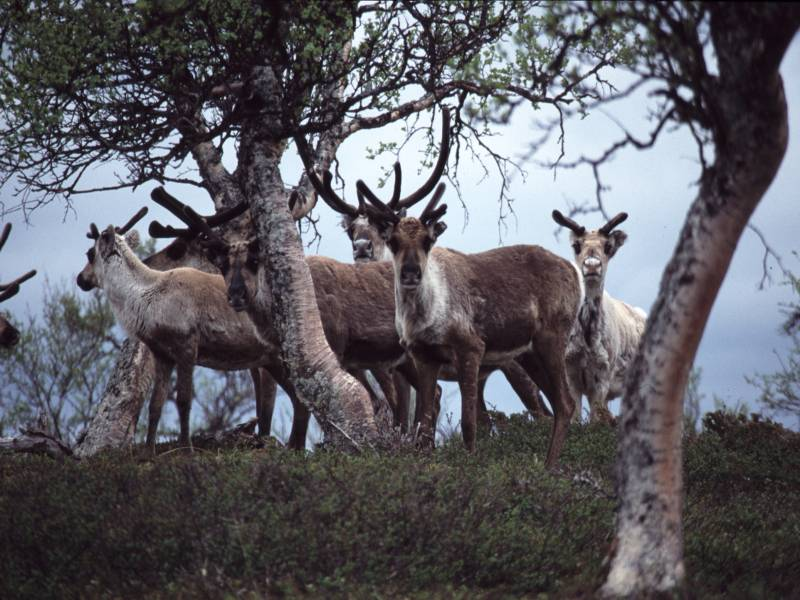
Renos en la provincia de Jämtland.

Al igual que el clima, la flora y fauna del país varían de acuerdo con la región. De sur a norte, se puede considerar que en Suecia existen cuatro ecorregiones: bosque mixto báltico, bosque mixto sarmático, pradera y bosque montano de abedules de Escandinavia y la taiga escandinava y rusa. Esto produce una variación entre la vida silvestre de las tres regiones: en Sueonia son comunes las plantas coníferas, mientras que en Gotlandia las plantas caducifolias son las que predominan. En general, las especies vegetales más comunes en el país incluyen a la haya, el roble, el tilo, el fresno, el arce, el olmo y varias especies de orquídeas.
De la misma forma, la fauna que habita dentro del territorio nacional se distribuye según las condiciones geográficas y climatológicas de cada región. Los osos, las linces, los lobos, los venados, los alces, los zorros y varias especies de roedores pueden ser considerados los animales más comunes en Suecia. Las aves como el gallo lira, la chocha perdiz, la perdiz, los patos y los cisnes habitan gran parte del territorio sueco. Los lagos y costas del país son el hábitat de muchas especies de peces, entre las que sobresalen el bacalao, la macarela, el salmón, el lucio europeo y el arenque. La disponibilidad del pescado, así como el clima del país, resulta en una gastronomía local basada fuertemente en los alimentos marinos.

## Economía

Producto Regional Bruto (GRP) per cápita en miles de coronas (2004).

Evolución del PIB per cápita en el norte de Europa desde 1950 (De arriba abajo: Noruega, Dinamarca, Suecia, Islandia y Finlandia).

La economía de Suecia es una economía mixta orientada principalmente a la exportación y al comercio internacional. El estado de bienestar sueco se ha asentado sobre una concepción de la responsabilidad del Estado en la provisión del bienestar, en las políticas de desarrollo del pleno empleo y la provisión de una red de servicios públicos universales. La visión comunitaria del Estado de acuerdo con las tradiciones políticas, y el concepto de solidaridad emergente de los principios socialdemócratas, han conformado esta concepción. Este modelo ha tratado de disminuir el impacto del funcionamiento del mercado de trabajo sobre el bienestar de los individuos, configurando un nivel de bienestar independiente de la posición social de los mismos. Ninguno de los partidos mayores de Suecia propone disolver ese estado de bienestar, dado que tal propuesta sería profundamente impopular con la población.
Considerada por el Banco Mundial y por el Fondo Monetario Internacional como una «economía avanzada», actualmente su PIB nominal alcanza los 444 585 millones de dólares. Por lo tanto, cuenta con un moderno sistema de distribución, suficientes comunicaciones externas e internas y una fuerza de trabajo especializada. La madera, la energía hidráulica y el hierro constituyen la base económica del país, junto con el sector de ingenierías que aporta el 50 % de la producción y exportaciones. Las telecomunicaciones y la industria automotriz y farmacéutica son también de gran importancia. La agricultura cuenta con solo el 2 % de la fuerza de trabajo.
A finales del año 2009, las diez compañías suecas más importantes eran: AB Volvo, Ericsson, Vattenfall, Skanska, Svenska Cellulosa Aktiebolaget, TeliaSonera, Electrolux, H&M (Hennes & Mauritz), ICA AB y Nordea. En 2008, el gobierno de centro-derecha del primer ministro Fredrik Reinfeldt privatizó más de cincuenta empresas públicas, dejando al Estado sueco en déficit.

Crecimiento del PIB real en Suecia, 1996-2006.

La población económicamente activa (PEA) es de 5.3 millones de personas (2017), de los cuales un 35.2 % (2011) cuenta con estudios de educación superior. La economía del país crece a un ritmo del 2 % anual.
En 2003, Suecia rechazó el euro como moneda a través de un referéndum, por lo que actualmente la moneda oficial del país es la Corona sueca (SEK). El banco central de Suecia es Sveriges Riksbank, que fue fundado en 1668, lo que lo hace el banco central más antiguo del mundo. Además de ser la casa emisora de moneda, Sveriges Riksbank se ocupa de la estabilidad de los precios, manteniendo la inflación en un 2 % anual, una de las más bajas entre los países europeos desde mediados de la década de 1990. Los países con los que efectúa la mayor parte de la actividad financiera son Alemania, Estados Unidos, Noruega, Reino Unido, Dinamarca, y Finlandia.
El Foro Económico Mundial de 2010 lo consideró como el segundo país más competitivo del mundo, solo por debajo de Suiza. Finalmente, ocupó el noveno lugar en el Anuario IMD de Competitividad 2008.

## Infraestructura

### Energía

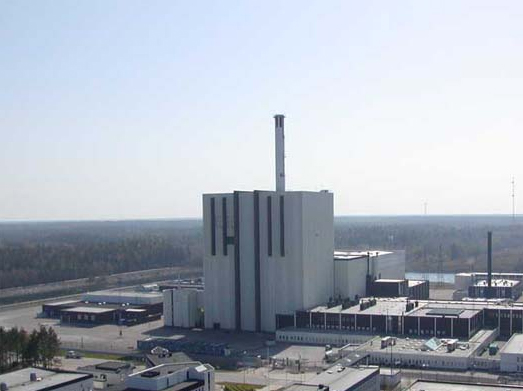
Central nuclear de Forsmark.

Gran parte del sector energético es propiedad privada y se encuentra apoyado principalmente en la energía hidráulica, que en 2000 aportó 76 TWh (53.8 % de la producción total), y la energía nuclear, que produjo 53 TWh (37.4 %). Al mismo tiempo, el uso de biocombustibles, turba, energía eólica y otras fuentes de energía renovable aportaron solo 4 TWh (2.7 %). En 2016 se produjeron en Suecia 152.9 TWh de energía eléctrica. La biomasa es principalmente usada para producir el calor utilizado en sistemas de calefacción y en procesos industriales. Nord Pool, creada en 1991, es la empresa encargada de comercializar la energía entre los países nórdicos.
La crisis del petróleo de 1973 reforzó la decisión del gobierno de disminuir su dependencia de combustibles fósiles importados. Desde entonces, la electricidad es obtenida en su mayor parte de centrales hidroeléctricas, de fuentes renovables y de energía nuclear, este último con un uso limitado. Entre otras cosas, el accidente nuclear de la central central nuclear de Three Mile Island en Estados Unidos, llevó al parlamento a prohibir la construcción de nuevas centrales nucleares. Sin embargo, después de múltiples estudios que mostraban al proyecto como «inviable», además del cambio de administración en el gobierno y un intenso debate, el parlamento aprobó la anulación de esta política en junio de 2010.
En 2006, debido a un grave accidente que estuvo a punto de causar una pérdida masiva de radiación en la central nuclear de Forsmark, el gobierno clausuró cuatro de las diez plantas de energía nuclear que se encontraban operando. En 2009, el gobierno socialdemócrata sueco «decidió imprimir un giro total a su política energética, abriendo el camino para la construcción de nuevas centrales nucleares».
Diversos líderes políticos han anunciado planes para liberar a Suecia del uso de combustibles fósiles, la disminución del uso de la energía nuclear y la inversión de varios millones de dólares para investigaciones en energía renovable y eficiencia energética. El país ha seguido por muchos años la estrategia de fijar impuestos como instrumento de política ambiental, incluyendo los impuestos energéticos y el impuesto al dióxido de carbono.

### Transportes

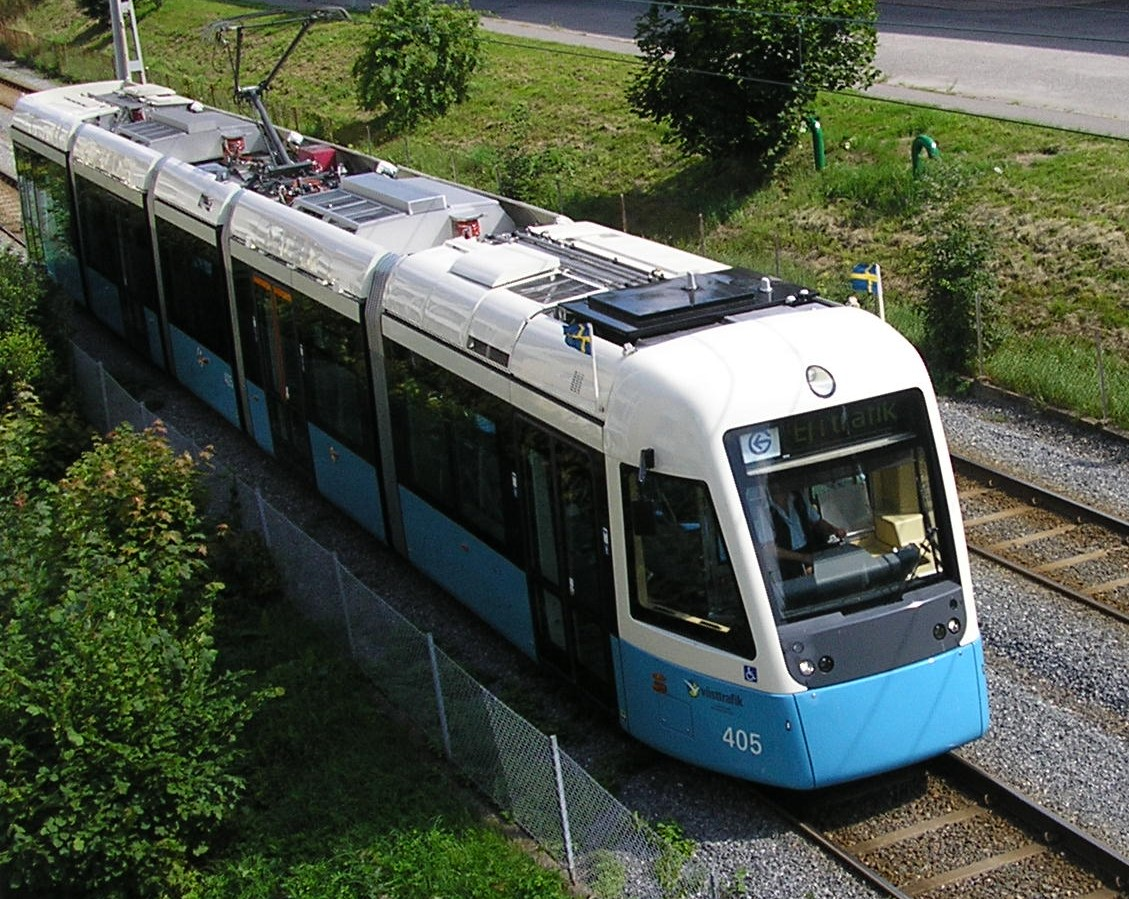
El tranvía de Gotemburgo M32.

Suecia cuenta con 573 134 km de caminos pavimentados y 2050 km de autopistas (2016). Las autopistas corren a través de Suecia, Dinamarca y sobre el puente de Öresund hacia Estocolmo, Gotemburgo, Upsala y Uddevalla. El país lleva adelante un plan de construcción de autopistas; como parte del mismo, el 17 de octubre de 2007 fue concluida la carretera de Upsala a Gävle. Desde 1736 hasta mediados del siglo XX, el sentido de circulación era hacia la derecha (Vänstertrafik), hasta que los votantes rechazaron ese sentido en 1955, para imponer la dirección inversa a partir de 1963. Sin embargo, el parlamento regresó al sentido hacia la derecha en 1967, en el día llamado Dagen H.
El ferrocarril ha sido privatizado en parte, pero existen varias compañías operadas por los condados y municipios. Entre los principales operadores se encuentran: SJ AB, Veolia Transportation, Connex, Green Cargo, Tågkompaniet, Inlandsbanan y múltiples compañías regionales. Los ferrocarriles que aún no han sido privatizados son propiedad de Banverket. En 2016 existían cerca de 14 062 km de vías férreas, de las cuales 12 322 km están electrificadas, contando además con 65 km de vía estrecha (0.891 m).
En el país existen 231 aeropuertos, 149 de ellos con pistas pavimentadas, y operan ocho compañías aéreas registradas con un tráfico de anual de 11.6 millones de pasajeros (2015). Los aeropuertos más grandes e importantes incluyen al Aeropuerto de Estocolmo-Arlanda (17.91 millones de pasajeros en el 2007) a 40 km al norte de la capital del país, el Aeropuerto de Gotemburgo-Landvetter (4.3 millones de pasajeros en 2006) y el Aeropuerto de Estocolmo-Skavsta (dos millones de pasajeros en 2006). En Suecia se encuentran las dos autoridades portuarias más importantes en Escandinavia: la del puerto de Gotemburgo y la transnacional de Copenhague-Malmö.

### Medios de comunicación

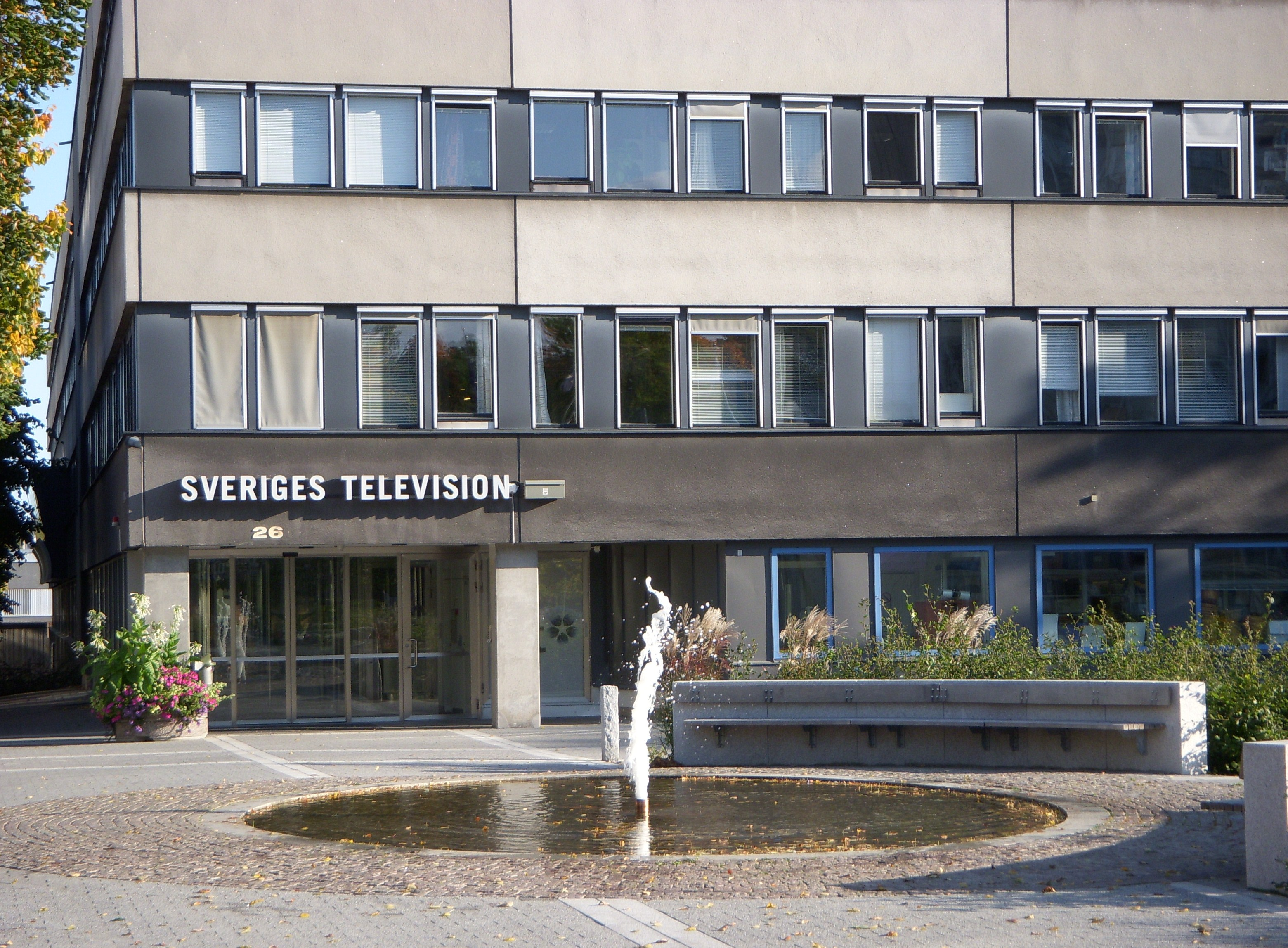
Sede de Sveriges Television en Estocolmo.

Suecia liberalizó su industria de telecomunicaciones en un proceso que incluyó la regularización de los medios de comunicación y que duró más de diez años, culminando en 1993. En el país existen más de 2.7 millones de líneas telefónicas en uso, además de 12.4 millones de líneas móviles (2017). A su vez, más del 90 % de la población tiene acceso a Internet. Las compañías radiodifusoras públicas tuvieron el monopolio de la radio y televisión por mucho tiempo en el país, desde que la primera estación de radio comenzó sus transmisiones en 1925. Más tarde, en 1954 una segunda cadena inició transmisiones y una tercera estación abrió en 1962, en respuesta a las estaciones de radio piratas. En 1979, las estaciones de radio de beneficencia fueron permitidas y en 1993 comenzaron las estaciones de radio locales.
Oficialmente, fue en 1956 cuando la primera estación de televisión comenzó las retransmisiones. Un segundo canal, TV2, fue creado en 1969. Estos dos canales (operados por Sveriges Television desde finales de la década de 1970) tuvieron un monopolio hasta la década de 1980, cuando la televisión por cable y satélite estuvieron disponibles en el país. El primer servicio satelital en sueco fue TV3, que era transmitido desde Londres en 1987. Fue seguido por Kanal 5 en 1989 (entonces conocido como «Canal Nórdico») y TV4 en 1990.
En 1991 el gobierno anunció que comenzaría a recibir solicitudes de aquellas empresas que desearan transmitir su señal por cable. TV4, que anteriormente había transmitido vía satélite, comenzó a transmitir por cable en 1992, convirtiéndose en el primer canal de iniciativa privada en transmitir desde el interior del país. Hoy en día, cerca de la mitad de la población utiliza la televisión por cable. La televisión digital terrestre comenzó en 1999 y las transmisiones de televisión analógicas terminaron en 2007.
Suecia está entre los consumidores de periódicos más grandes del mundo, y la mayoría de las localidades y ciudades cuentan con un periódico local. Los principales periódicos de circulación nacional son: Dagens Nyheter (de inclinación liberal), Göteborgs-Posten (liberal), Svenska Dagbladet (conservador) y Sydsvenska Dagbladet (liberal). Los dos tabloides más populares son el Aftonbladet (socialdemócrata) y Expressen (liberal). El periódico gratuito Metro International, de circulación mundial, fue originalmente fundado en Estocolmo; mientras The Local (liberal), otro periódico de circulación mundial, también tiene su sede en Suecia.

## Demografía

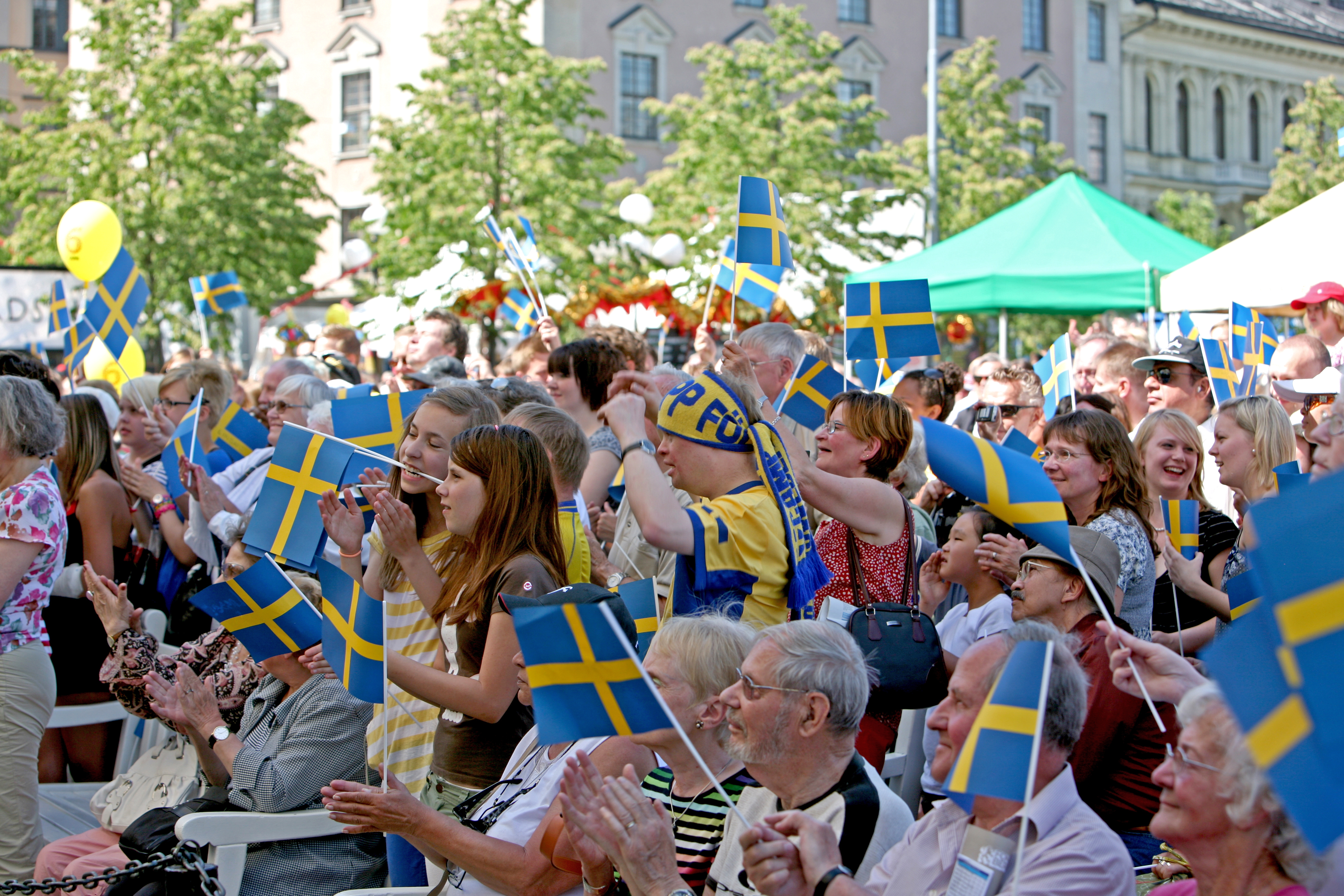
El 88 % de la población sueca está conformada por descendientes de pueblos germánicos.

La población de Suecia en el año 2022 es de 10 452 326 habitantes, habiendo superado la barrera de los diez millones en el año 2017. A fines de diciembre de 2010, su población total fue estimada en 9 415 570 habitantes. De acuerdo con estimaciones de su Instituto de Estadísticas (SCB por sus siglas en sueco), cerca del 12 de agosto de 2004 la población sueca excedió los nueve millones por primera vez. La densidad de población es de 25.47 hab/km², considerándose una densidad baja, al igual que la de la mayoría de los países nórdicos. La mayor parte de la población se concentra en la mitad sur del país, correspondiendo con las regiones de Sueonia y Gotia, siendo las provincias más densamente pobladas la de Estocolmo (370.19 hab/km²) y la de Escania (127.85 hab/km²), mientras que las menos densamente pobladas son Norbotnia (2.57 hab/km²), Jämtland (2.7 hab/km²) y Vestrobotnia (5.02 hab/km²).
En 2007, aproximadamente el 16.7 % de los habitantes (1.53 millones) tenía al menos un pariente nacido en el extranjero, principalmente de Escandinavia. Esto refleja los grandes procesos migratorios entre los países nórdicos, originados primeramente por la búsqueda de empleo y posteriormente le siguieron décadas de inmigración de refugiados de países en conflictos. El país se transformó de una nación de emigrantes al concluir la Primera Guerra Mundial, en un país de inmigrantes después de la Segunda Guerra Mundial. En el 2006, la inmigración a Suecia alcanzó su más alto nivel desde que comenzaron los registros: 95 750 personas llegaron al país en ese año.
Los grupos de inmigrantes más numerosos en Suecia consisten en gente proveniente de Finlandia, seguidos de personas nacidas en Irak, la antigua Yugoslavia, Somalia, Alemania, Dinamarca, Noruega, Turquía, Polonia, Rumania, Rusia, Siria, Líbano, Chile e Irán. Además, en Suecia vive la mayor comunidad de exiliados asirios y cristianos sirios.
La inmigración proveniente de otros países nórdicos alcanzó su nivel más alto entre los años de 1968 y 1970 con cuarenta mil personas por año. Esto sucedió debido a las nuevas leyes de inmigración promulgadas en 1967, las cuales hicieron más difícil a los inmigrantes que no provenían de Escandinavia el establecerse en el país, principalmente por razones políticas. La inmigración de refugiados provenientes de las afueras de la región nórdica se incrementó notablemente a finales de la década de 1980, con la llegada de varios grupos de refugiados provenientes de Asia y América, especialmente de Irán y Chile (luego del golpe de Estado de 1973 fueron exiliados muchos simpatizantes y militantes de partidos políticos de izquierda y centroizquierda, perseguidos por la dictadura de Augusto Pinochet). Durante la década de 1990 y en adelante, otro grupo grande de refugiados llegó desde la antigua Yugoslavia y el Medio Oriente. Esta llegada de inmigrantes ha causado algunos problemas de convivencia, tal es el caso de la ciudad de Malmö, donde los inmigrantes y sus descendientes conforman el 40 % de la población. De 2007 a 2010 la cifra promedio anual de inmigrantes alcanzó, considerando todas las categorías, las cien mil personas. El número de emigrantes, por su parte, rondó en torno a las 45 000 personas.

### Idiomas

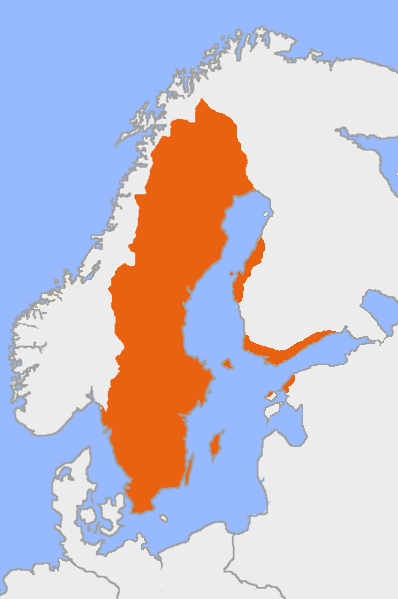
Distribución del idioma sueco.

El idioma más hablado en el país es el sueco, una lengua germánica relacionada y muy similar al danés y al noruego, pero con diferencias en pronunciación y ortografía. El sueco es comprensible para noruegos y daneses, teniendo los segundos un poco más de dificultad que los primeros. Aunque el sueco es el idioma predominante, la ley sueca no lo considera como el idioma oficial. Los finlandeses que habitan al este son la minoría lingüística más significativa del país. Componen más del 3 % de la población y el finés es reconocido como un idioma minoritario. Además, cuenta con otros cuatro idiomas reconocidos como minoritarios: el meänkieli, el sami, el romaní y el yidis. En 2005, se presentó ante el parlamento una propuesta para que el sueco fuera declarado el idioma oficial del país, pero finalmente fue rechazada.
La gran mayoría de sus habitantes nacidos después de la Segunda Guerra Mundial entienden y hablan el inglés gracias a los vínculos comerciales, la popularidad de los viajes al extranjero y una fuerte influencia anglo-estadounidense. A partir de 1849, el inglés se convirtió en una materia obligatoria en la escuela secundaria para aquellos que estudiaban ciencias naturales, y se convirtió en obligatoria para todos los alumnos a finales de la década de 1940. Dependiendo de las autoridades escolares locales, el inglés es una materia obligatoria entre primer y noveno grado, con al menos un año extra de estudio en la secundaria. Muchos estudiantes aprenden uno o dos idiomas aparte del inglés, entre los cuales destacan el alemán, el francés y el español.

### Religión
| Año  | Población  | Miembros  | Porcentaje | % cambio (avg.) |
| ---- | ---------- | --------- | ---------- | --------------- |
| 1972 | 8 146 000  | 7 754 784 | 95.2 %     |                 |
| 1975 | 8 208 000  | 7 770 881 | 94.7 %     | 0.2 %           |
| 1980 | 8 278 000  | 7 690 636 | 92.9 %     | 0.3 %           |
| 1985 | 8 358 000  | 7 629 763 | 91.5 %     | 0.3 %           |
| 1990 | 8 573 000  | 7 630 350 | 89.0 %     | 0.5 %           |
| 1995 | 8 837 000  | 7 601 194 | 86.0 %     | 0.6 %           |
| 2000 | 8 880 000  | 7 360 825 | 82.9 %     | 0.6 %           |
| 2005 | 9 048 000  | 6 967 498 | 77.0 %     | 1.2 %           |
| 2010 | 9 415 570  | 6 589 769 | 70.0 %     | 1.4 %           |
| 2011 | 9 482 855  | 6 519 889 | 68.8 %     | 1.2 %           |
| 2012 | 9 555 893  | 6 446 729 | 67.5 %     | 1.3 %           |
| 2013 | 9 644 864  | 6 357 508 | 65.9 %     | 1.6 %           |
| 2014 | 9 747 355  | 6 292 264 | 64.6 %     | 1.3 %           |
| 2015 | 9 850 452  | 6 225 091 | 63.2 %     | 1.4 %           |
| 2016 | 9 995 153  | 6 116 480 | 61.2 %     | 2.0 %           |
| 2017 | 10 120 242 | 5 993 368 | 59.3 %     | 1.9 %           |
| 2018 | 10 230 185 | 5 899 242 | 57.7 %     | 1.6 %           |
| 2019 | 10 327 579 | 5 817 634 | 56.4 %     | 1.3 %           |
| 2020 | 10 379 295 | 5 728 746 | 55.2 %     | 1.6 %           |
| 2021 | 10 452 326 | 5 633 867 | 53.9 %     | 1.3 %           |
| 2022 | 10 521 556 | 5 563 351 | 52.8 %     | 1.1 %           |

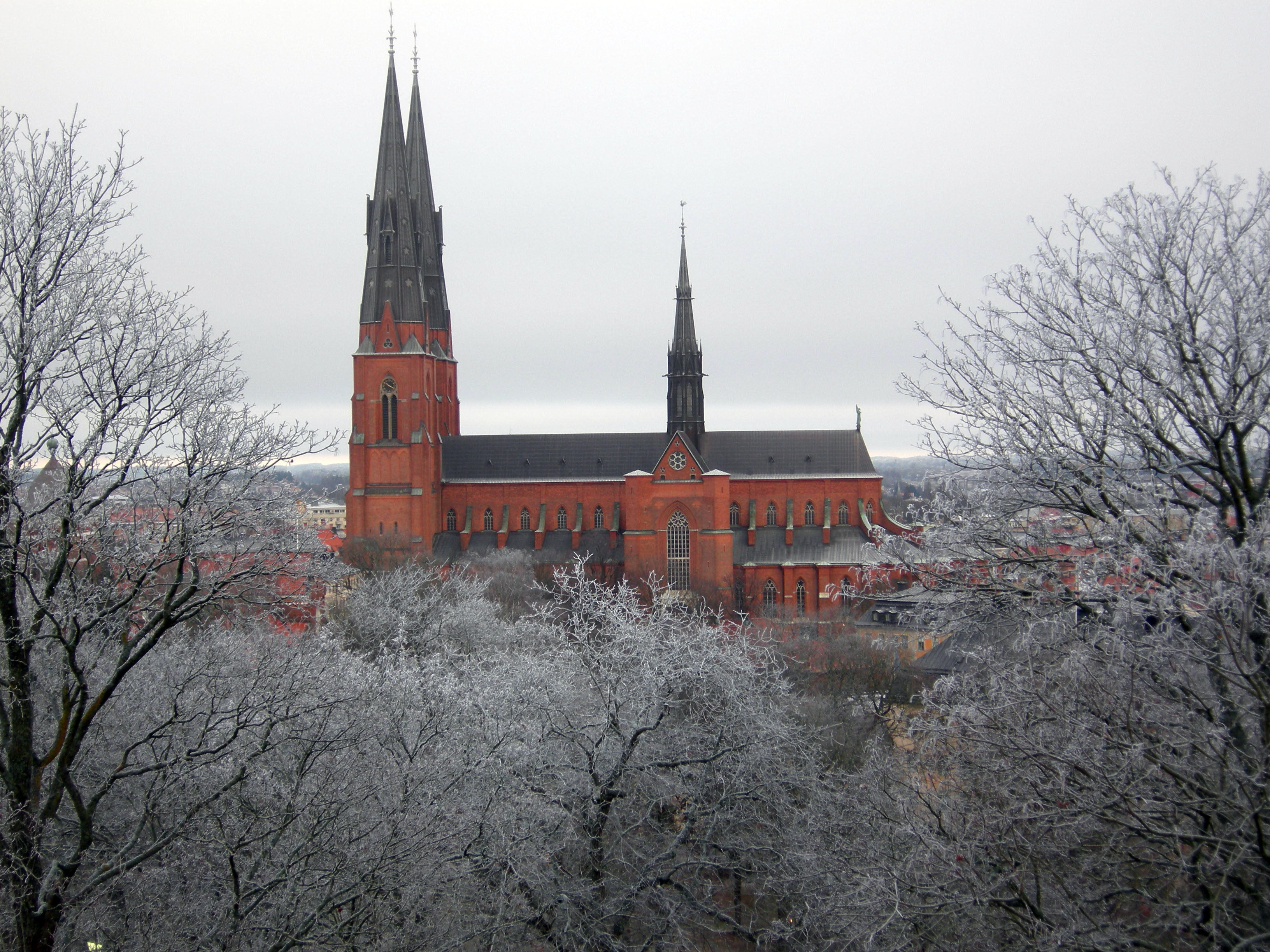
Catedral de Upsala

Antes del siglo XI, predominaba la religión nórdica en la que se rendía culto a los dioses Æsir, o Ásatrú con su centro en el Templo de Upsala. Con la cristianización, las leyes del país fueron cambiadas, prohibiendo adorar a otras deidades hasta los últimos años del siglo XIX. En 1530 después de la Reforma Protestante, Olaus Petri, seguidor de las ideas de Martín Lutero, llevó a cabo la separación entre la Iglesia y el Estado sueco, al mismo tiempo que abolió la autoridad de los obispos católicos. De esta manera el luteranismo se adoptó como religión en gran parte del país, proceso que llegó a su fin con el Concilio de Upsala en 1593.
Durante la era siguiente a la Reforma pequeños grupos de calvinistas de los Países Bajos, la Hermandad de Moravia y hugonotes de Bélgica jugaron un papel importante en la industria y el comercio, y fueron en parte tolerados siempre y cuando mantuvieran un bajo perfil religioso. Los lapones originalmente tenían su propia religión shamánica, pero fueron convertidos al luteranismo por los misioneros suecos en los siglos XVII y XVIII.

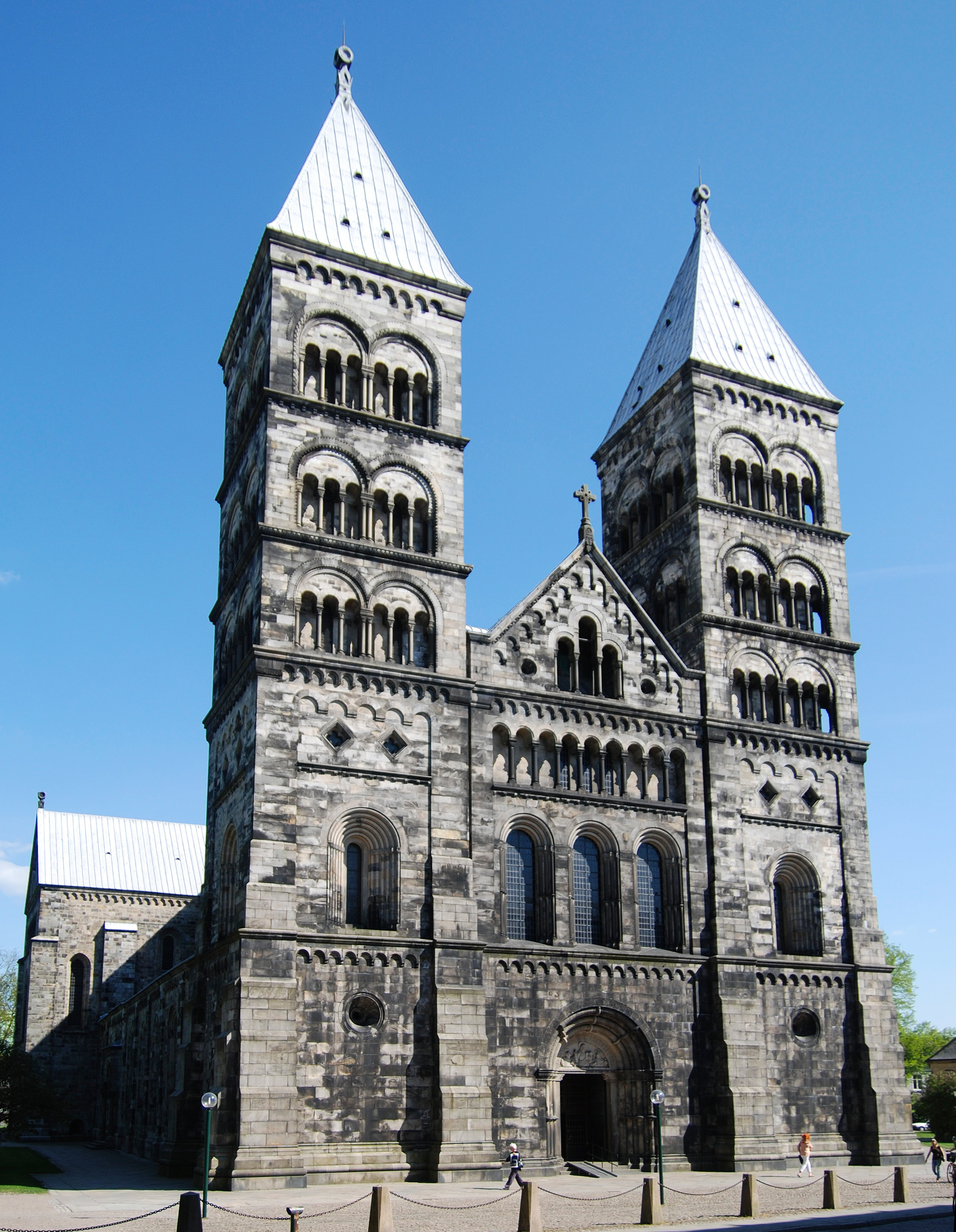
Catedral de Lund.

Con la liberalización religiosa ocurrida a finales del siglo XVIII, los seguidores de otras religiones, incluyendo el judaísmo y el catolicismo, pudieron vivir y trabajar abiertamente en el país, pero para los luteranos suecos el cambiarse de religión fue ilegal hasta 1860. En el siglo XIX llegaron a sus tierras varias Iglesias evangélicas. Abandonar la Iglesia de Suecia se tornó legal en la llamada «Ley de Deserción de 1860», pero solo con la condición de pasar a pertenecer a otra religión. El derecho a permanecer fuera de cualquier congregación religiosa fue establecido en la ley de libertad de culto de 1951. Hasta 1976 los católicos tenían prohibido ejercer como funcionarios públicos.
Cerca del 52.8 % de la población integra la Iglesia de Suecia (luterana), pero menos del 30 % de ellos asisten regularmente a los servicios religiosos de la Iglesia de Suecia. Hasta 1996, todos los niños que nacían se convertían automáticamente en miembros si alguno de sus padres lo era. Desde 1996, solo los niños que son bautizados se convierten en miembros. Alrededor de 275 000 suecos pertenecen a otras iglesias protestantes (donde la asistencia a los servicios es mucho más alta) y debido a la inmigración existen alrededor de medio millón musulmanes (5.2 %), cien mil cristianos ortodoxos y 92 000 católicos viviendo en Suecia.

### Salud
Siendo un país desarrollado, en Suecia la atención sanitaria es universal y gratuita, es financiada casi en su mayoría con impuestos. A menudo, la nación se encuentra entre los cinco países con la tasa más baja de mortalidad infantil; también se encuentra entre los países con mayor esperanza de vida (82.2 años) y en pureza del agua potable. En Suecia existen 4.2 médicos por cada mil habitantes, además de que el gobierno invierte el 11.9 % del PIB total en gastos de salud.
Esto se debe a la alta calidad del sistema de salud, que es similar al de otros países europeos y a menudo es clasificado como uno de los mejores en el mundo. Los servicios de salud son coordinados por la Junta Nacional de Salud y Bienestar Social (Socialstyrelsen).
El sistema de salud actual fue fundado en 1968, gracias a la unión de la Junta Real de Salud y la Junta Real de Asuntos Sociales por el gobierno socialdemócrata, asegurando una amplia cobertura de la seguridad social, a través de la provisión de atención sanitaria gratuita, un sistema de pensiones de jubilación y subsidios por enfermedad, guarderías gratuitas de preescolar y subsidios económicos por maternidad o paternidad.
La prostitución es legal en todo el país. Ante la problemática en relación con la salud sexual a nivel social, Suecia tomó en sus manos la opción de legalizar la prostitución en 1999. Suecia se destaca por dar uno de los mayores permisos por maternidad o paternidad: La ley exige que cada uno de los padres tome 60 días de permiso laboral para el cuidado de sus recién nacidos.

### Educación

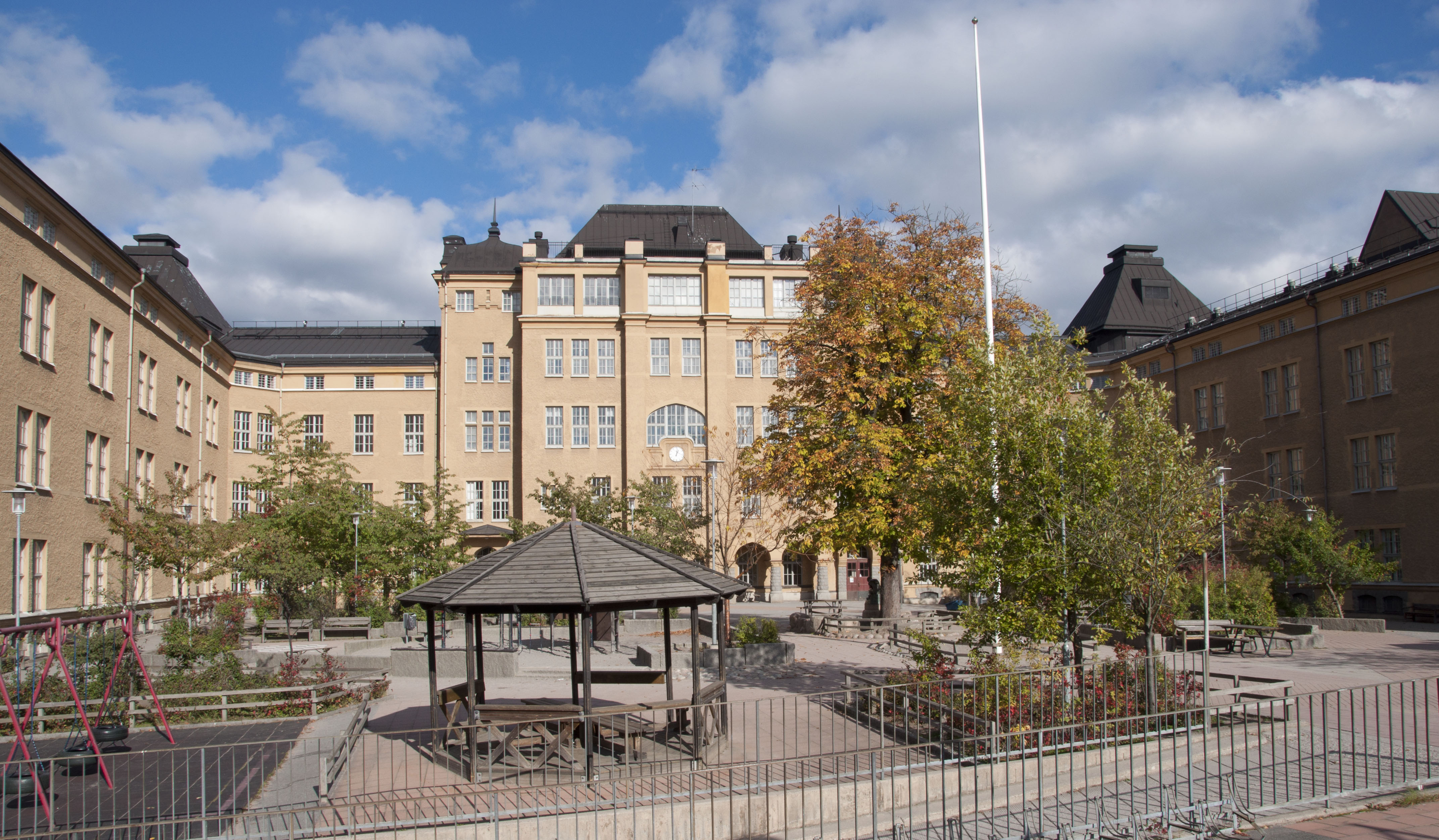
Escuela primaria (förskola) en Estocolmo.

Gracias a su sistema educativo bien desarrollado, en el que el gobierno invierte un 7.7 % del PIB (2014), el país tiene uno de los índices de alfabetización más altos en el mundo, con un 99 %. Los niños entre uno y seis años tienen garantizado un lugar en un colegio preescolar público (en sueco: förskola o, coloquialmente, dagis). Entre los siete y quince años de edad los alumnos ingresan a la escuela primaria y secundaria, las cuales son obligatorias. Los estudiantes suecos de quince años ocupan el 22.º lugar en el Informe PISA, al igual que dentro de los países miembros de la OCDE.
Después de completar el noveno grado, cerca del 90 % de los graduados continúan sus estudios por tres años de educación media superior (gymnasium); al terminar esta, los alumnos están calificados para conseguir un empleo o para realizar una solicitud de ingreso a la universidad. El país posee gran variedad de universidades y colegios, siendo el Instituto Karolinska, la Universidad de Upsala, la Universidad de Lund y la Universidad de Estocolmo citadas como las instituciones educativas más prestigiosas.
El sistema escolar es en gran parte financiado con los impuestos. Cualquier ciudadano puede establecer una escuela sin ánimo de lucro y el gobierno municipal debe abonarles el mismo monto que obtienen las escuelas municipales, sin realizar discriminaciones en la distribución de los cheques escolares. Este sistema data de 1992 y fue tomado de la política escolar de los Países Bajos. Como en otros países europeos, el gobierno también subsidia el intercambio de alumnos de origen extranjero que buscan un título en las instituciones suecas.

## Cultura

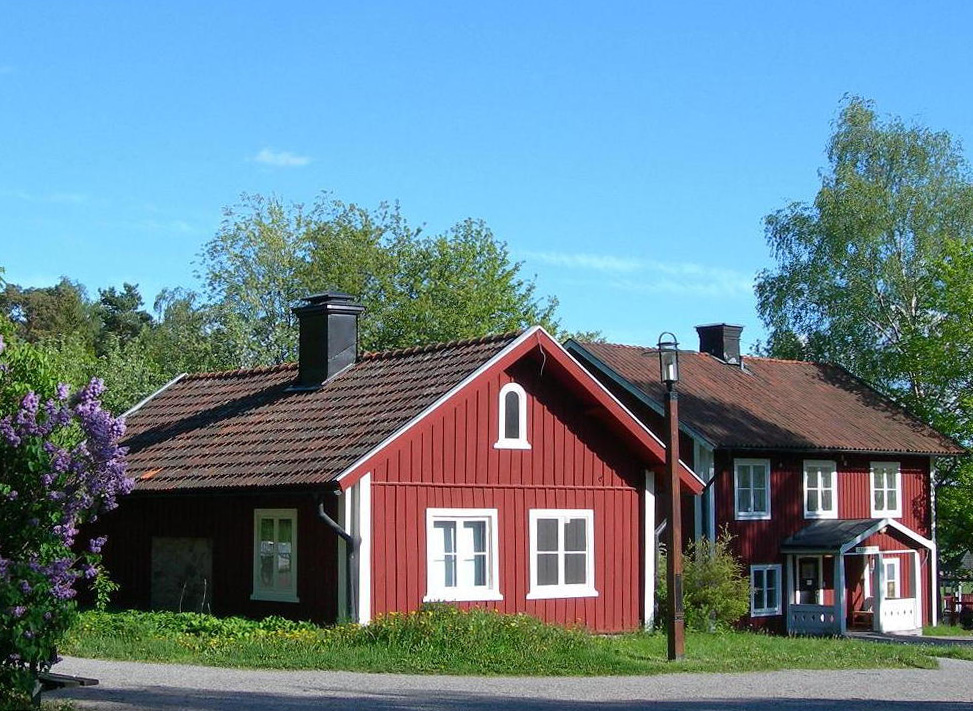
Tradicional casa rural en Suecia, pintada en el típico color rojo de Falun.

La cultura sueca es percibida típicamente como igualitaria, sencilla y abierta a influencias de otros países. El país ha recibido la influencia cultural de otros países e instituciones: la Iglesia católica y Alemania durante la Edad Media, Francia durante el siglo XVIII, de nuevo Alemania en el siglo XIX y los países de la Angloesfera después de la Segunda Guerra Mundial. De igual manera, su cultura y el desarrollo de la misma se encuentran en una íntima relación con la de los demás países nórdicos.
En todo el país existen cerca de trescientas treinta bibliotecas y más de doscientos museos, la mayoría de ellos ubicados cerca de las grandes ciudades como Estocolmo, además de múltiples lugares turísticos de interés artístico, cultural e histórico. El patrimonio cultural sueco es reconocido a nivel mundial: catorce lugares dentro del territorio nacional han sido declarados «Patrimonio de la Humanidad» por la Unesco. Otro aspecto cultural destacado a nivel internacional es la entrega del Premio Nobel, instituido por Alfred Nobel. Este galardón se ha otorgado cada año desde 1901 a personas que han hecho investigaciones sobresalientes, inventado técnicas o equipamiento revolucionario o contribuciones notables a la sociedad.
En las décadas de 1960 y 1970, Suecia fue uno de los primeros lugares donde surgió un movimiento que ahora se conoce como la «revolución sexual», especialmente promoviendo la igualdad de género. Actualmente, el porcentaje de personas solteras es uno de los más altos del mundo. La película sueca Soy curiosa: amarillo (1967) reflejó un punto de vista liberal sobre la sexualidad e introdujo el concepto del «pecado sueco». En décadas recientes, se ha convertido en uno de los países más tolerantes del mundo hacia la homosexualidad y desde 2009 está permitido el matrimonio entre personas del mismo sexo.

### Arte

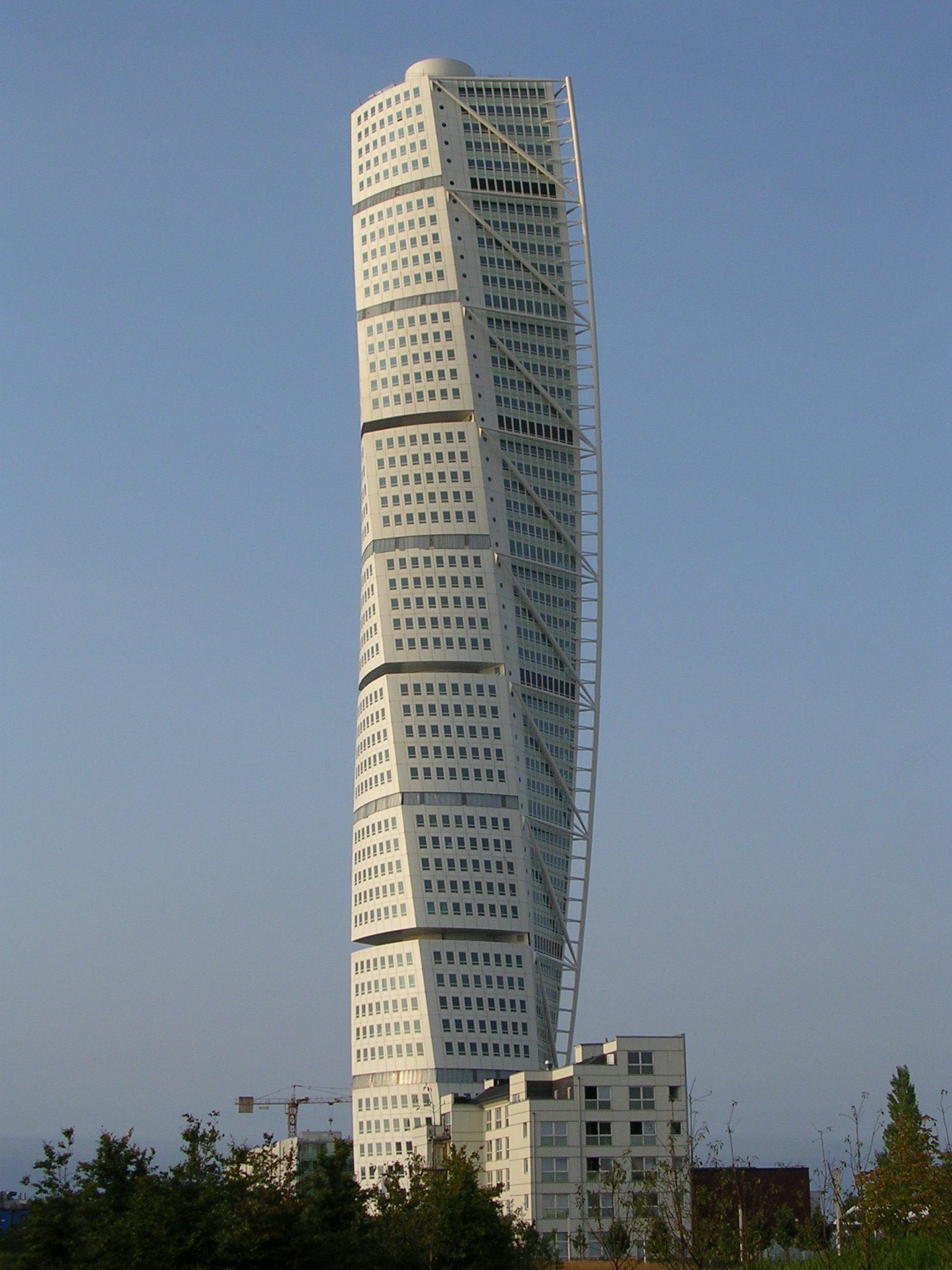
El rascacielos Turning Torso de 190 m en Malmö es el segundo rascacielos residencial más alto de Europa.

El arte de Suecia se encuentra fuertemente vinculado con el arte de las demás naciones de Escandinavia, debido principalmente a las condiciones geográficas e históricas en las que se fue desarrollando. Desde las primeras pinturas rupestres y monumentos megalíticos, pasando por el arte medieval y gótico, el arte sueco no surgió en sí hasta la formación de la identidad nacional sueca, entre los siglos XVI y XVII. Así, Estocolmo se convirtió en el centro artístico de la nueva nación, donde se desarrollaron las tendencias originadas en otras partes de Europa: el renacimiento, el barroco, el rococó, entre otros.
Sin embargo, fue hasta el siglo XIX cuando los artistas suecos comenzaron a atraer a los críticos mundiales. Dentro de este escenario se destaca la participación de Anders Zorn, Carl Larsson, Eugène Jansson, Richard Bergh y August Strindberg, quienes dieron grandes aportaciones a la pintura, la escultura y la fotografía. Durante el siglo XX, las tendencias expresionistas y modernistas entraron a la escena artística de Suecia. Las nuevas tendencias artísticas desarrolladas en el país han captado la atención internacional, principalmente en el campo del diseño, la moda, la música pop y la gastronomía.
En 1930, la pintura, el diseño gráfico y la arquitectura moderna entraron al país con la corriente del funcionalismo y desde entonces las obras de pintores, diseñadores y arquitectos suecos han ganado una buena reputación. Sin embargo, su arte tradicional aún se conserva, siendo su mejor ejemplo las artesanías fabricadas en las zonas rurales y comercializadas en las ciudades e incluso exportadas a otras partes del continente. Algunas de las más populares incluyen las estufas de cerámica, obras hechas de vidrio y las tallas de madera.

### Cine

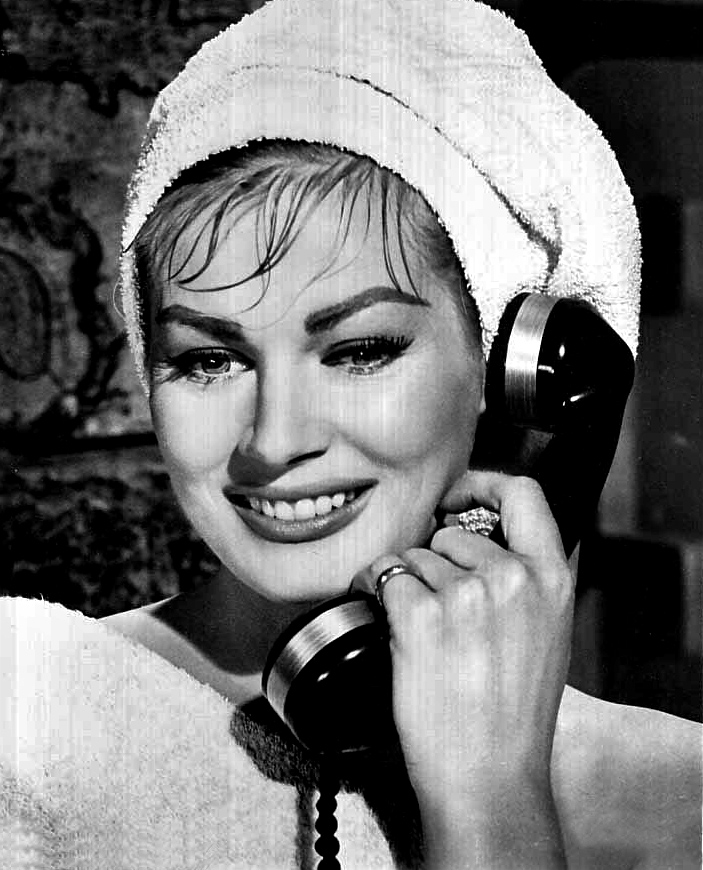
Anita Ekberg en Loco por Anita (1956).

En las últimas décadas, el cine sueco adquirió importancia internacional gracias a las obras de directores como Ingmar Bergman, Vilgot Sjöman, Bo Widerberg, Roy Andersson y Lasse Hallström. La industria del cine es regulada por el Instituto Sueco del Cine, apoyado en gran parte por programas del gobierno, quien destina cerca de 200 millones de dólares anuales a la producción y promoción de películas nacionales. Además, cada año se celebran varios festivales internacionales de cine en todo el país; los Premios Guldbagge son otorgados cada año a los mejores largometrajes y a menudo son considerados como los «Óscar Suecos».
Entre los intérpretes de origen sueco han destacado a nivel mundial actrices como Greta Garbo, Ingrid Bergman y Anita Ekberg; luego de su actuación en La dolce vita de Federico Fellini. Además, en los últimos años, sobresalen actores como Mikael Persbrandt, en filmes tales como los que pertenecen a la Trilogía de El hobbit, y la serie de Netflix Sex Education. También es destacable la actriz Alicia Vikander, ganadora del Óscar a la mejor actriz de reparto, entre otros premios, por su trabajo en La chica danesa; también ha actuado en otros largometrajes como Ana Karenina y Ex Machina.

### Música

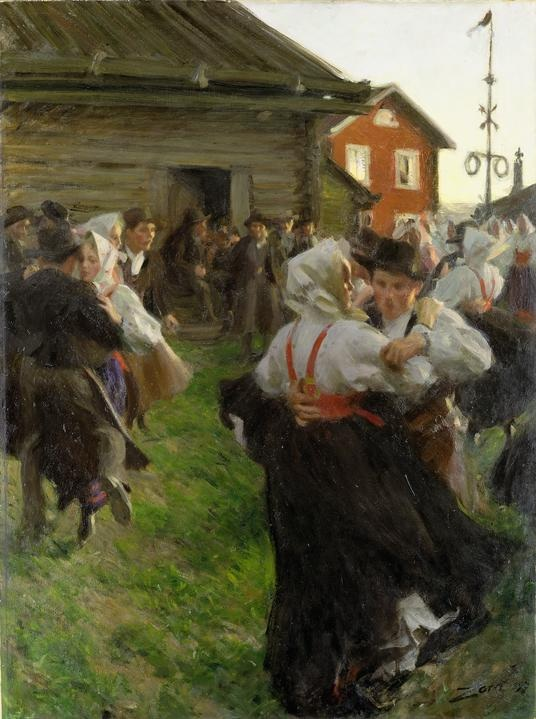
Midsummer's Eve de Anders Zorn.

Suecia cuenta con una rica tradición musical, desde las baladas folclóricas medievales hasta el hip hop. La música nórdica precristiana se perdió con el paso del tiempo, aunque se han elaborado recreaciones históricas basadas en instrumentos encontrados en sitios arqueológicos vikingos. Entre los instrumentos utilizados se encuentran el lur (una especie de trompeta), instrumentos de cuerda sencillos, flautas de madera y tambores. Es posible que algunos rasgos de la música vikinga permanezcan hasta el día de hoy en las canciones tradicionales suecas.
La música tradicional es un escenario musical importante que a menudo incorpora elementos de otros géneros contemporáneos como el rock y el jazz. También se encuentra presente la música lapona, llamada yoik, la cual forma parte de la espiritualidad tradicional del pueblo lapón y ha ganado reconocimiento mundial dentro del campo de la música folclórica. Además, el país también tiene una prominente tradición en música coral, derivada en parte de la importancia cultural de la música folclórica. De hecho, de los 9.4 millones de habitantes, se estima que entre quinientas y seiscientas mil personas forman parte de un coro.
El jazz es otro de los géneros importantes dentro de la música sueca. Desde los años 1950 ha mantenido un estándar artístico elevado, en gran parte debido a las bandas locales que reciben influencia de otros países como Bélgica, Francia, Reino Unido y los Estados Unidos. A menudo se cita a Lars Gullin como uno de los máximos representantes del jazz sueco.

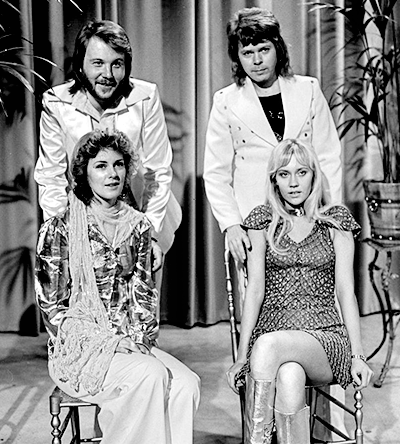
ABBA fue el primer grupo sueco en experimentar el éxito a nivel internacional.

Dentro de la industria musical actual, Suecia es el tercer exportador de música más grande en el mundo, con más de 800 millones de dólares de ingresos en 2007, sobrepasado solo por Estados Unidos y el Reino Unido. Actualmente, el pop sueco es uno de los estilos más conocidos del país. El grupo ABBA fue uno de los primeros grupos musicales suecos en hacerse famosos alrededor del mundo, además de que gracias a su fama el pop sueco adquirió cierto estatus de importancia internacional. A su vez, otras bandas como Roxette, Ace of Base, Europe y The Cardigans consolidaron la imagen de la música moderna sueca. Otro género similar proveniente de Alemania, el schlager, cobró popularidad desde la década de 1950 y su influencia ha permanecido en la música actual a través de diversos festivales de música como los folkpark, el Melodifestivalen (famoso festival de la canción sueca) y el Festival de Eurovisión. Este último goza en Suecia de gran repercusión, siendo el país que más veces ha ganado junto con Irlanda. La industria musical sueca tiene un importante peso en dicho certamen. 
El indie pop también tiene muchos representantes en Suecia. En Gotemburgo se han creado una serie de importantes sellos discográficos como Sincerely Yours o Service. Algunos artistas y grupos indies son Jens Lekman, The Knife, Love Is All, Kent (probablemente la banda de pop rock más popular en Suecia en los últimos años), The Concretes, Broder Daniel, The Tough Alliance, Peter Olof Swartz, Bjorn and John, Little Dragon, El Perro del Mar, Maia Hirasawa, Fever Ray, Popsicle, Studio, The Embassy, The Honeydrips, Brainpool, Air France, jj, Joel Alme o Pacific!.
Por otro lado, géneros como el heavy metal, comenzaron a crecer dentro de la escena musical sueca, abarcando un amplio abanico de subgéneros con exponentes reconocidos mundialmente. Junto con Noruega, el país ha sido el centro de desarrollo de muchos de estos estilos y artistas. En la década de 1980 resulta notable la influencia de bandas como Bathory o en el black metal y de Candlemass en el Doom Metal. En los años 1990 destaca especialmente la ola de grupos de death metal melódico de Gotemburgo de los grupos At The Gates, Dark Tranquillity e In Flames, que generó toda una corriente de fanes y seguidores entre los que destacan bandas como Amon Amarth, Arch Enemy,Soilwork o Ghost. . También hubo una ola de bandas de death metal progresivo como Edge of Sanity, Meshuggah, Therion y Opeth. El renombrado guitarrista de metal neoclásico, Yngwie Malmsteen, también es de origen sueco. En este ámbito otra banda muy relevante mundialmente son Hammerfall y además con músicos compartidos como Anders Johansson. Otros grupos importantes dentro de la escena sueca son Hammerfall, Entombed, Evergrey, Tobias Forge, Katatonia, Marduk, Dissection, The Haunted, Dark Funeral, Vintersorg. Otra banda que también ha alcanzado un éxito y reconocimiento a nivel mundial, es la banda de garage rock y rock n' roll, The Hives.
En cuanto a la música electrónica y dance en la segunda década de siglo XXI destacan nombres como Lykke Li, Swedish House Mafia, Galantis, Avicii, Eric Saade, Carola, la greco-sueca Helena Paparizou, Yohio, Loreen, Danny Saucedo, Icona Pop, Tove lo, Alesso, Zara Larsson, AronChupa, Måns Zelmerlöw, Benjamin Ingrosso, Klara Hammarström, Wiktoria, Dotter, Tove Styrke,Cornelia Jakobs y Panetoz.

### Literatura

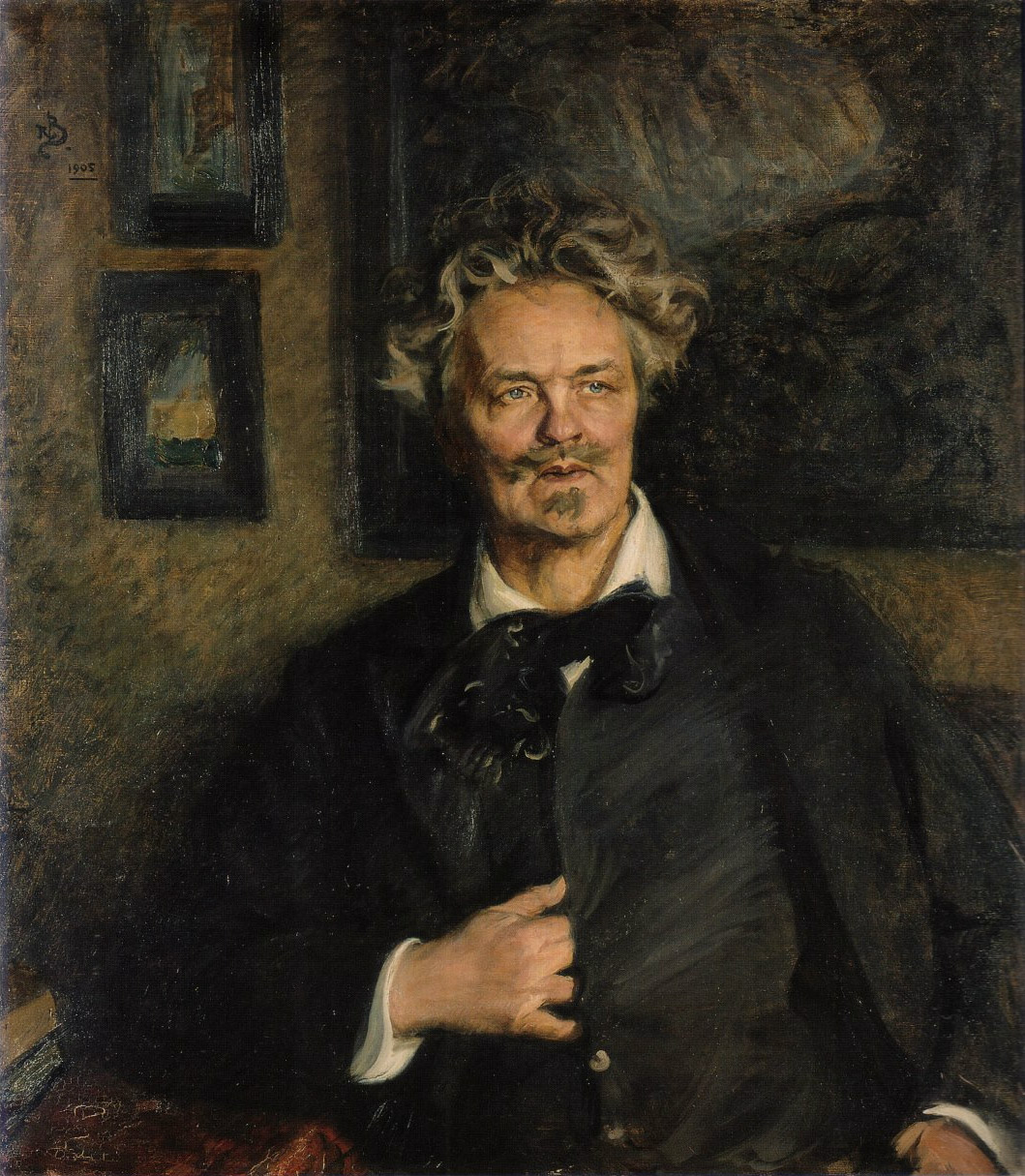
El escritor y actor August Strindberg.

El primer texto literario hallado en Suecia es la Piedra de Rök, tallada durante la Era Vikinga cerca del año 800 a. C. Con la conversión del país al cristianismo en el 1100 d. C., Suecia entró en la Edad Media, durante la cual los monjes prefirieron usar el latín en sus escritos, por lo que los textos en el sueco de esa época son escasos. La literatura sueca floreció solo después de que el idioma sueco fuera estandarizado en el siglo XVI, siendo la Biblia uno de los primeros libros traducidos al sueco en 1541. A menudo esta traducción es llamada la Biblia de Gustavo Vasa.
Con la implantación del sistema educativo, el siglo XVII vio el desarrollo de múltiples escritores suecos. Ejemplo de esto son Georg Stiernhielm, quien fue el primero en escribir poesía clásica en sueco; Johan Henric Kellgren (siglo XVIII), el primero en escribir una prosa fluida en sueco; Carl Michael Bellman (finales del siglo XVIII), el primer escritor de baladas de burlesque; y August Strindberg (finales del siglo XIX), un escritor socio-realista y dramaturgo que alcanzó la fama mundial. El siglo XX continuó dando notables autores como Selma Lagerlöf (Premio Nobel de Literatura 1909), Verner von Heidenstam (Premio Nobel de Literatura 1916) y Pär Lagerkvist (Premio Nobel de Literatura 1951). En total se han entregado siete Premios Nobel de Literatura a escritores suecos.
En décadas recientes, varios escritores han sido reconocidos internacionalmente, incluyendo los autores de novelas policíacas Henning Mankell, Stieg Larsson, Camilla Läckberg y Åsa Larsson así como Jan Guillou, escritor de novelas de espías. Pero la autora sueca más reconocida en las últimas décadas es la escritora de cuentos para niños Astrid Lindgren, cuyas obras principales, como Pippi Långstrump y Emil of Maple Hills, aún se encuentran entre los libros infantiles más populares.Y en el género de terror está John Ajvide Lindqvist con su novela Déjame entrar publicada en 2008 y ya con una adaptación sueca y una adaptación estadounidense para la pantalla grande.

### Ciencia y tecnología

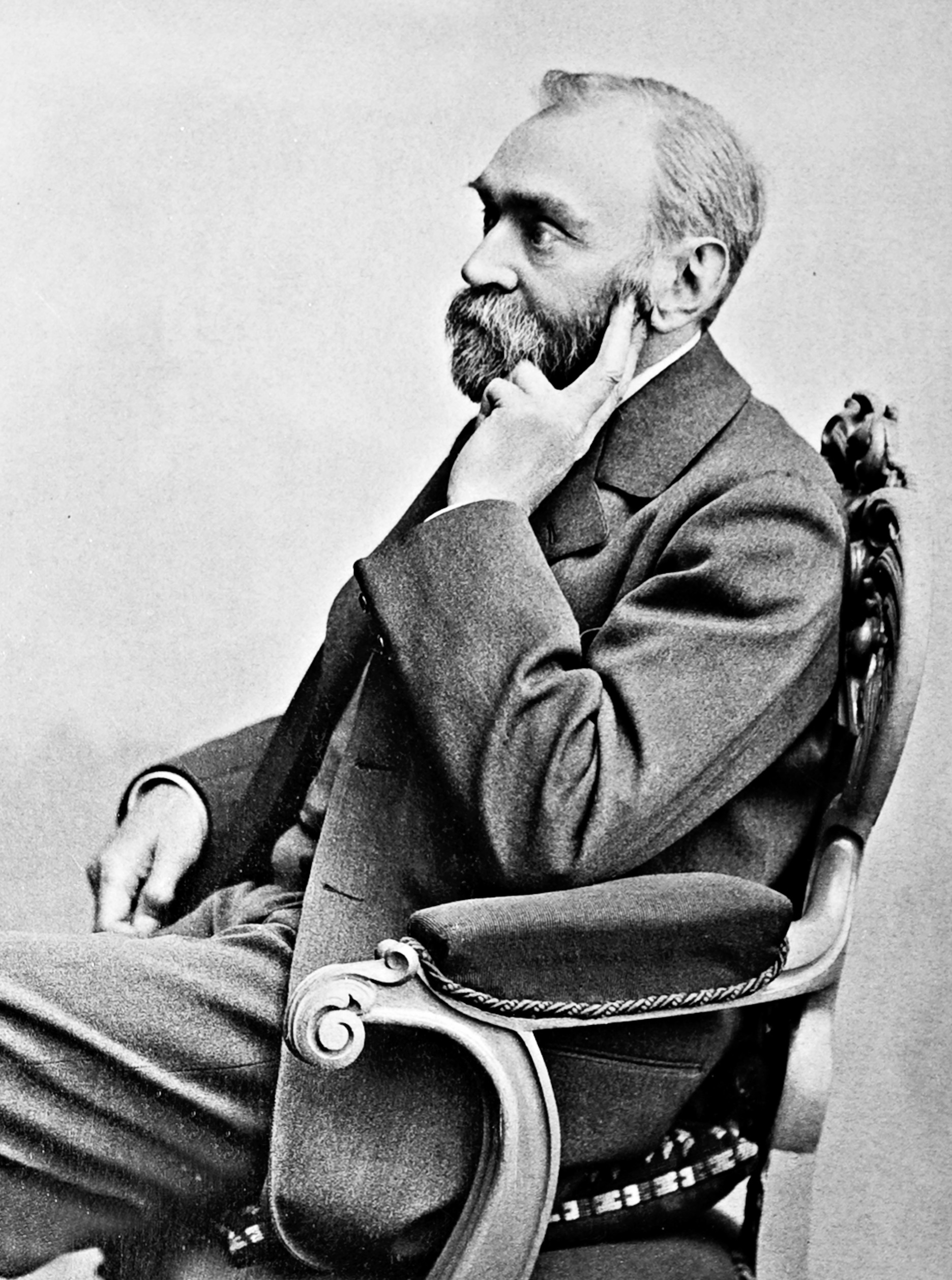
Alfred Nobel, inventor de la dinamita e instituidor del Premio Nobel.

Siendo un país desarrollado muy avanzado, las investigaciones científicas juegan un papel clave para el desarrollo económico y para la sociedad en general, y la alta calidad en el desarrollo científico y tecnológico es reconocida alrededor del mundo. Juntos, el sector público y privado destinan cerca del 4 % del PIB a la investigación y desarrollo (I+D), lo cual le convierte en uno de los países que más invierte en I+D en términos de porcentaje del PIB. El estándar de las investigaciones suecas es alto y el país es líder mundial en múltiples campos científicos. Por ejemplo, es el primero en Europa en cuanto al número de trabajos científicos publicados per cápita.
En 1739 se fundó la Real Academia de las Ciencias de Suecia, con personajes como Carlos Linneo y Anders Celsius entre sus primeros miembros. Desde 1870, las compañías ingenieras fueron creadas a un ritmo nunca antes visto y los ingenieros se convirtieron en los héroes de la época. Muchas de las compañías fundadas por estos pioneros son aún reconocidas a nivel internacional. Entre los principales innovadores suecos de la época destacan: Alfred Nobel quien inventó la dinamita e instituyó el Premio Nobel; Gustaf Dalén fundó la compañía de gas AGA y ganó el Premio Nobel de Física por sus válvulas solares; Lars Magnus Ericsson comenzó la empresa que lleva su nombre, Ericsson, que hoy en día es una de las compañías de telecomunicaciones más grandes del mundo; Jonas Wenström fue un pionero en la corriente alterna y junto con el inventor croata Nikola Tesla, inventó el sistema electrónico de tres fases.
En comparación internacional, la alta tecnología industrial es relativamente más importante en todos los sectores, particularmente en las telecomunicaciones y en la industria farmacéutica. Aunque es un país relativamente pequeño, Suecia ha estado desde hace mucho tiempo en la vanguardia de I+D. Por varias décadas, el gobierno ha puesto como prioritarias algunas actividades científicas de investigación. Este fuerte apoyo ha ayudado a Suecia a convertirse en un país líder en términos de innovación. Durante muchos años, fue un país líder entre los miembros de la OCDE en lo que se refiere a investigaciones y el uso de tecnología avanzada.
Estadísticas demuestran que entre los años de 1970 a 2003, el sistema nacional de innovación sueco estaba entre los mejores de los países miembros de la OCDE en cuanto a la generación de invenciones tecnológicas y el número de patentes registradas de acuerdo con el tamaño de la población. Solo Suiza reportó un mayor índice de patentes en relación con su población. En total, a finales de 2009 contaba con 33 523 patentes registradas, de acuerdo con la Oficina de Patentes y Marcas Registradas de los Estados Unidos, con solo diez países superando su número de patentes. Más aún, en el 2001 se encontraba entre los países con el mayor número de publicaciones científicas en los campos de ciencia médica, ciencias naturales e ingeniería. Según el Índice global de innovación, a cargo de la Organización Mundial de la Propiedad Intelectual, en su versión 2024, Suecia se ubica en el segundo lugar en innovación, dentro de dicho índice, entre 133 países.
En términos de estructura, la economía sueca se caracteriza por sus grandes exportaciones orientadas hacia el sector tecnológico e industrial (motores, vehículos y equipos de telecomunicaciones), así como los comparativamente pequeños sectores de servicios y finanzas. Así la ciencia y tecnología se han vuelto una parte importante para la economía del país, principalmente para las grandes organizaciones industriales y de servicios que la dominan, ya que gran parte de las industrias suecas multinacionales tuvieron sus orígenes en el ingenio de múltiples inventores suecos.

### Gastronomía

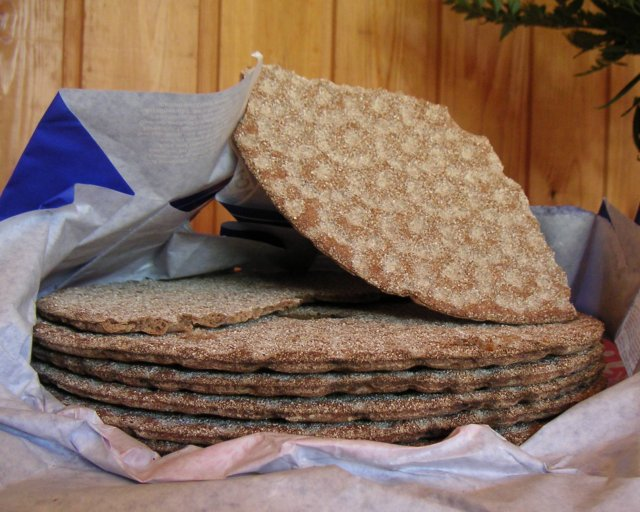
El knäckebröd, pan tradicional sueco.

La gastronomía sueca siempre ha estado bajo la influencia del clima y los recursos disponibles en las diferentes regiones del país. Como la de otros países escandinavos (Dinamarca, Finlandia y Noruega), es tradicionalmente sencilla. El pescado (particularmente el clupea), la carne y las patatas son los ingredientes básicos para elaborar la mayoría de las típicas recetas suecas.
Entre los platos más famosos del país destacan las albóndigas suecas, tradicionalmente servidas con salsa, papas hervidas y con mermelada de arándanos rojos; los panqueques, el lutfisk y el smörgåsbord. Además, también existen una gran tradición en producción de lácteos: el queso, la filmjölk (leche ácida), la långfil (yogur espeso), la filbunke (leche cuajada) y la gräddfil (nata agria). El knäckebröd es el pan tradicional sueco y se ha desarrollado en muchas variantes contemporáneas. El brännvin (un término que agrupa bebidas alcohólicas como el aquavit y el vodka) es muy popular en el país, y junto con la cerveza, son imprescindibles en los eventos sociales tradicionales. Otras bebidas como el café, la leche, y las bebidas carbonatadas.
Sin embargo, debido a las influencias extranjeras y relaciones internacionales del país, su gastronomía ha sido influenciada por la cocina francesa y mediterránea desde el siglo XVIII. Actualmente, como resultado de la migración y la globalización, existen gran variedad de platillos importados, además de que el consumo de comida rápida también está generalizado.

### Festividades

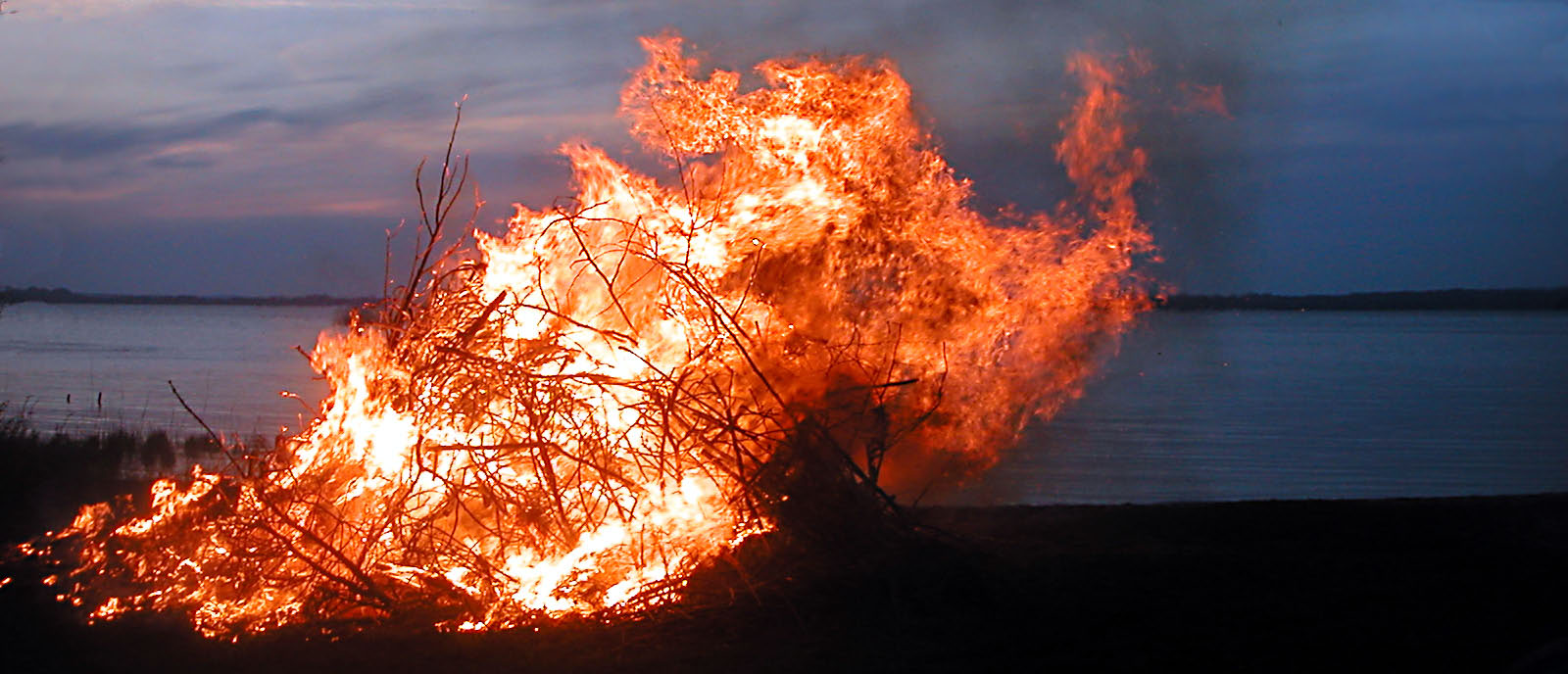
Fuegos de celebración en la Noche de Walpurgis en Suecia.

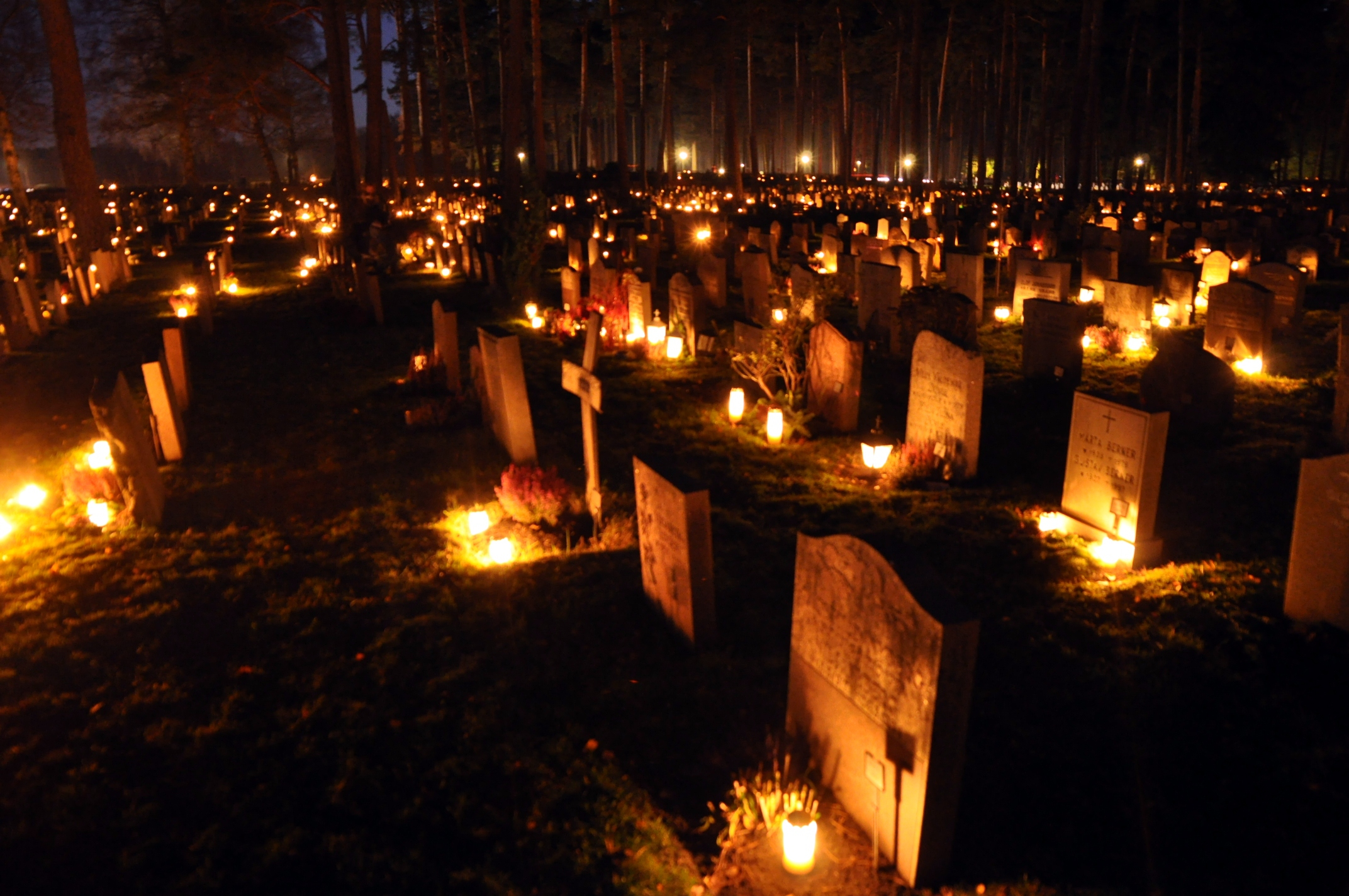
Celebración del Día de Todos Los Santos.

Aparte de las festividades tradicionales de Iglesia de Suecia, también se celebran varias fechas únicas, algunas de las cuales se llevan a cabo desde la época precristiana. Sin embargo, muchas de ellas son de ámbito local o regional y por lo tanto son consideradas «días festivos de facto». Estos incluyen el Sábado Santo, la Noche de Walpurgis, la Nochebuena, la Nochevieja, entre otros. Además de los domingos, los días que son considerados oficialmente como «días festivos» (y por lo tanto, inhábiles) se enlistan en la tabla.
| Fiesta                                | Nombre local           | Fecha                                                                         |
| ------------------------------------- | ---------------------- | ----------------------------------------------------------------------------- |
| Año Nuevo                             | Nyårsdagen             | 1 de enero                                                                    |
| Epifanía                              | Trettondedag jul       | 6 de enero                                                                    |
| Viernes Santo                         | Långfredagen           | Viernes anterior al domingo de Pascua                                         |
| Domingo de Pascua                     | Påskdagen              | Domingo posterior a la primera luna llena después del equinoccio de primavera |
| Lunes de Pascua                       | Annandag påsk          | El lunes después del domingo de Pascua                                        |
| Día Internacional de los Trabajadores | Första maj             | 1.º de mayo                                                                   |
| Día de la Ascensión                   | Kristi himmelsfärdsdag | Sexto jueves después del domingo de Pascua                                    |
| Pentecostés                           | Pingstdagen            | Séptimo domingo después del Domingo de Pascua                                 |
| Día Nacional de Suecia                | Sveriges nationaldag   | 6 de junio                                                                    |
| Noche de San Juan                     | Midsommardagen         | Sábado entre el 20 y 26 de junio.                                             |
| Día de Todos Los Santos               | Alla helgons dag       | Sábado entre el 31 de octubre y el 6 de noviembre                             |
| Nochebuena                            | Julafton               | 24 de diciembre                                                               |
| Navidad                               | Juldagen               | 25 de diciembre                                                               |
| Boxing Day                            | Annandag jul           | 26 de diciembre                                                               |

## Deportes

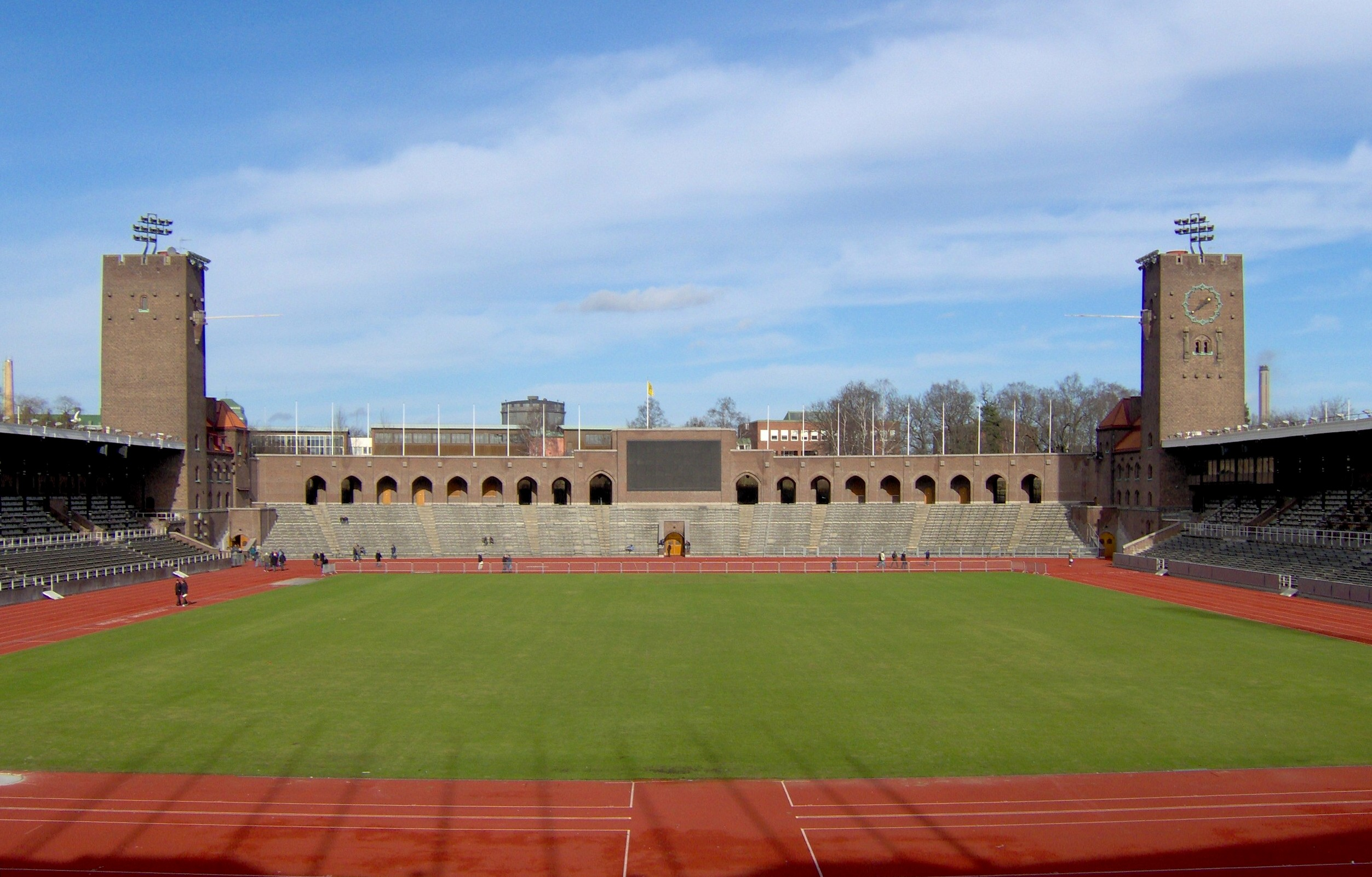
Estadio Olímpico de Estocolmo.

El deporte en Suecia es considerado como un movimiento nacional (föreningsstöd), en el cual participa activamente casi la mitad de la población. Las actividades deportivas son reguladas en gran parte por la Confederación de Deportes de Suecia y el Comité Olímpico de Suecia, quienes engloban a más de veintidós mil clubes deportivos en todo el país especializados en distintas disciplinas. Sin embargo, la mayor parte de las actividades deportivas son subsidiadas por el gobierno, aunque algunos de los deportes más populares reciben apoyo de varios patrocinadores.
Por otra parte, el tenis ha tenido grandes éxitos. Björn Borg es considerado como uno de los mejores tenistas masculinos de la historia del tenis. Ocupó el puesto número uno del ranking ATP y tiene en su haber once títulos de Grand Slam. Otros tenistas destacados son Mats Wilander y Stefan Edberg.
Los dos deportes más populares en Suecia son el hockey sobre hielo y el fútbol. La selección de hockey sobre hielo sueca (Tre Kronor) ha ganado el Campeonato Mundial de Hockey sobre Hielo ocho veces, siendo el tercer país con más medallas. Además ganaron la medalla de oro en las olimpiadas de 1994 y 2006.

### Fútbol
Por su parte, la selección de fútbol ha tenido buenos éxitos en pasadas copas mundiales, siendo subcampeones en el mundial de Suecia 1958, y quedaron en tercer lugar dos veces, en Brasil 1950 y Estados Unidos 1994. A nivel de jugadores, son conocidos grandes jugadores como Gunnar Gren, Gunnar Nordahl, Nils Liedholm, Tomas Brolin, Henrik Larsson (ganador de la Bota de Oro en 2001) y Zlatan Ibrahimović; este último considerado como uno de los mejores jugadores de la historia. Y a nivel de clubes, el IFK Göteborg es el único club que ha sido campeón europeo al ganar en los años 80 la Copa de la UEFA (1982 y 1987).

### Ecuestres
Después del fútbol, los deportes ecuestres tienen el mayor número de practicantes, además de que Gotemburgo cuenta con un centro ecuestre de importancia internacional. Otros deportes practicados comúnmente en el país incluyen el golf, el tenis, las pruebas de atletismo y varios deportes de equipo como el balonmano, el floorball, el baloncesto y el bandy.

### Juegos Olímpicos
Suecia es el octavo país en el medallero de los Juegos Olímpicos con 193 medallas de oro, 204 de plata y 230 de bronce obtenidas hasta 2010. El país se ubica en el segundo puesto en el medallero histórico de esquí de fondo, equitación y pentatlón moderno, tercero en lucha y saltos, y cuarto en tiro y canotaje. Los deportistas con más medallas de oro han sido Gert Fredriksson, Sixten Jernberg, Gunde Svan, Henri Saint Cyr y Thomas Wassberg.
La capital sueca fue elegida como sede de la 5.ª edición de los Juegos en 1912. Otros eventos deportivos en los cuales el país ha sido el anfitrión son la Eurocopa 1992, la Copa Mundial Femenina de Fútbol de 1995, y múltiples campeonatos mundiales de hockey sobre hielo, atletismo, esquí, bandy, curling, patinaje artístico y natación.